# Biserica de lemn din Ocolișel

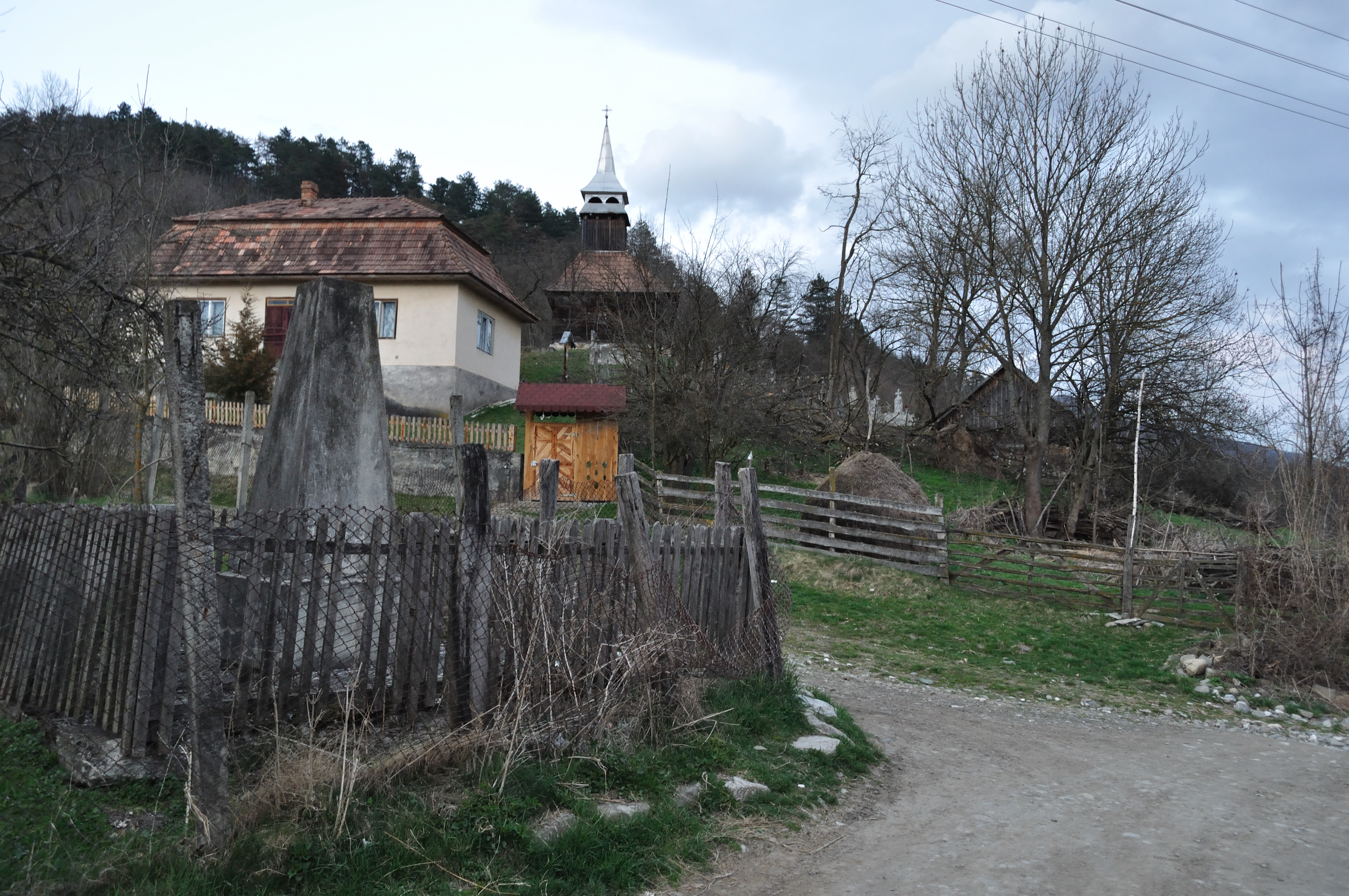
Biserica de lemn „Sfinții Arhangheli Mihail și Gavriil” din Ocolișel, județul Cluj, foto: aprilie 2011.

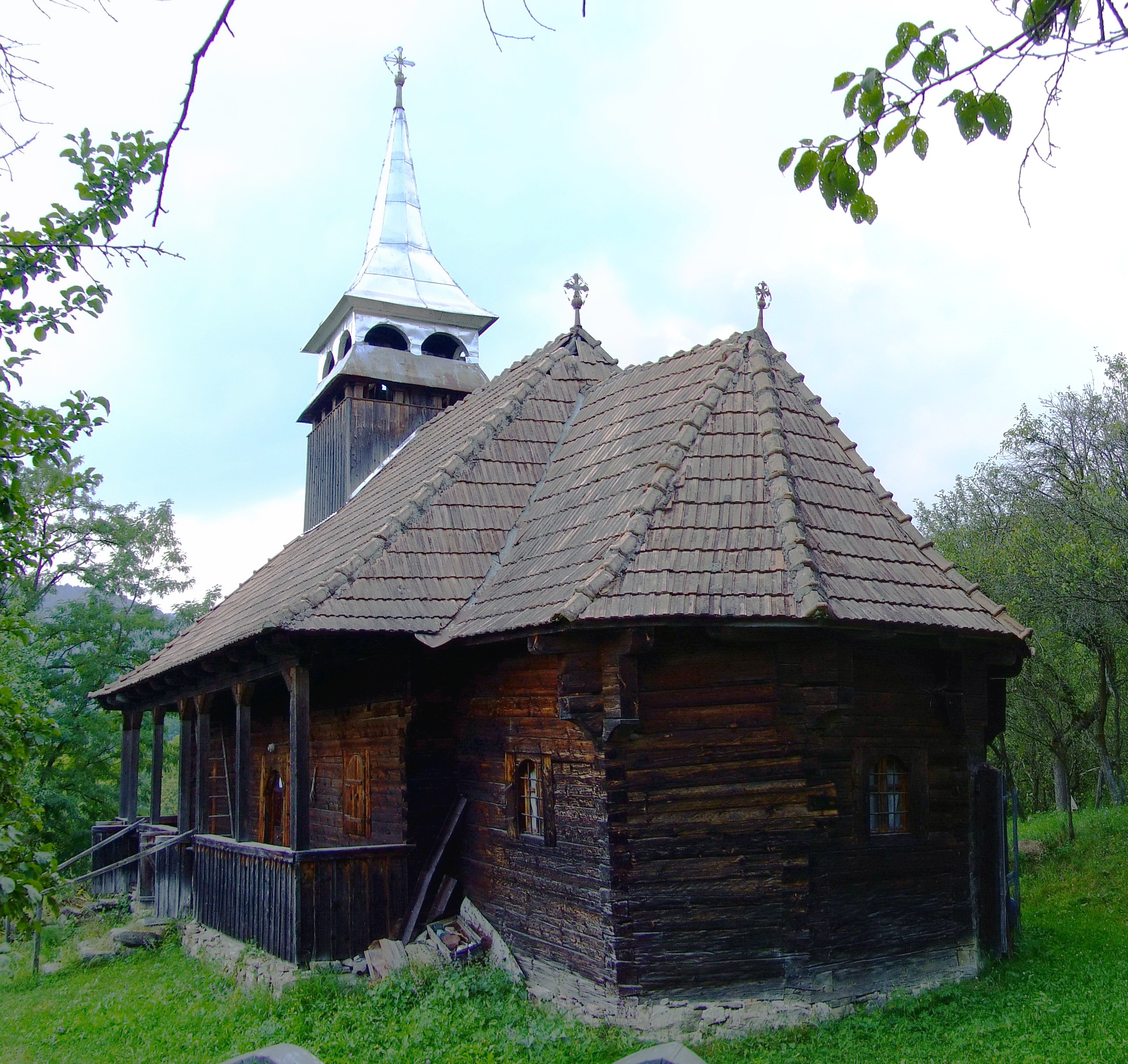
Biserica de lemn din Ocolişel, județul Cluj, 2008

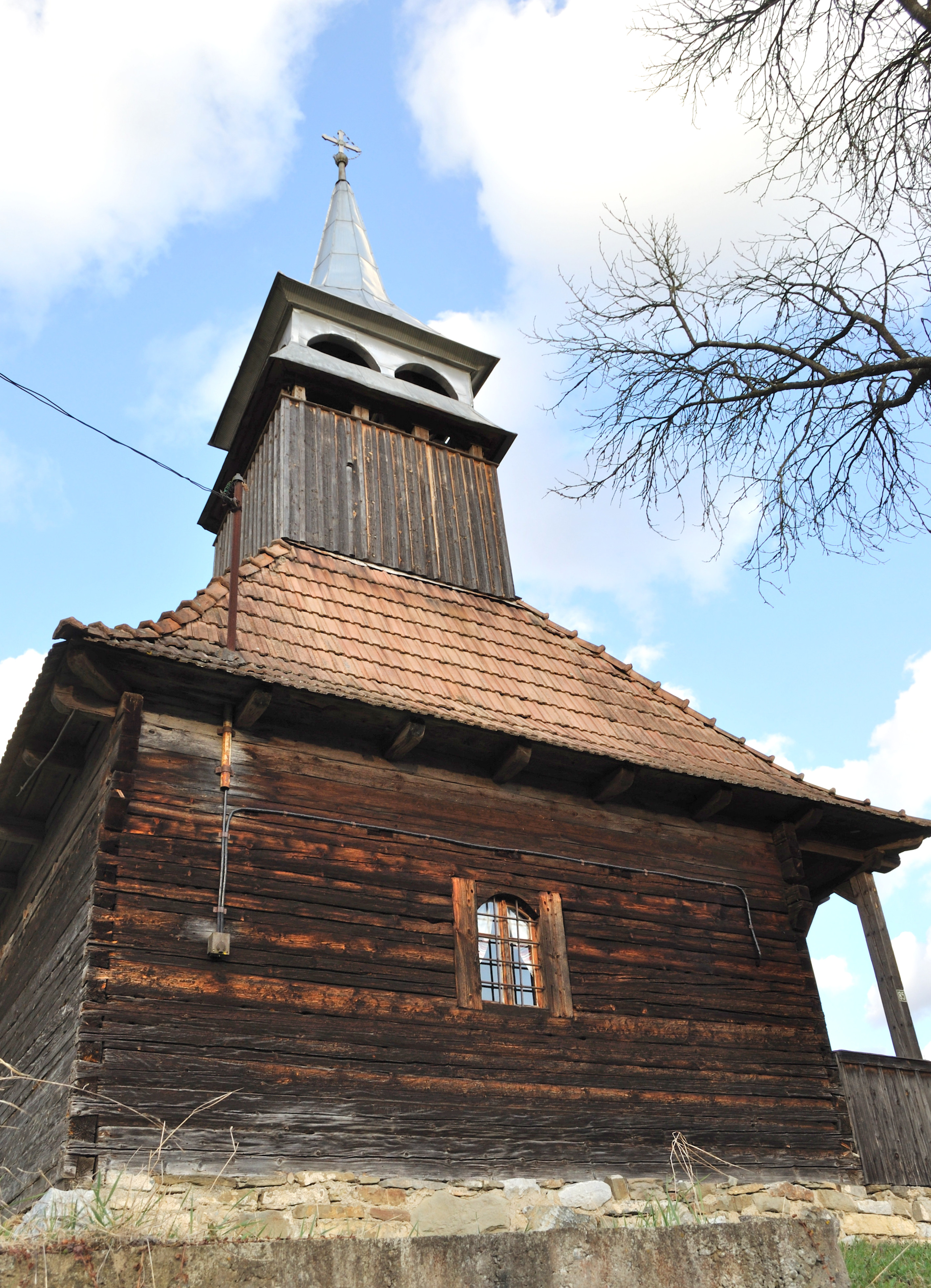
Biserica (vest)

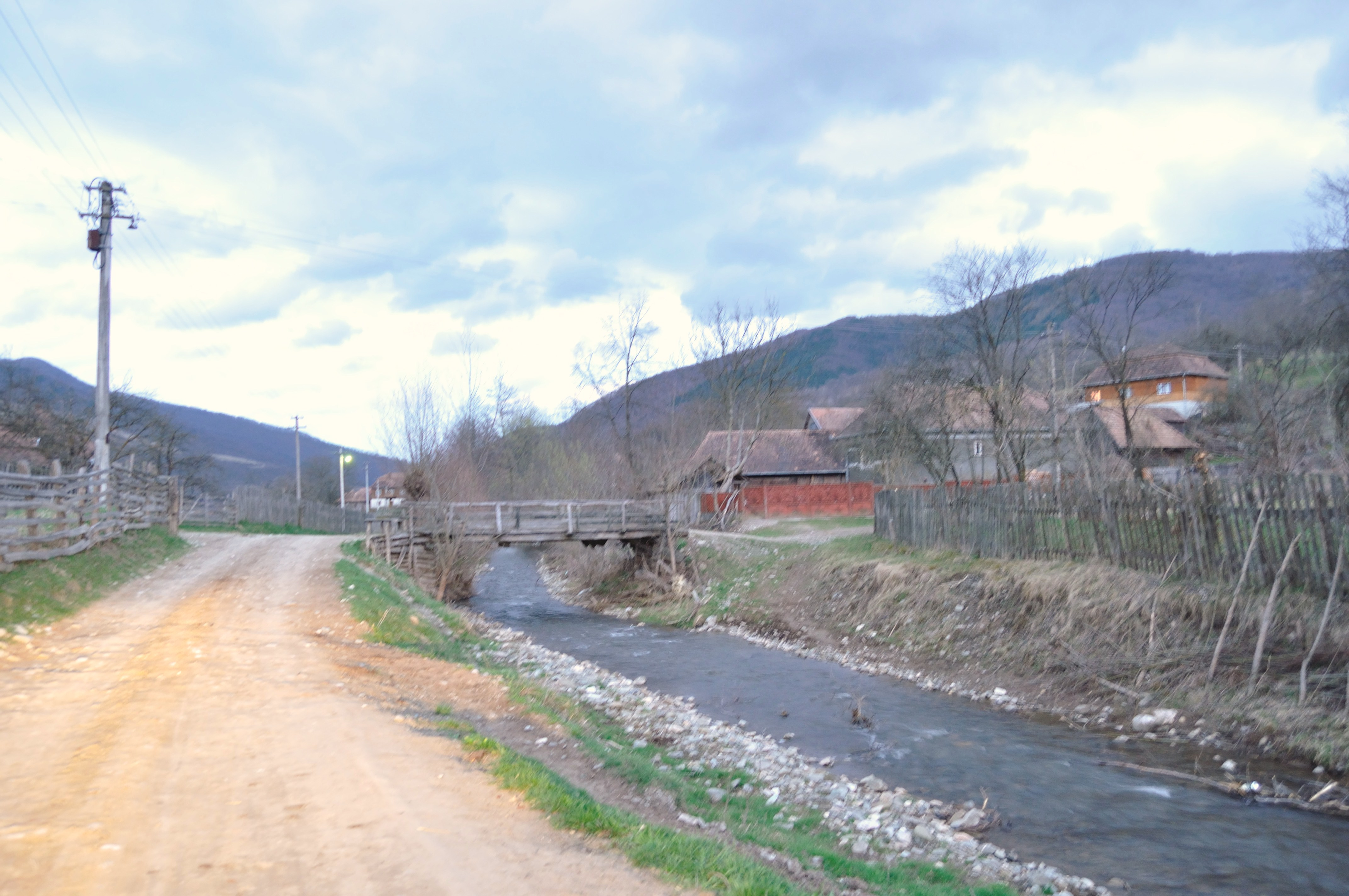
valea Ocolișelului

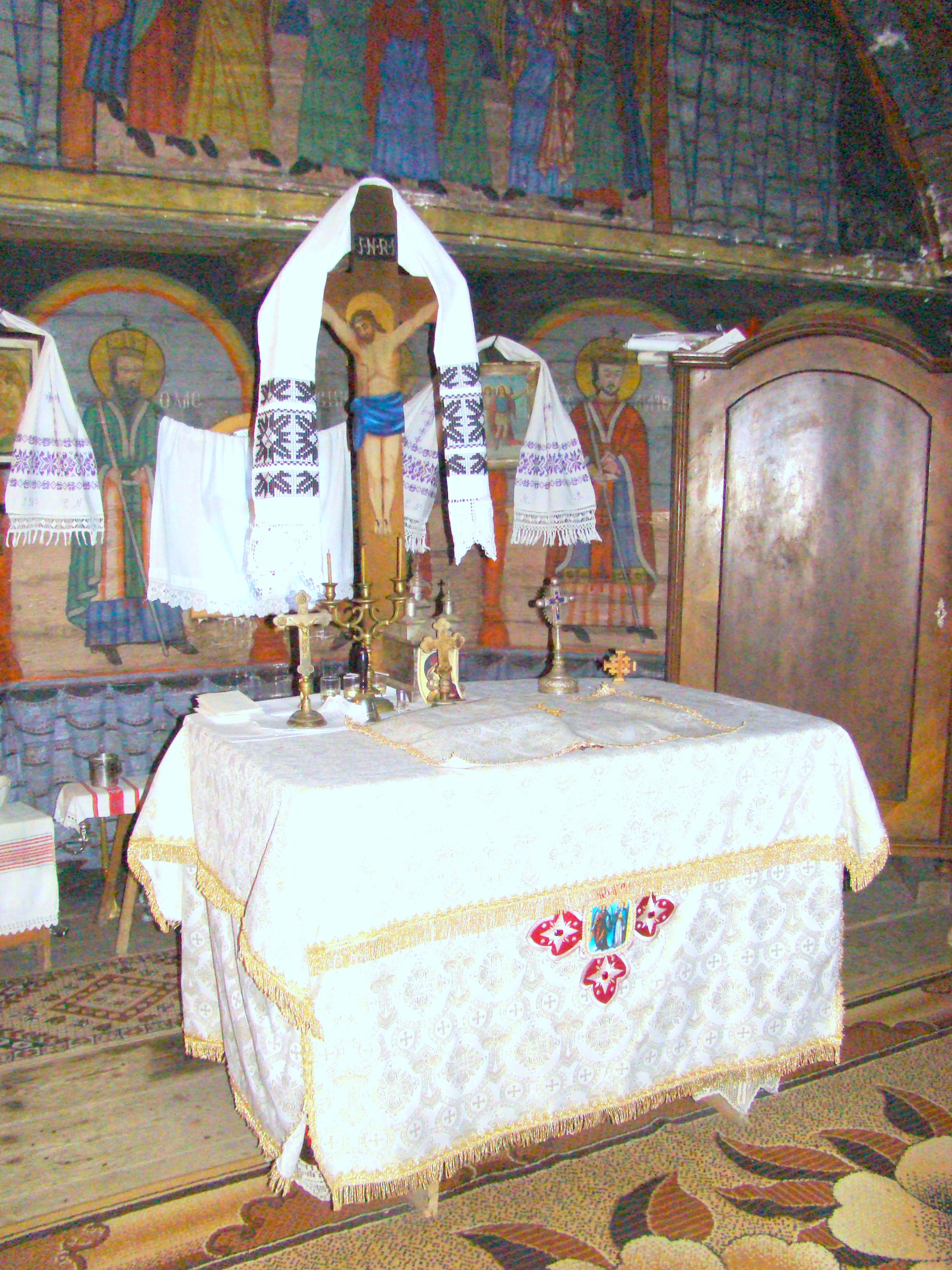
În altar

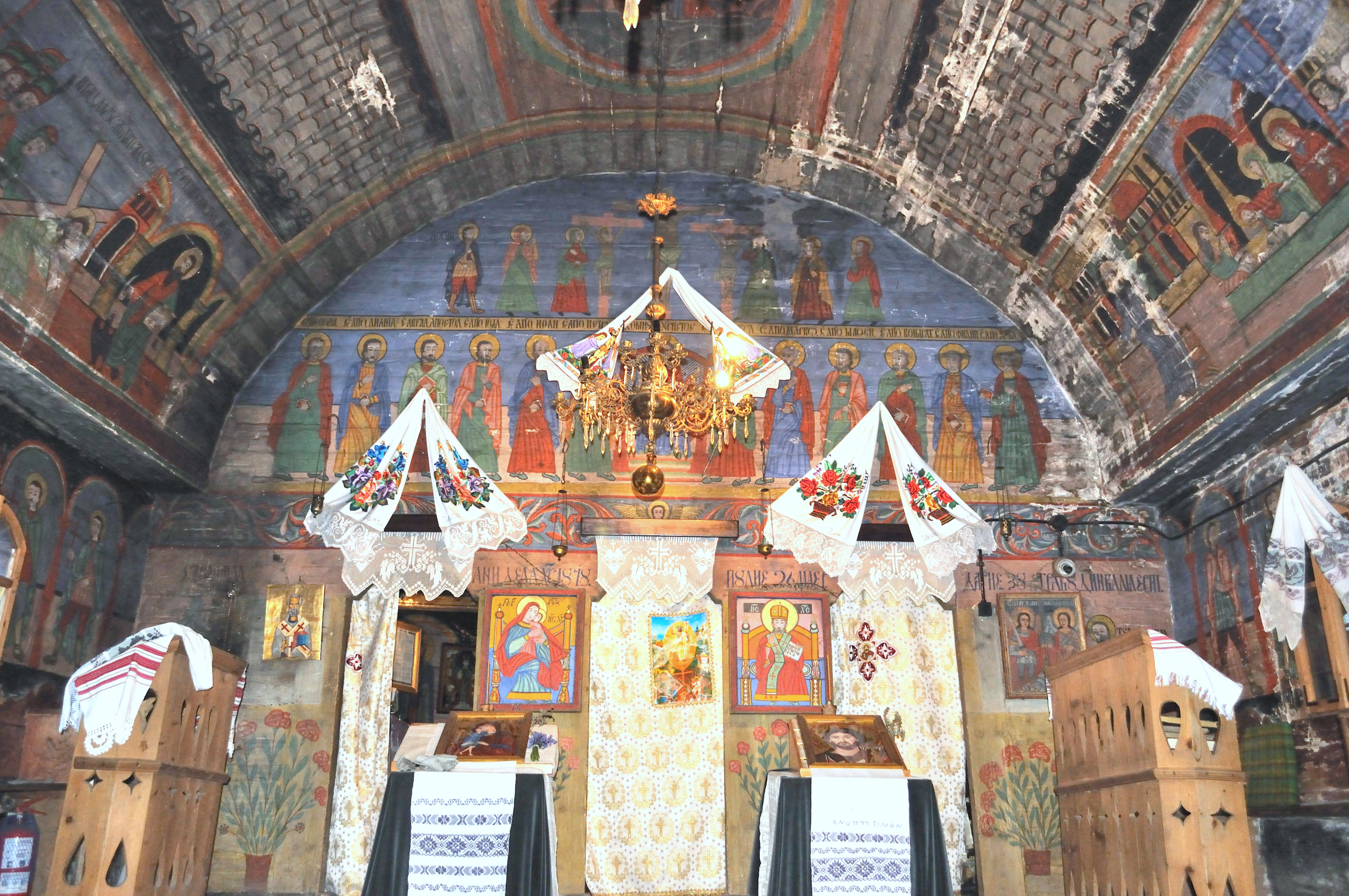
Interiorul navei

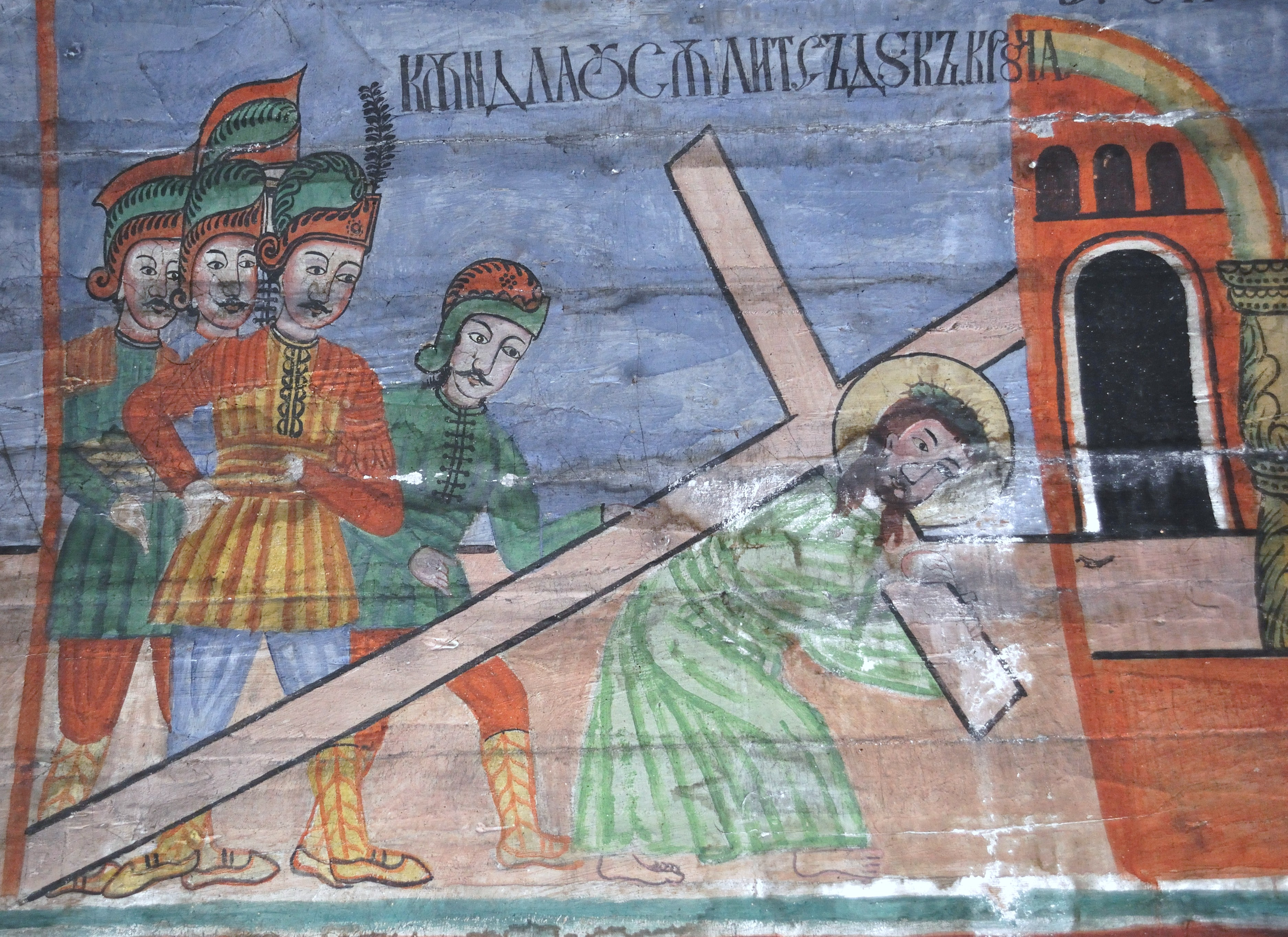
Iisus cărând crucea cea grea a răstignirii

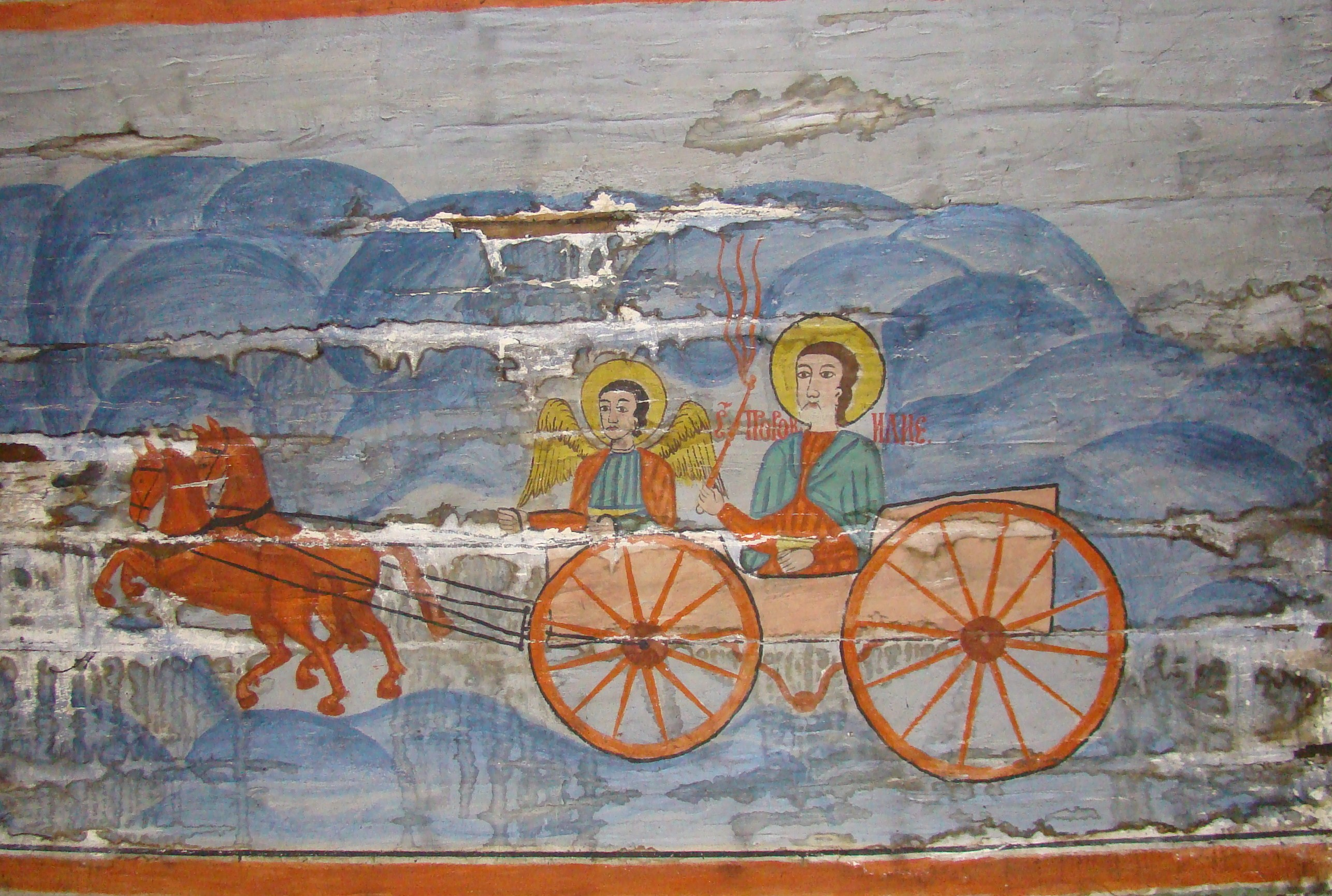
Sf. Prooroc Ilie Tezviteanul, căruțașul raiului

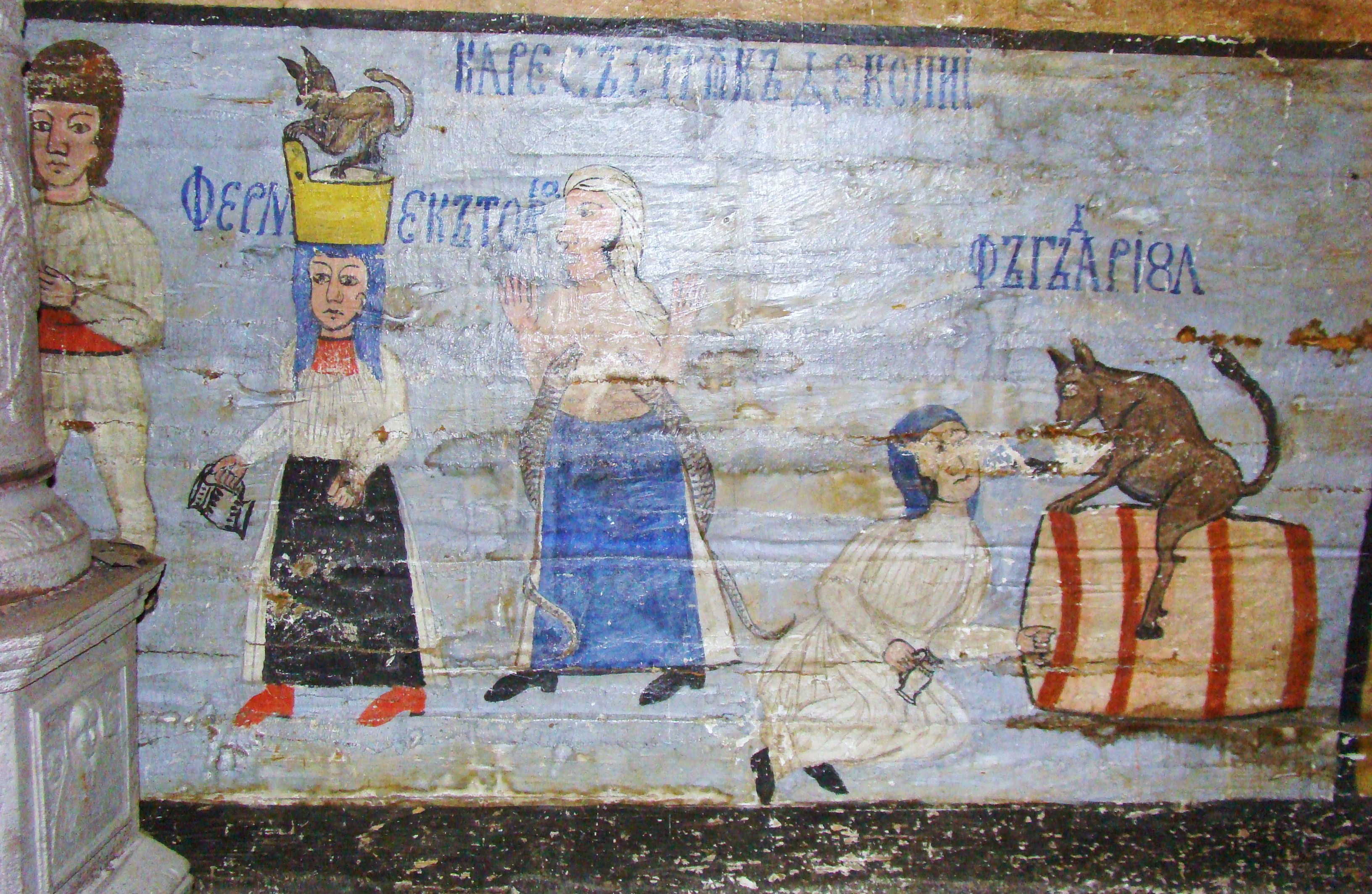
Pronaos: detalii din „Judecata de apoi”

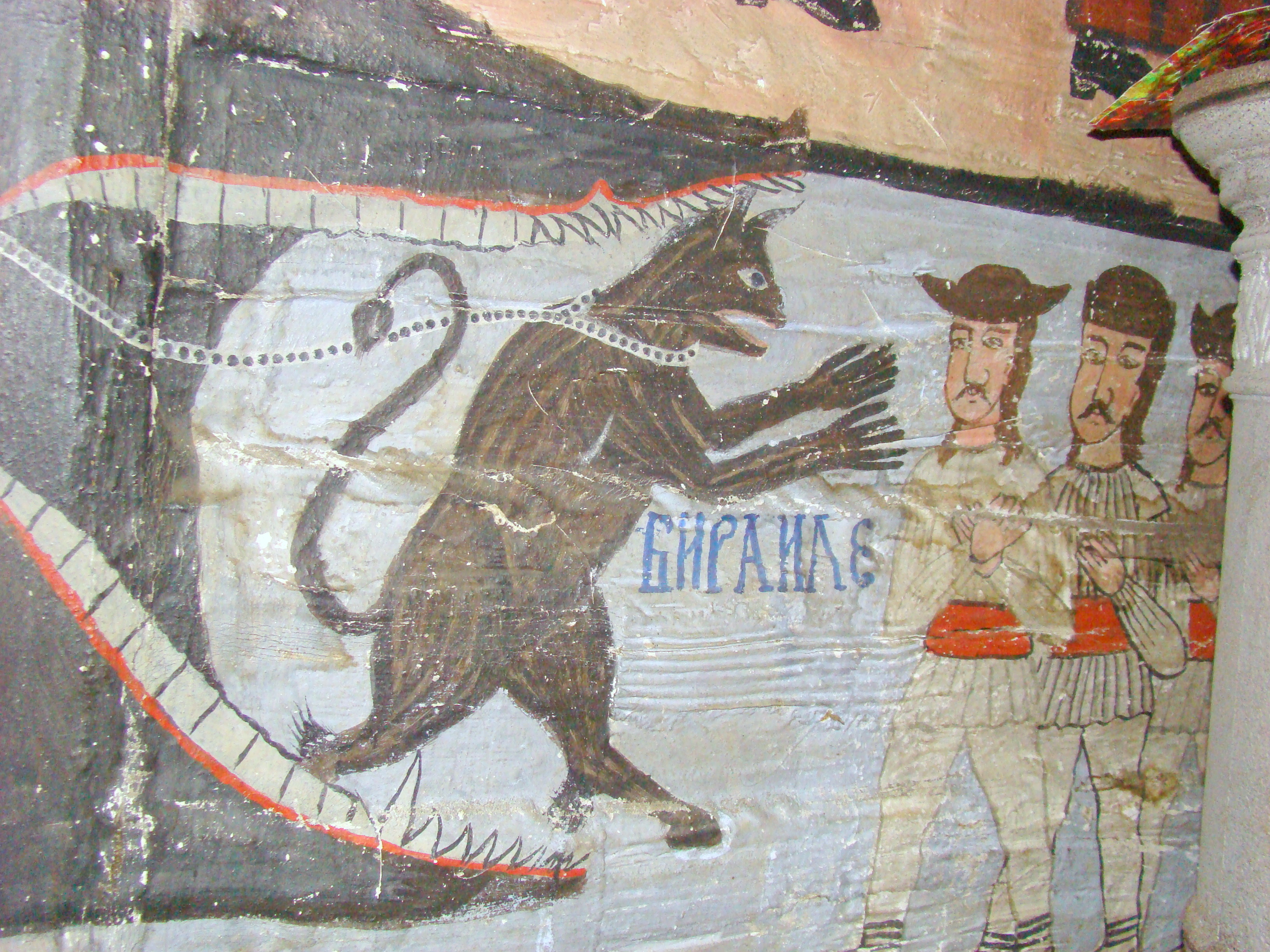
Pronaos: detalii din „Judecata de apoi”

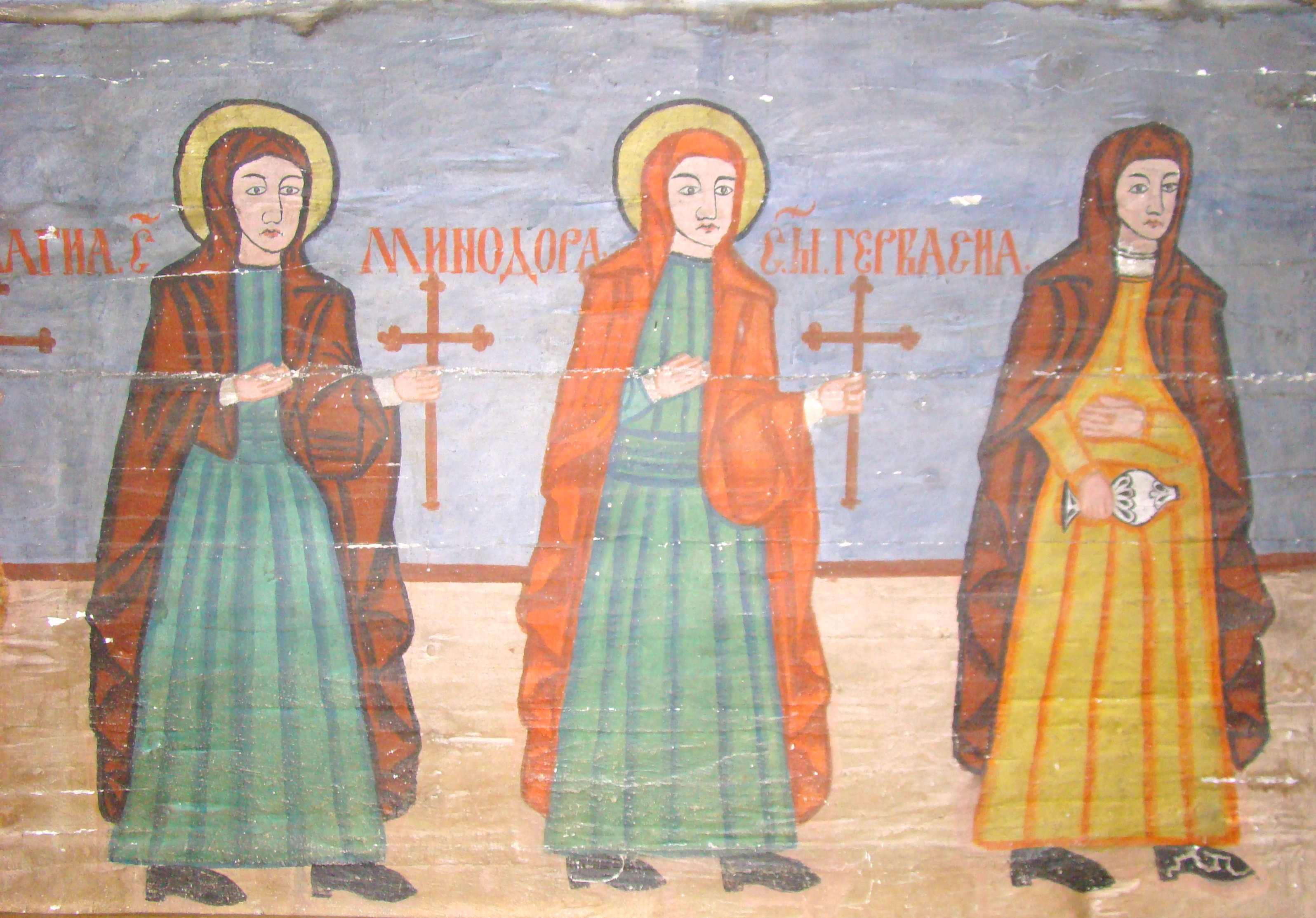
Mucenițele

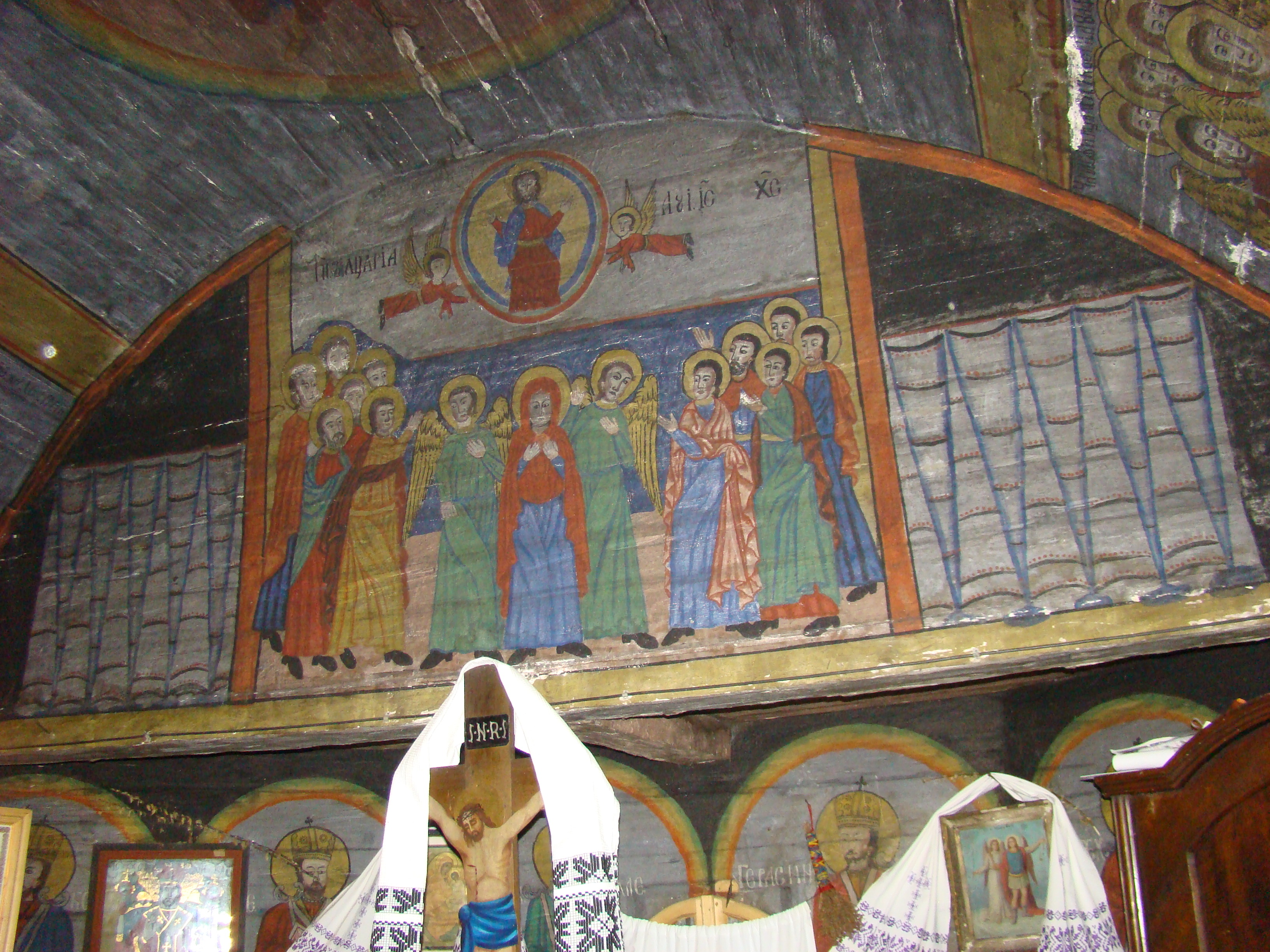
Dosul catapetesmei: „Maria Orantă” și „Soborul Maicii Domnului”

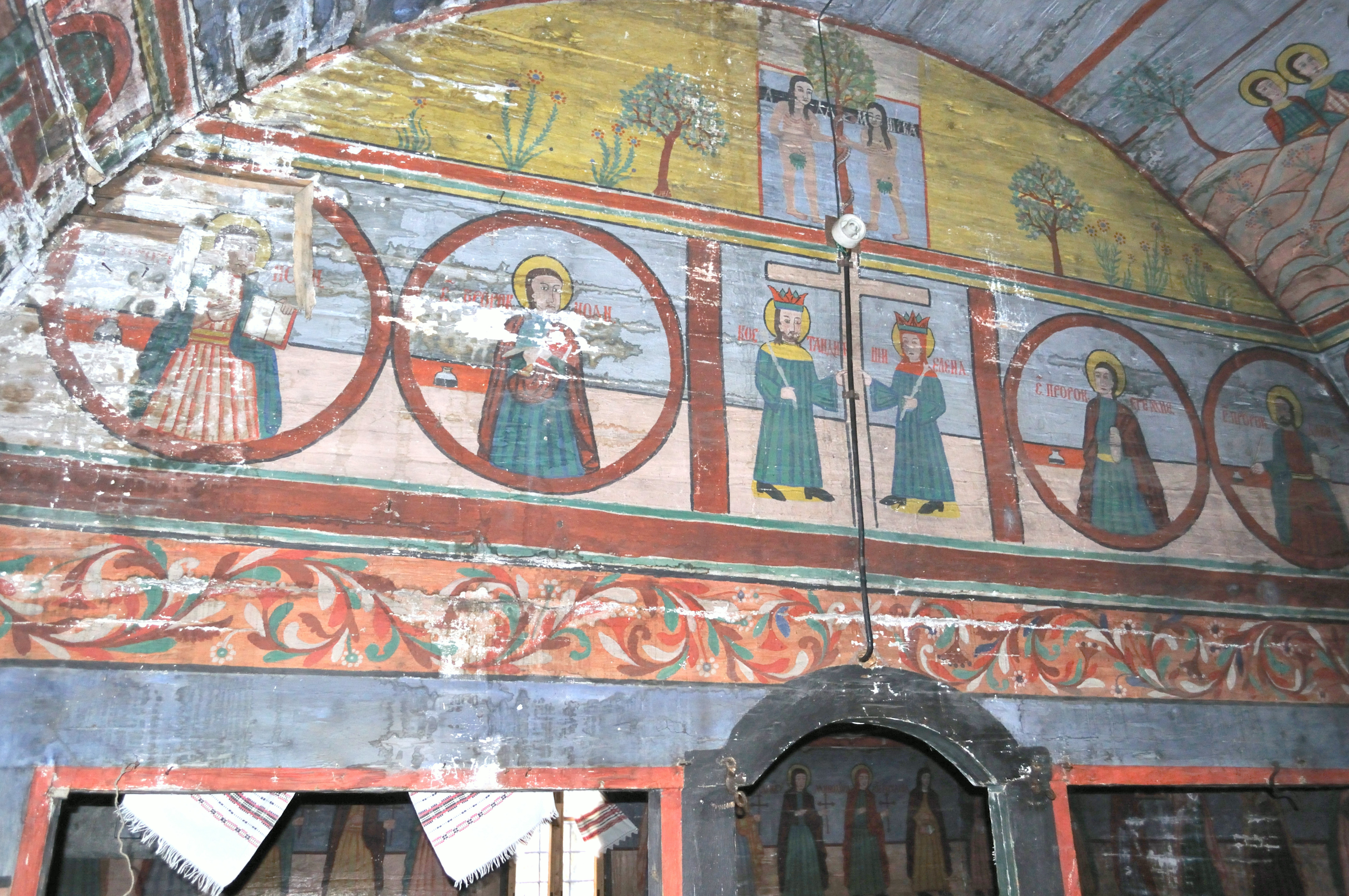
Timpanul de vest al naosului

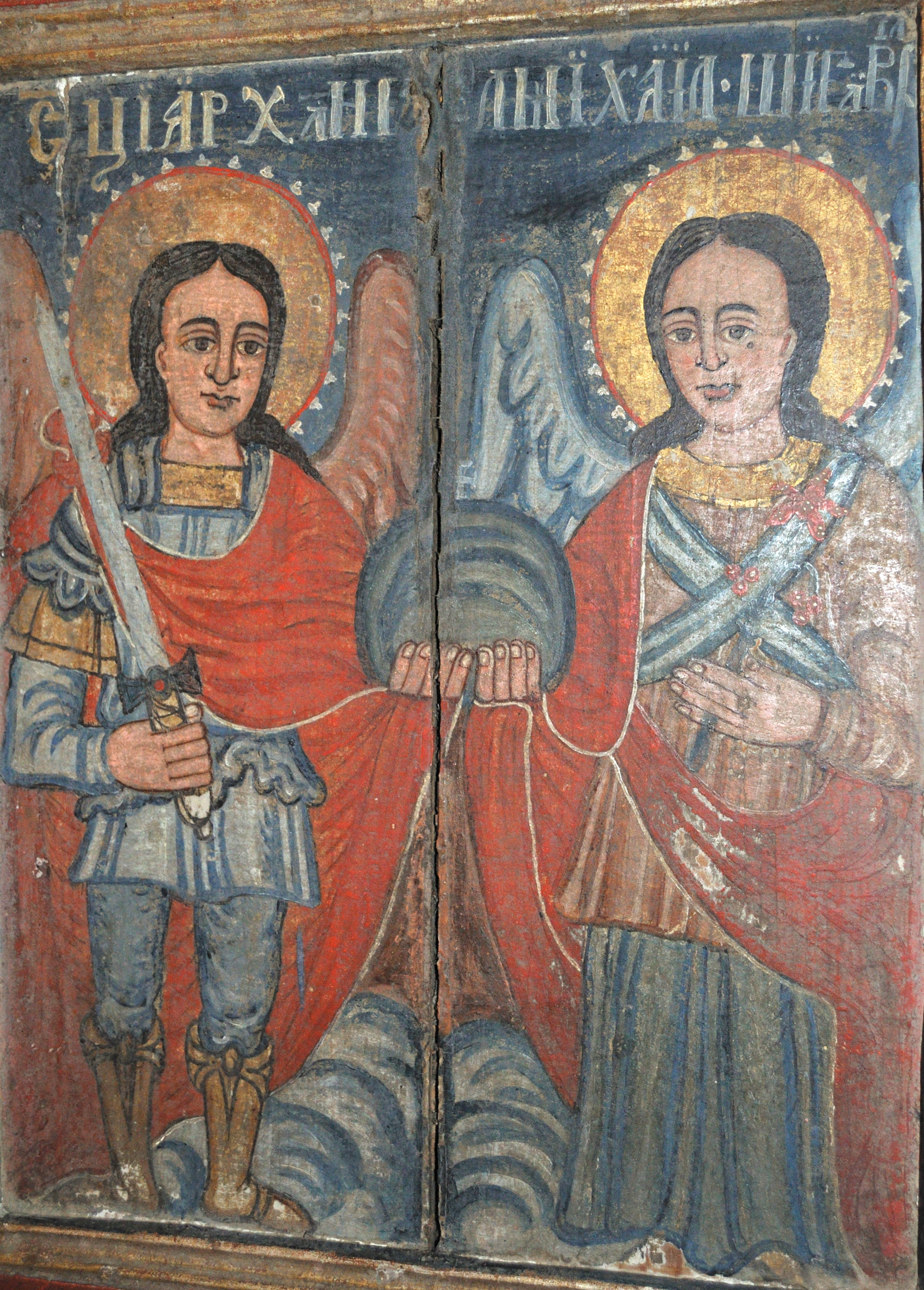
Sfinții Arhangheli Mihail și Gavriil

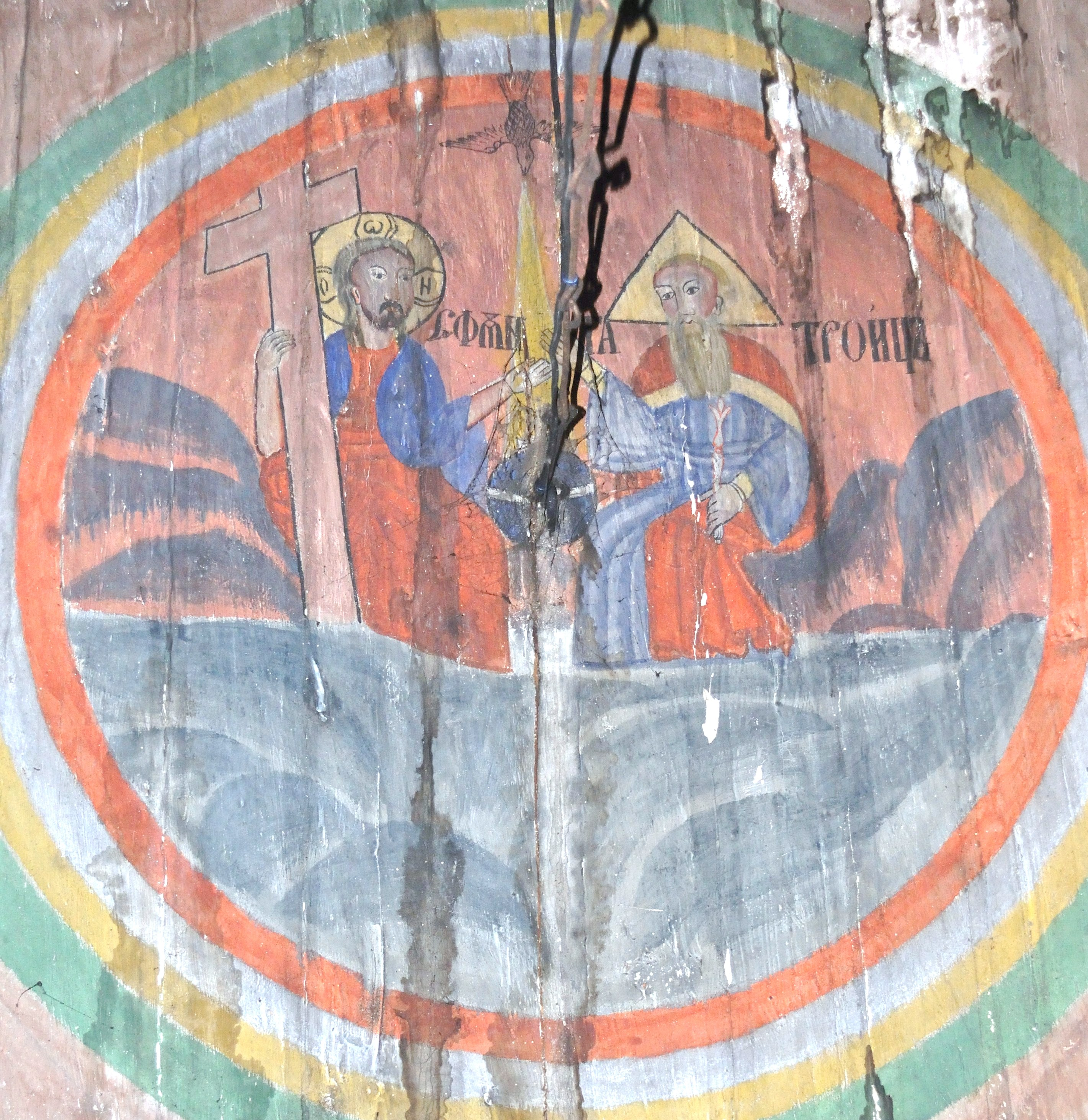
Sfânta Troiță

Biserica de lemn din Ocolișel, comuna Iara, județul Cluj, datează din anul 1852. Are hramul „Sfinții Arhangheli Mihail și Gavriil”. Biserica se află pe noua listă a monumentelor istorice sub codul LMI:  CJ-II-m-B-07728.

## Istoric și trăsături
Pe Valea Vadului, nu departe de confluența cu Arieșul, în mica așezare de la Ocolișel, în care predomină și azi în majoritate edificiile de lemn, se află un monument de arhitectură: biserica „Sfinții Arhangheli”. Edificiul actual îl înlocuiește, probabil, pe cel mistuit de foc în 1848, după cum menționează însemnarea de pe o „Psaltire românească” de secol XVI. Dimensiunile monumentului, lățimea mare în comparație cu bisericile ridicate în secolul al XVIII-lea în zonă susțin această presupunere. În sprijinul unei datări în secolul al XIX-lea pledează și faptul că pictura interioară, care acoperă pronaosul, naosul și altarul, a fost realizată doar în anul 1878 de către „Maer Darie, zugravu din Valea Ierii”. Planimetria edificiului se înscrie tipului comun Munților Apuseni, având în plus un pridvor sudic și turnul cu foișor și coif înalt. De la vechiul edificiu ni s-a transmis doar poarta de lemn a cimitirului, ce are incizată data 1790.
Biserica de lemn „Sfinții Arhangheli” din Ocolișel, comuna Iara, monument istoric, deține o pictură de secol XIX, relativ bine păstrată. Din ansamblul mural, realizat în 1878, se remarcă în pronaos câteva detalii din „Judecata de apoi”, ilustrare a unor secvențe sociale din lumea satului românesc de la sfârșitul secolului al XIX-lea. Între cei damnați apar îmilatorii satelor, „Biraiele”, alături de alte păcate umane (femeia care face farmece, cârciumarul care înșală). 
Patrimoniul. Biserica deține câteva icoane pe sticlă aparținând școlii de la Nicula, precum și o icoană pe lemn reprezentând pe cei doi arhangheli.
Starea de conservare. Biserica este acoperită cu țiglă, respectiv cu tablă la turlă, ceea ce nu a împiedicat pătrunderea apei, pictura de pe latura de sud a naosului fiind cea mai afectată. În peretele de nord s-a practicat o gaură pentru scoaterea unui burlan de încălzire, ceea ce a dus la deteriorarea stratului de pictură pe acea porțiune de perete. Pereții sunt acoperiți cu ștergare, icoane, iar ferestrele au fost lărgite. Construcția se prezintă în rest în stare bună, atât la nivelul bazei, edificiul fiind ridicat pe o bază înaltă de piatră, cât și la nivelul bârnelor. 

## Imagini din exterior

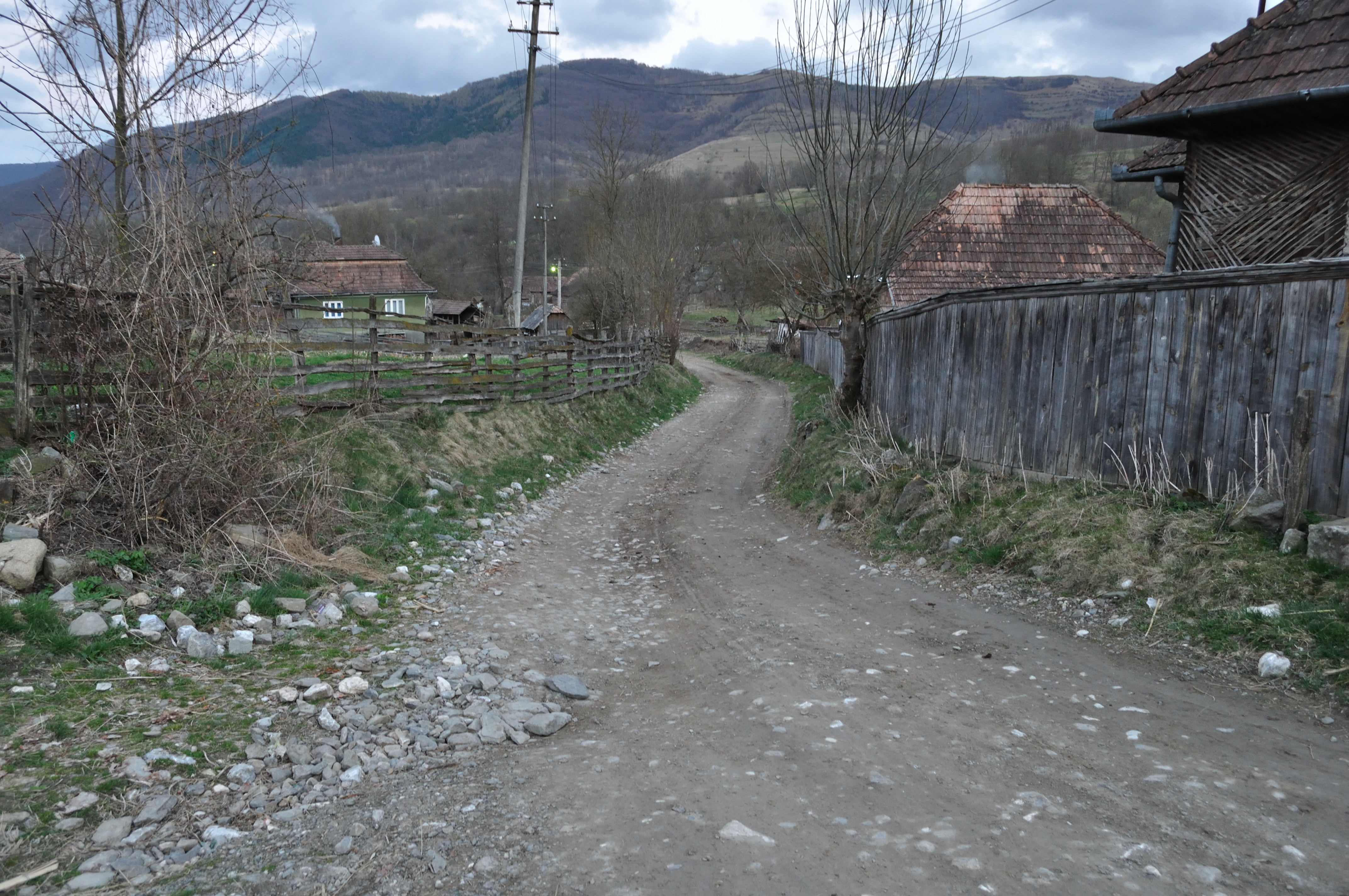
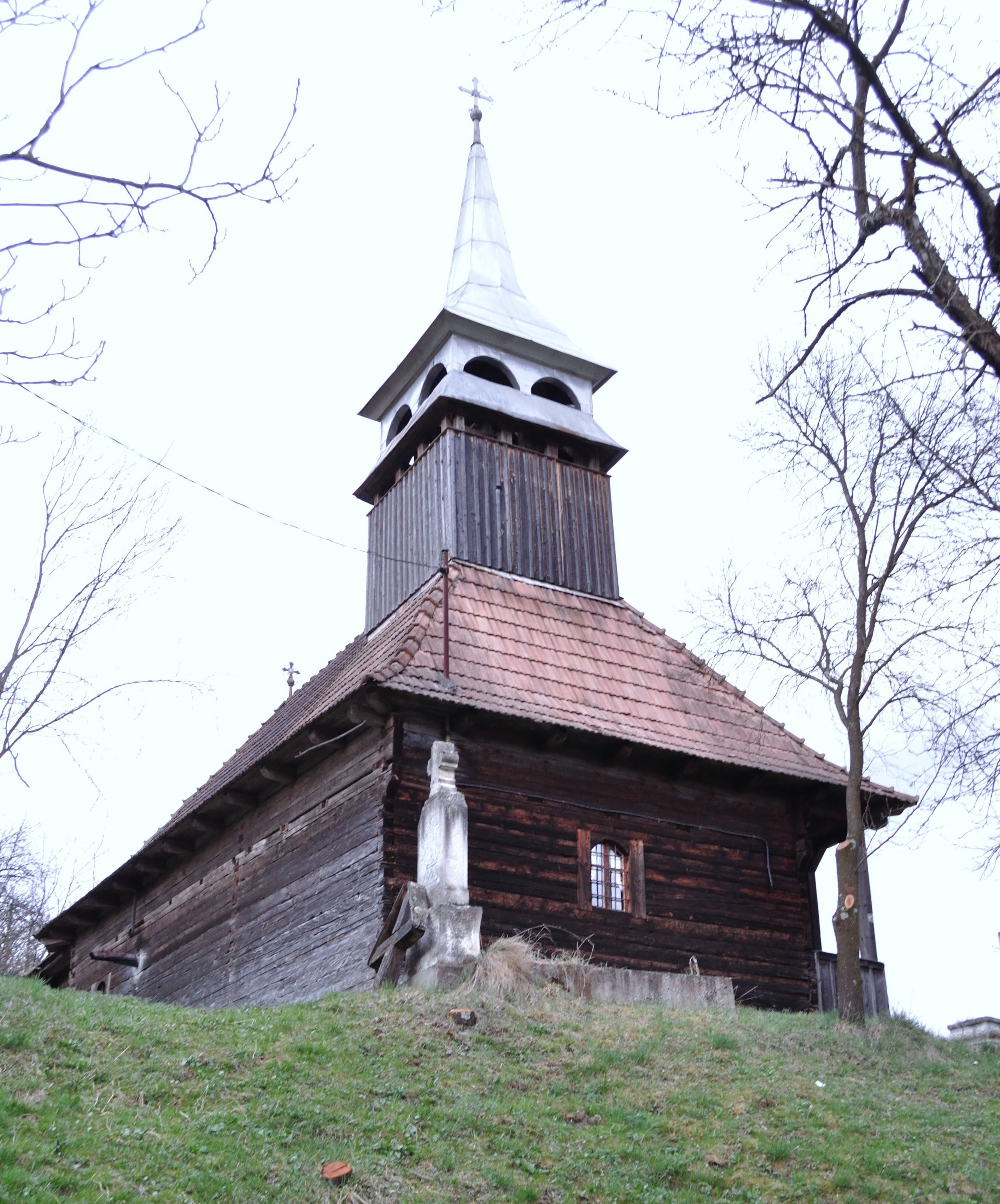
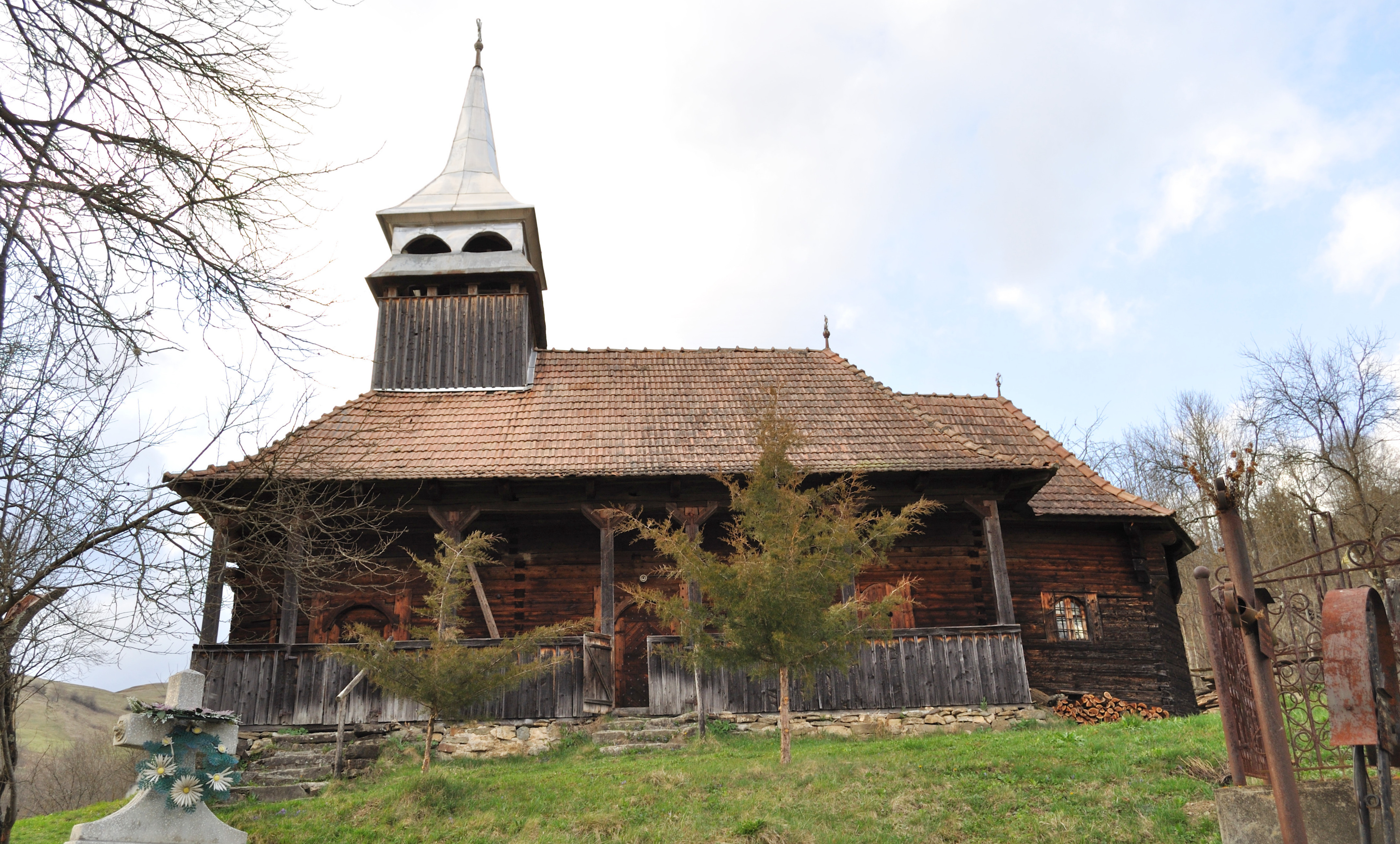
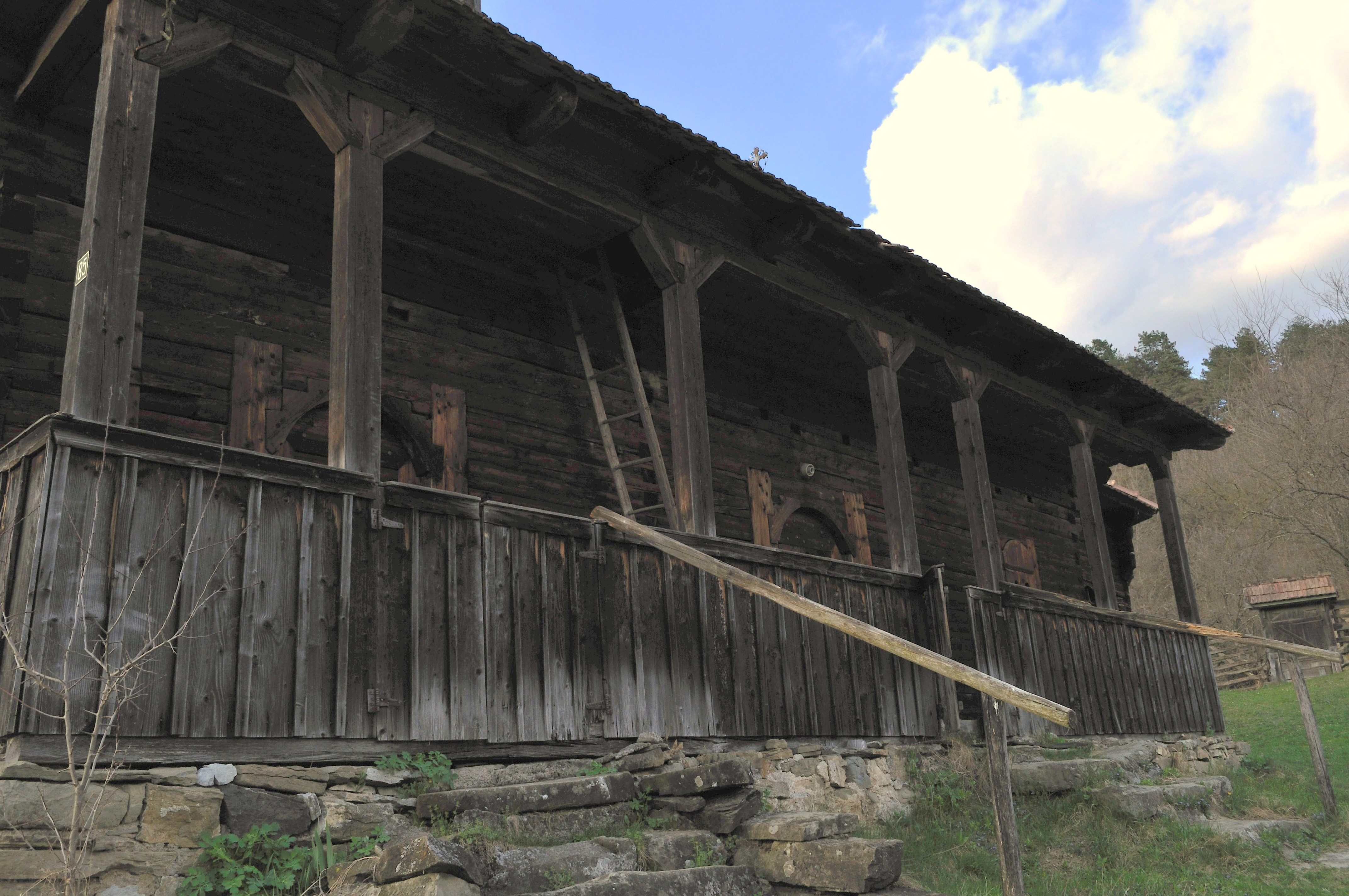
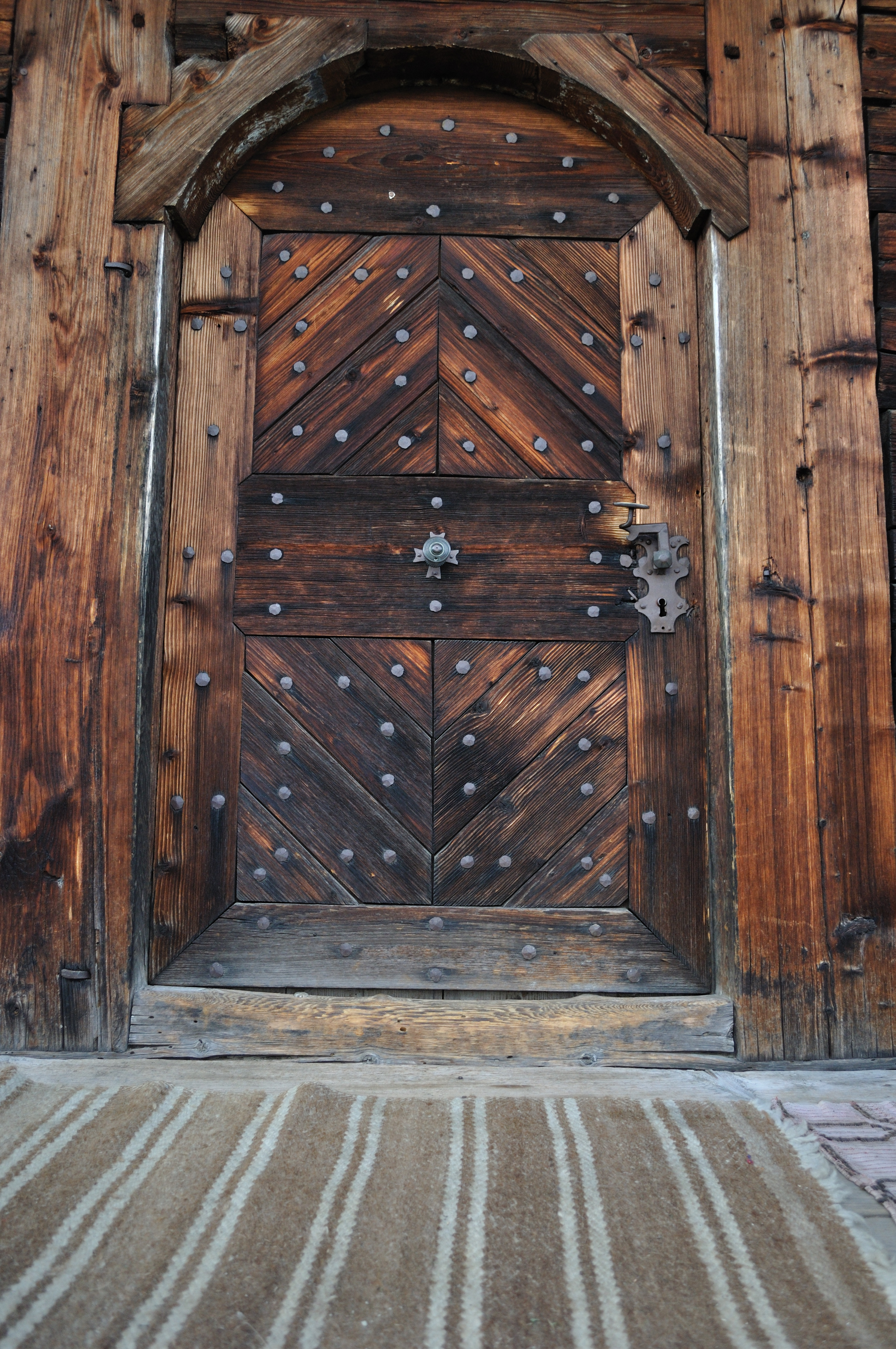
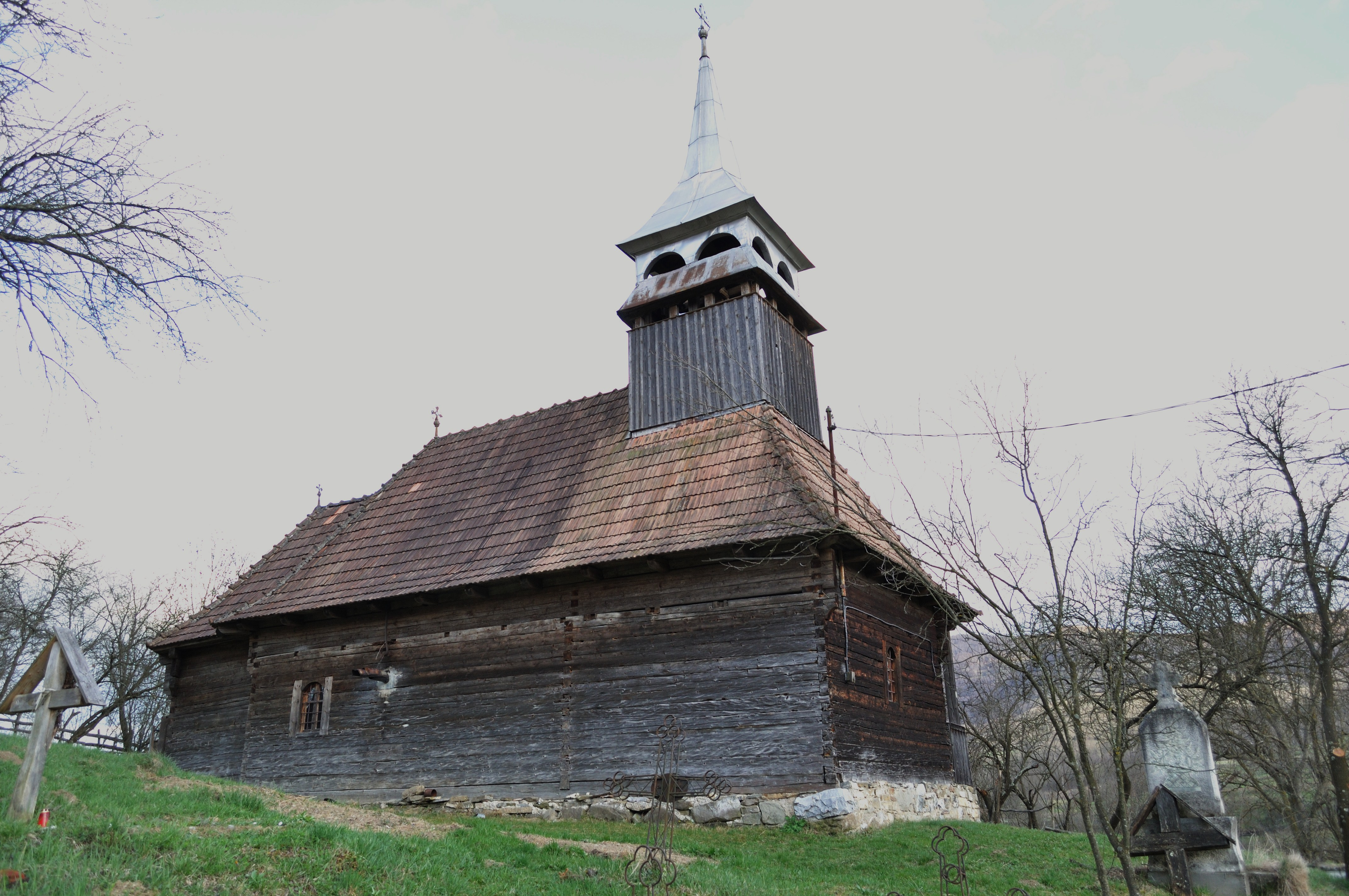
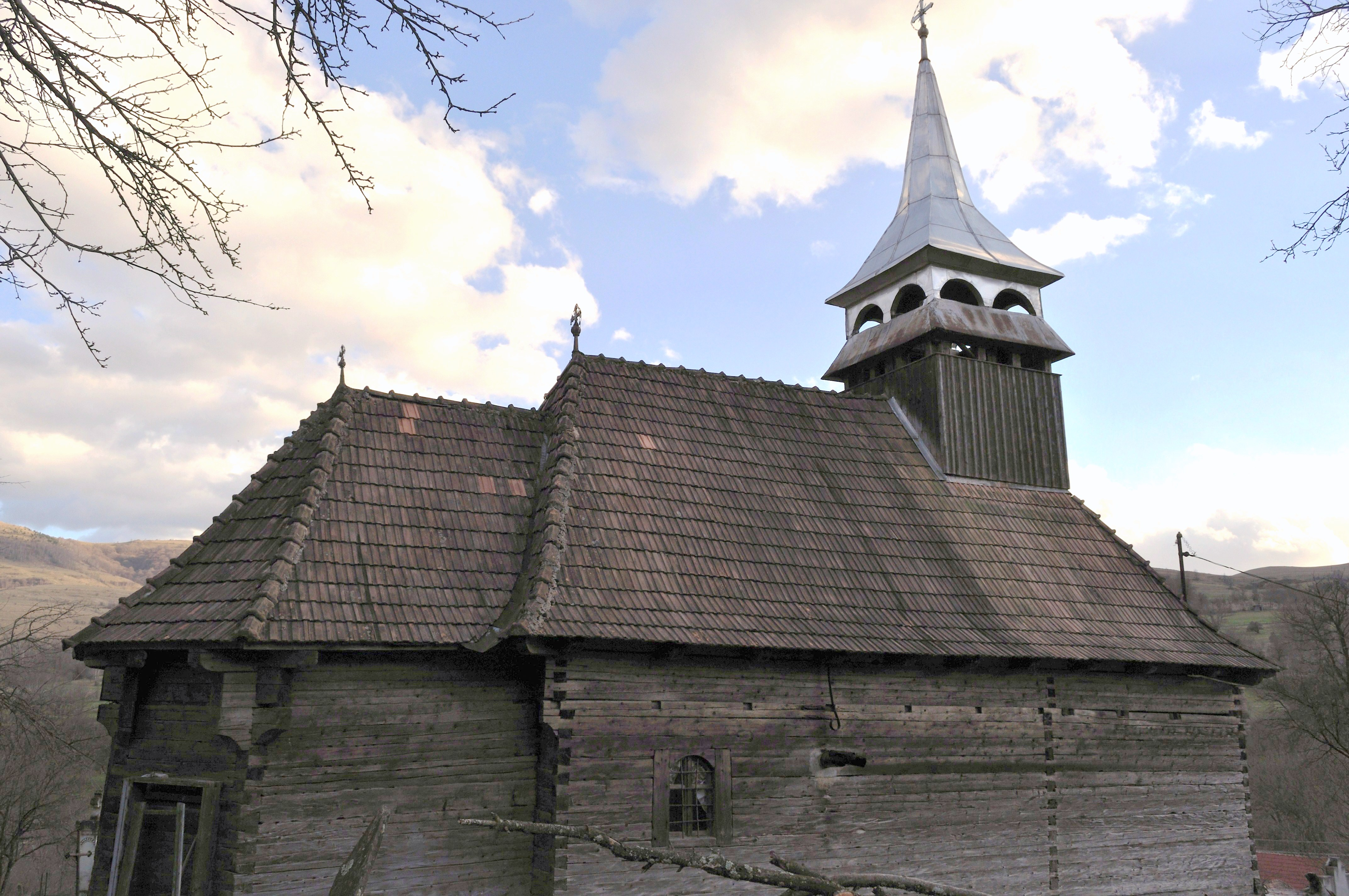
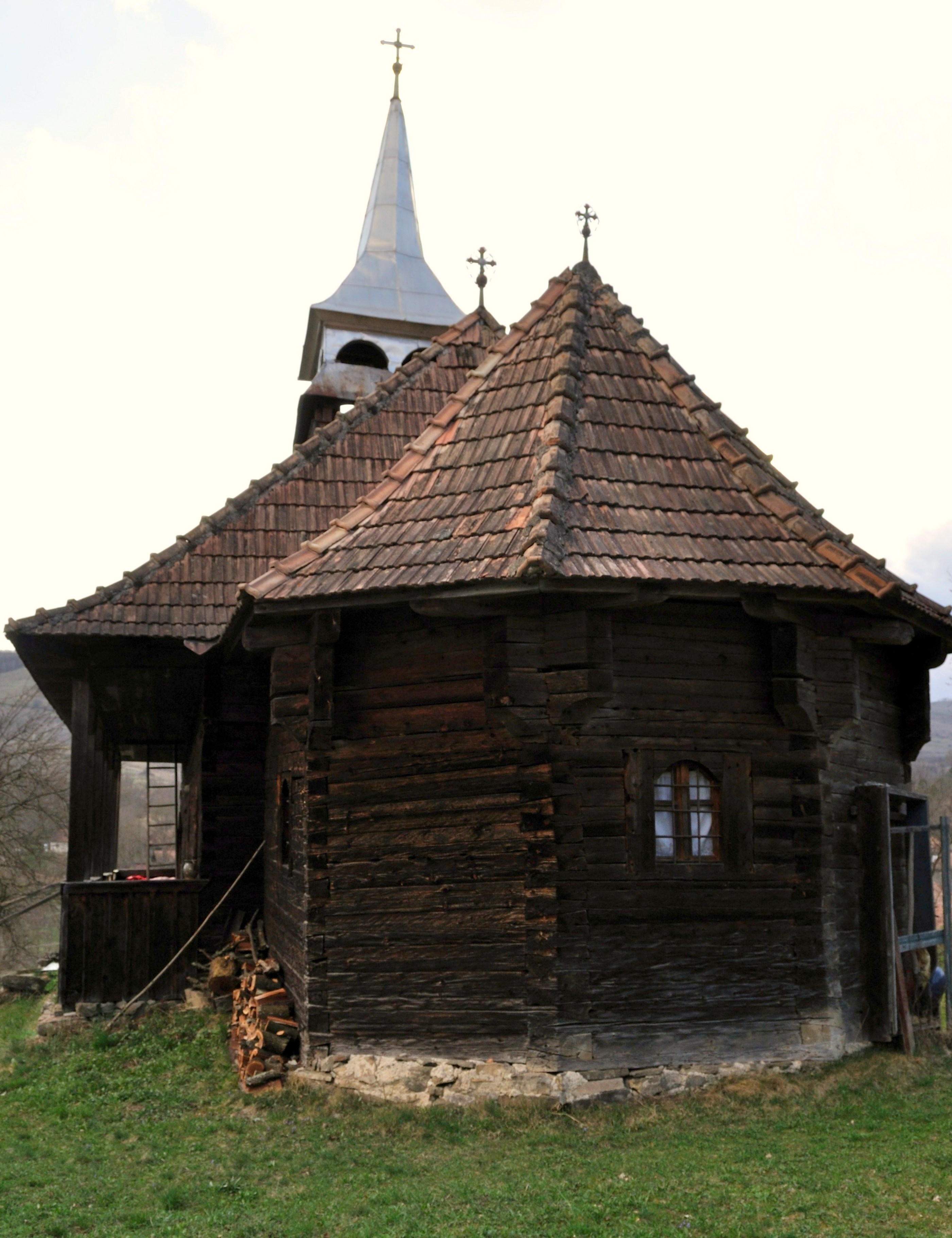
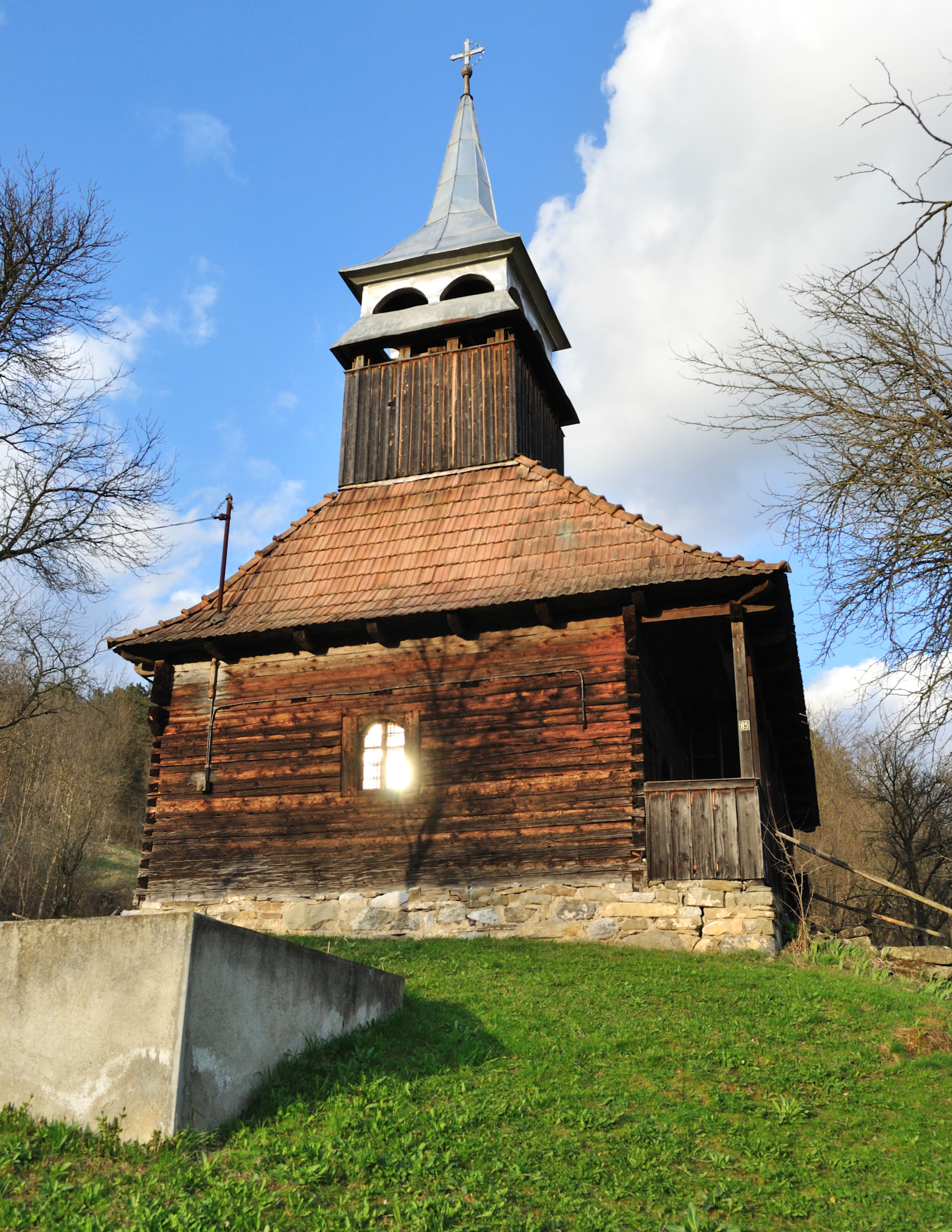
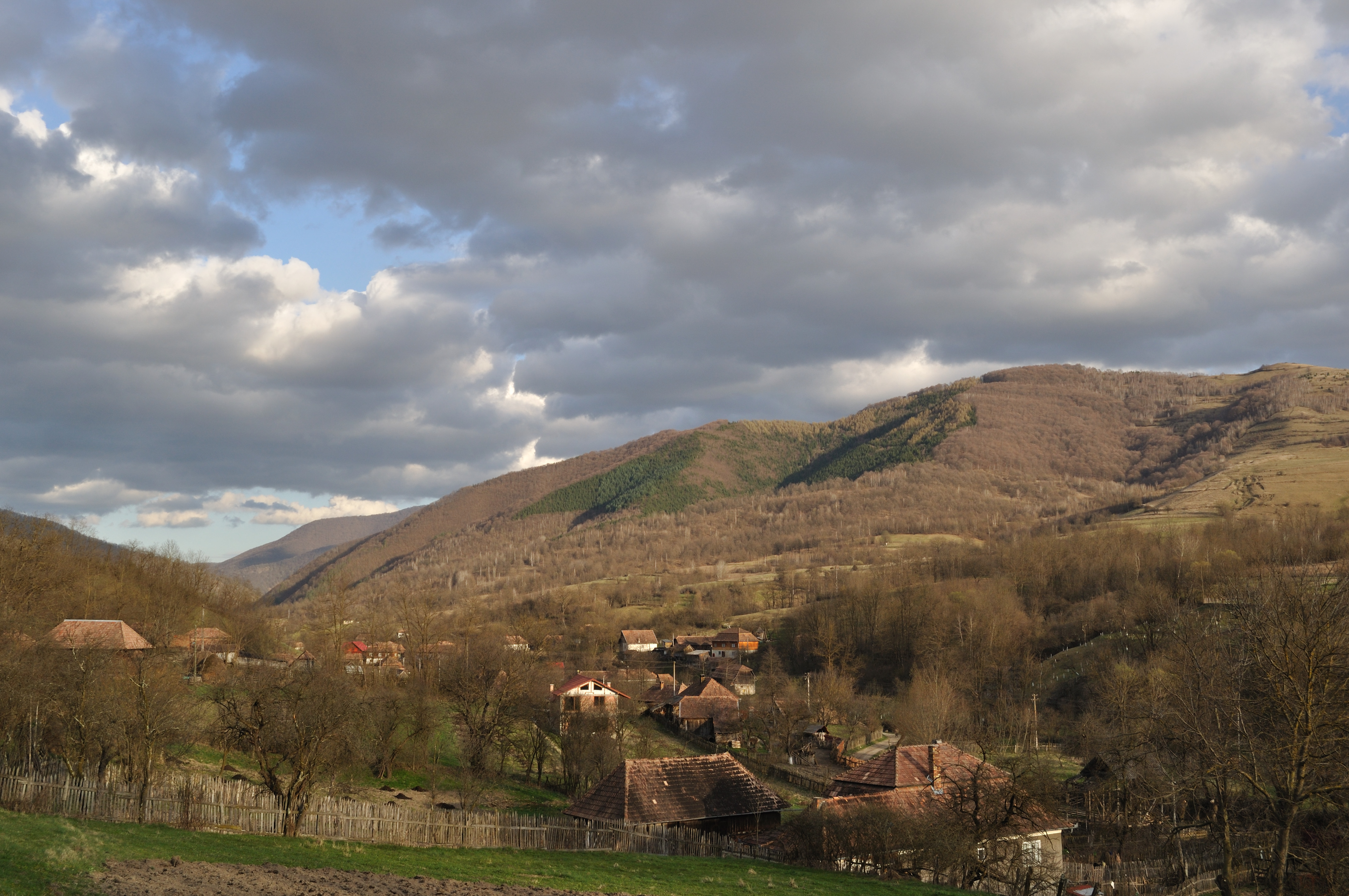
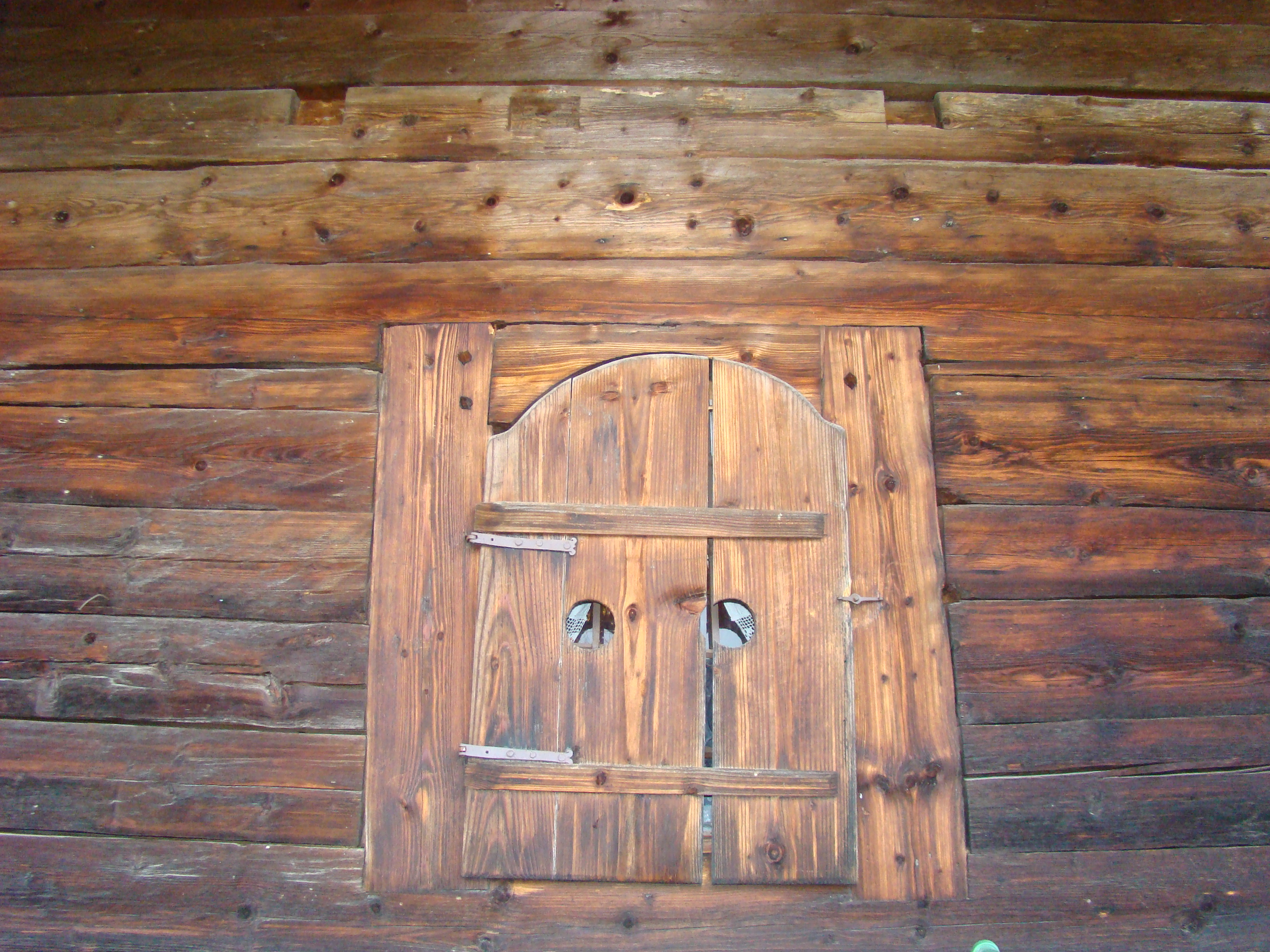
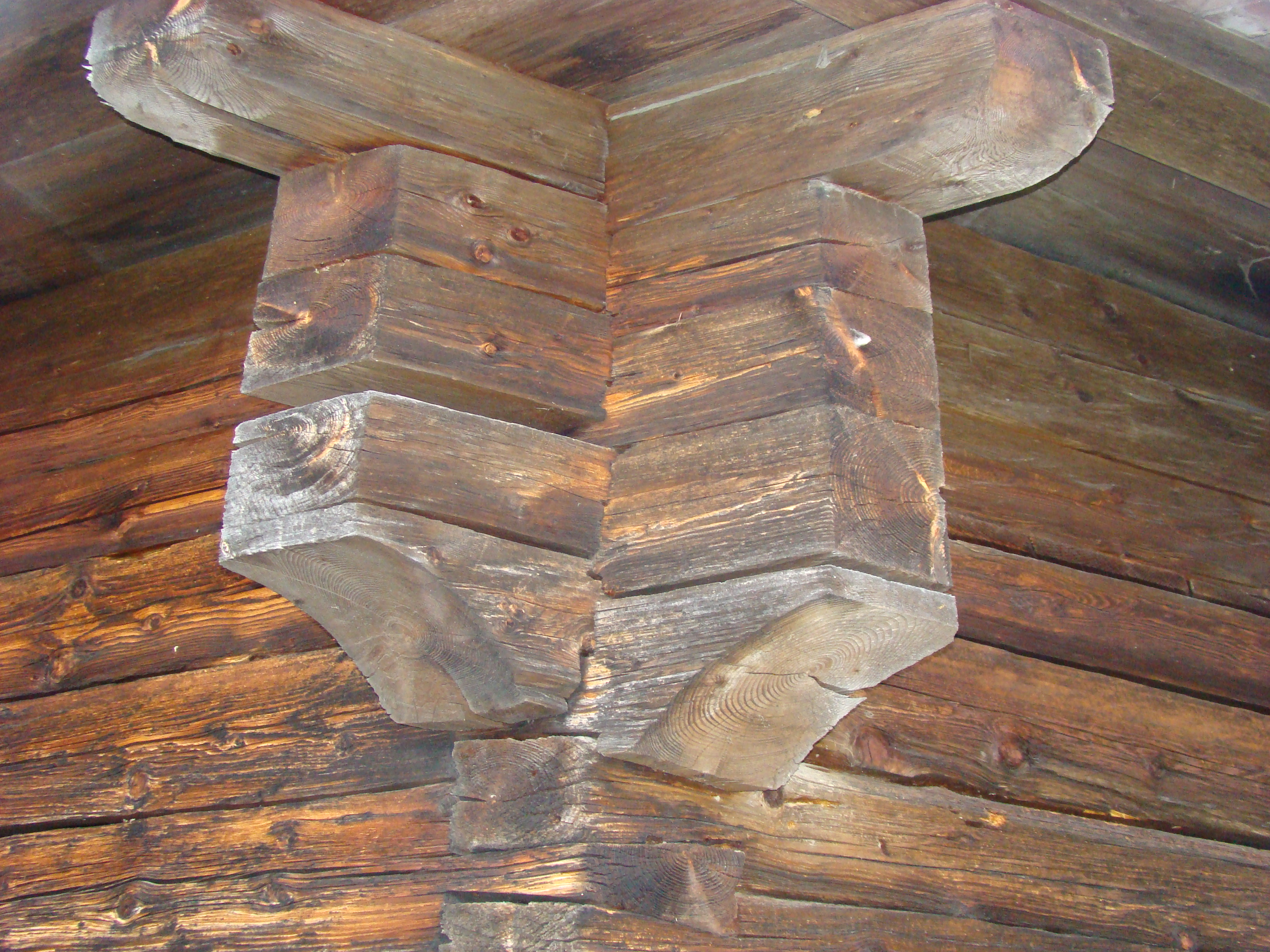
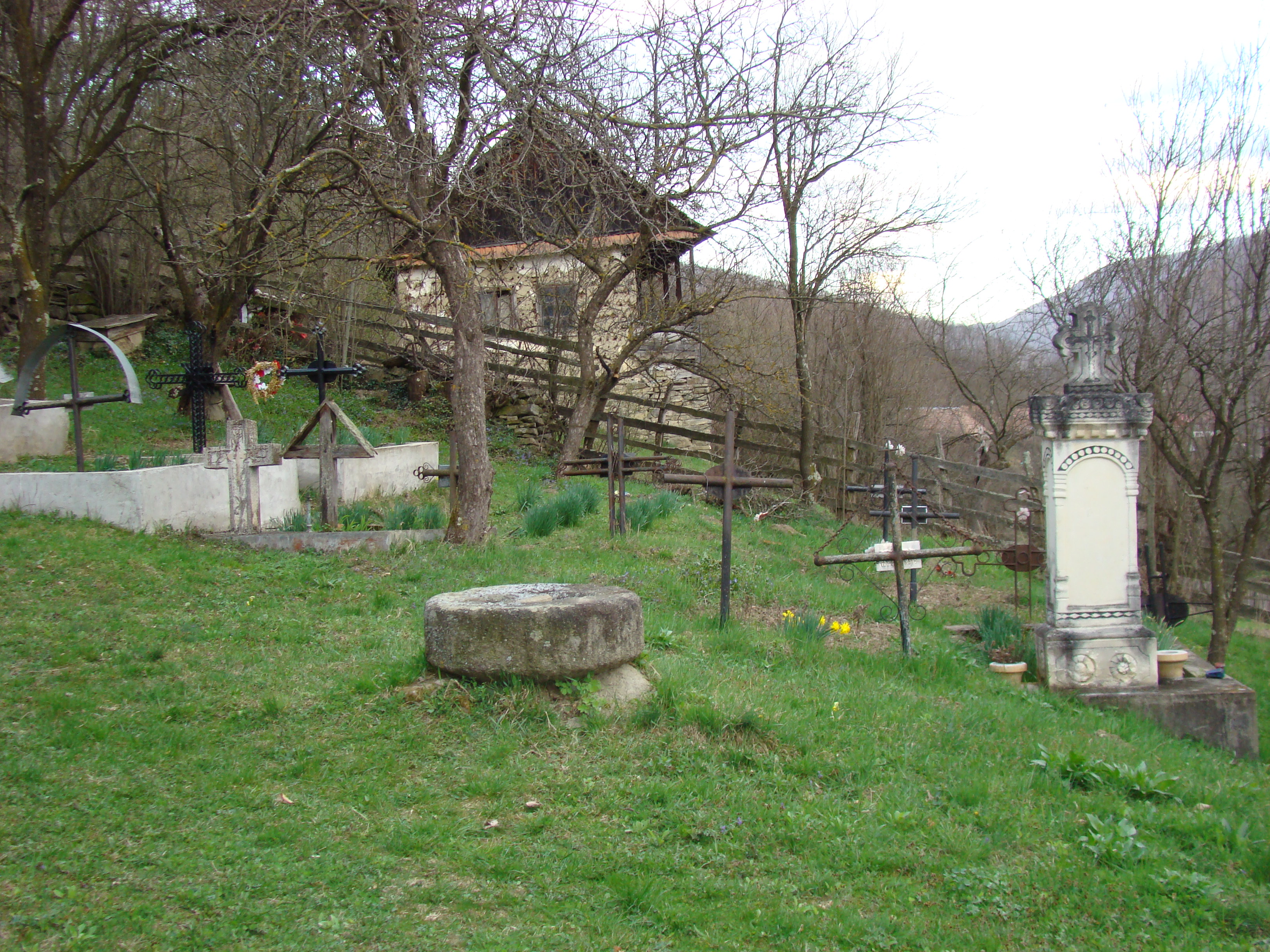
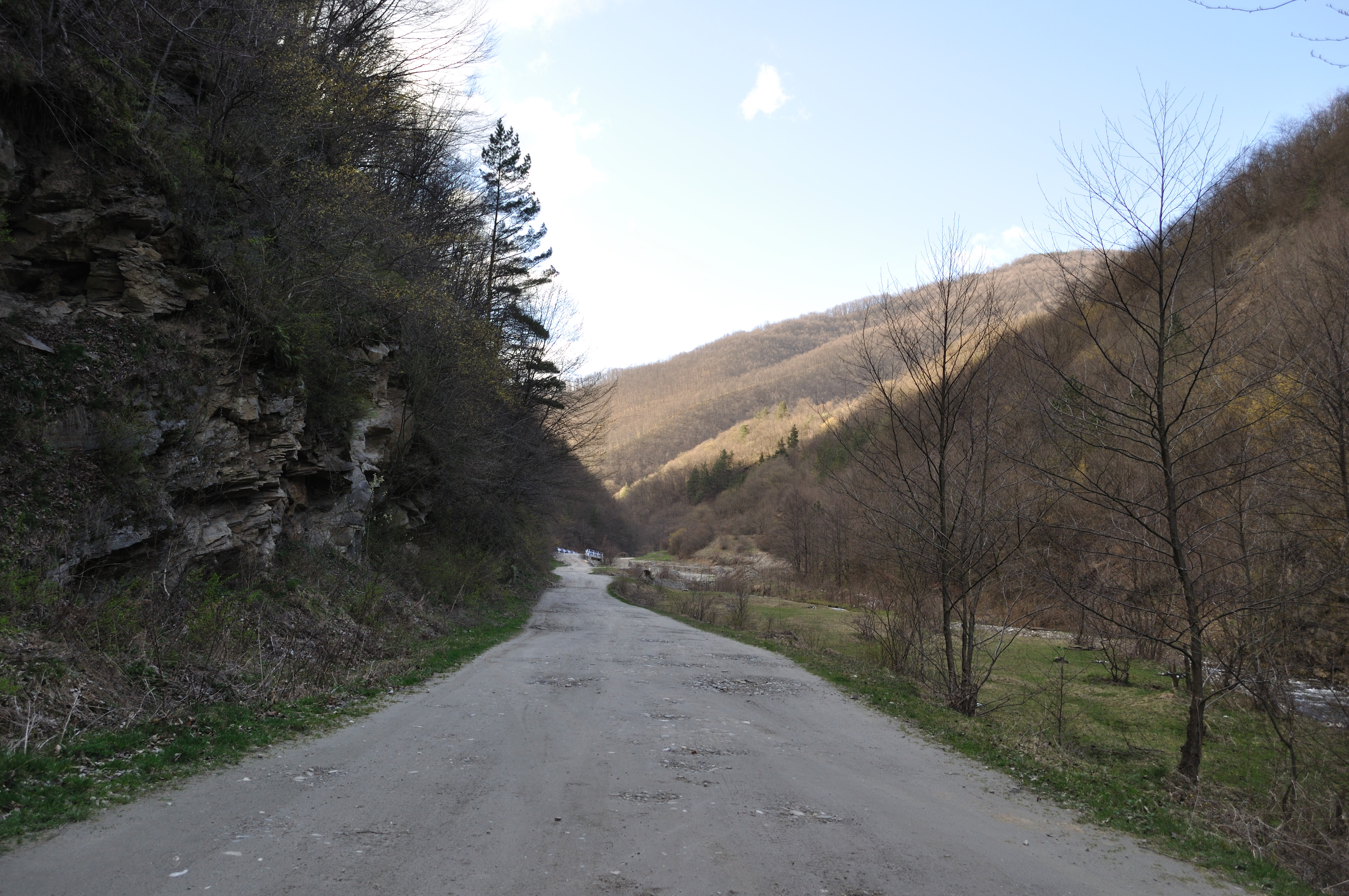

## Imagini din interior

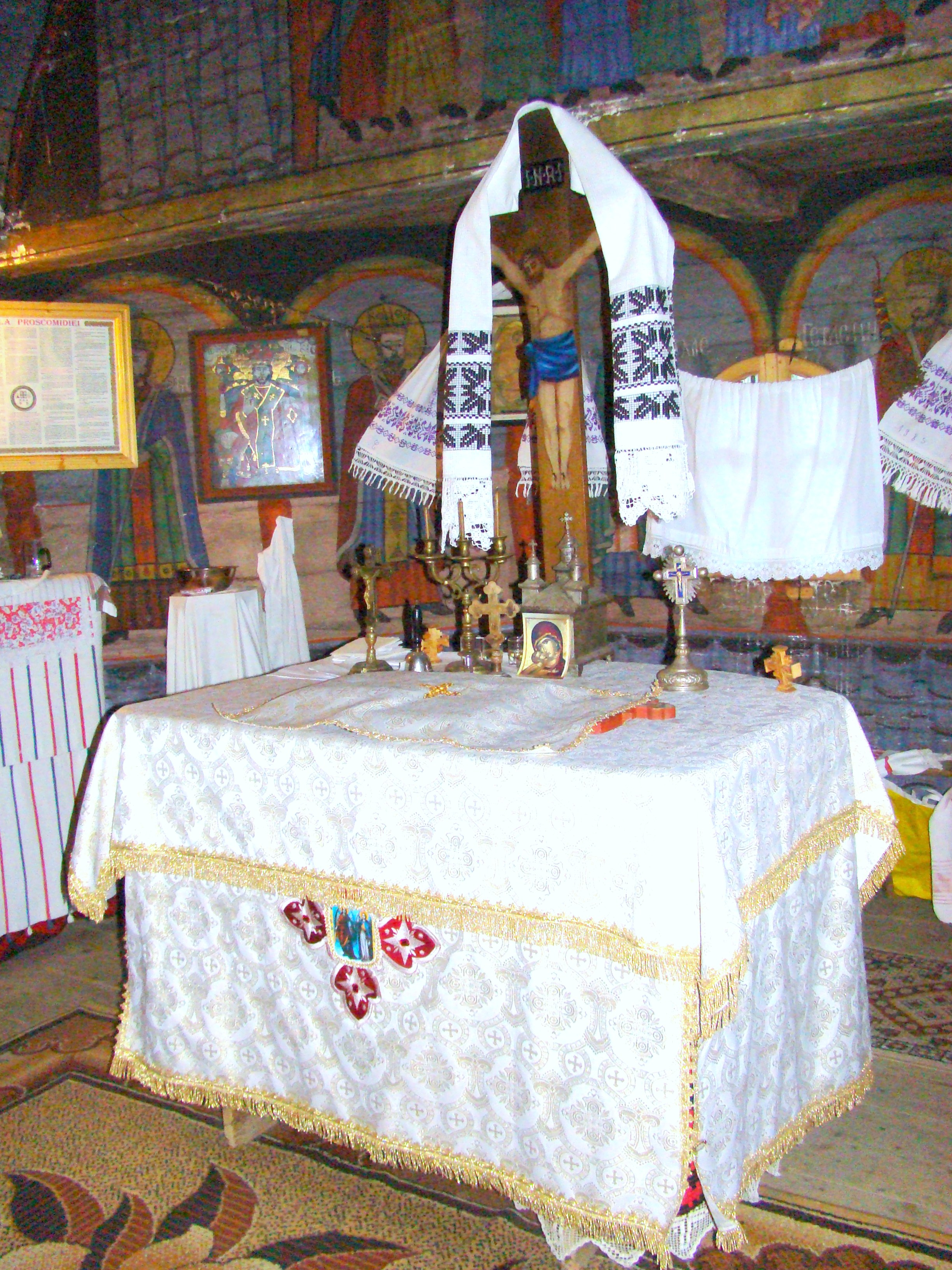
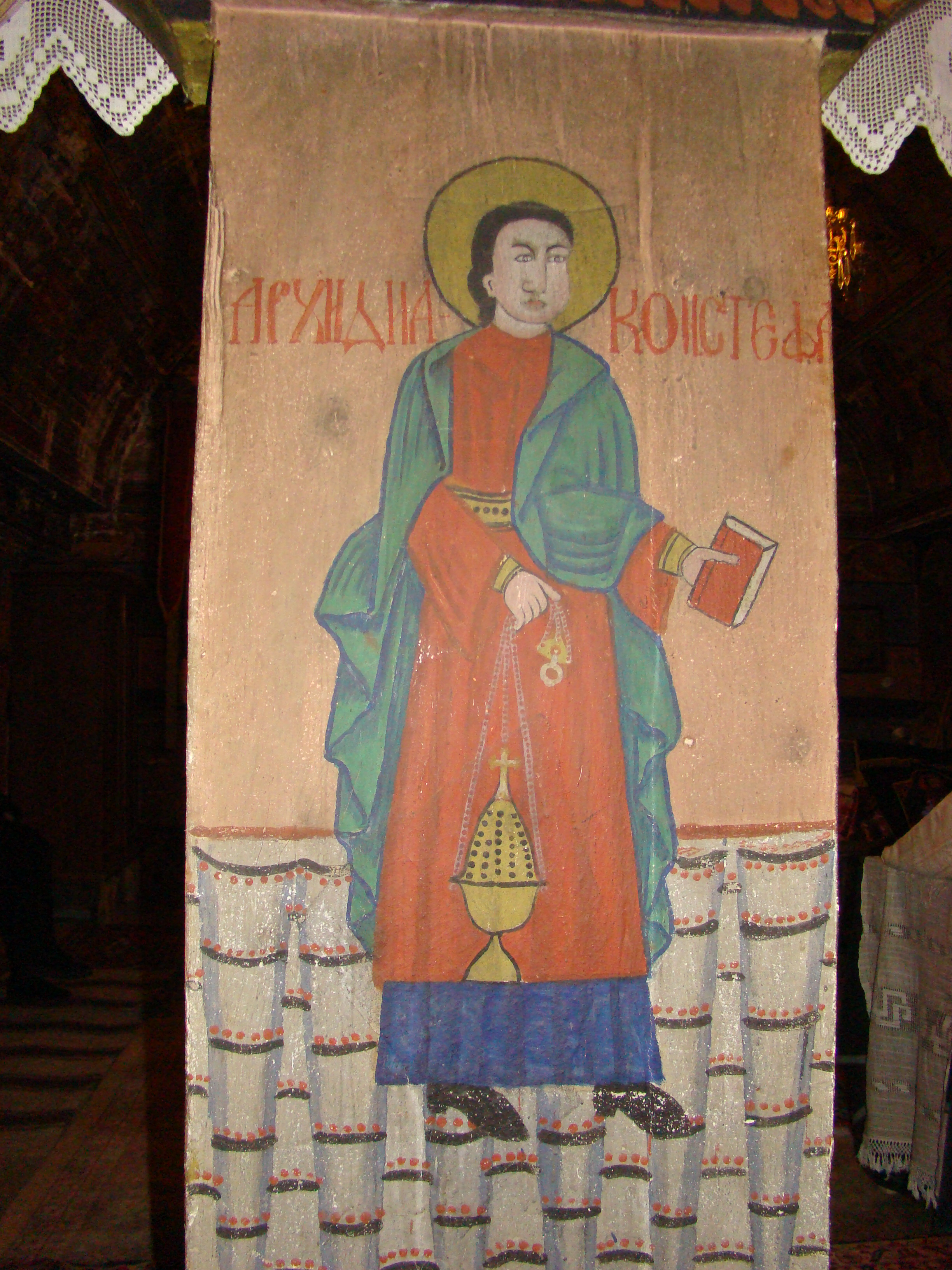
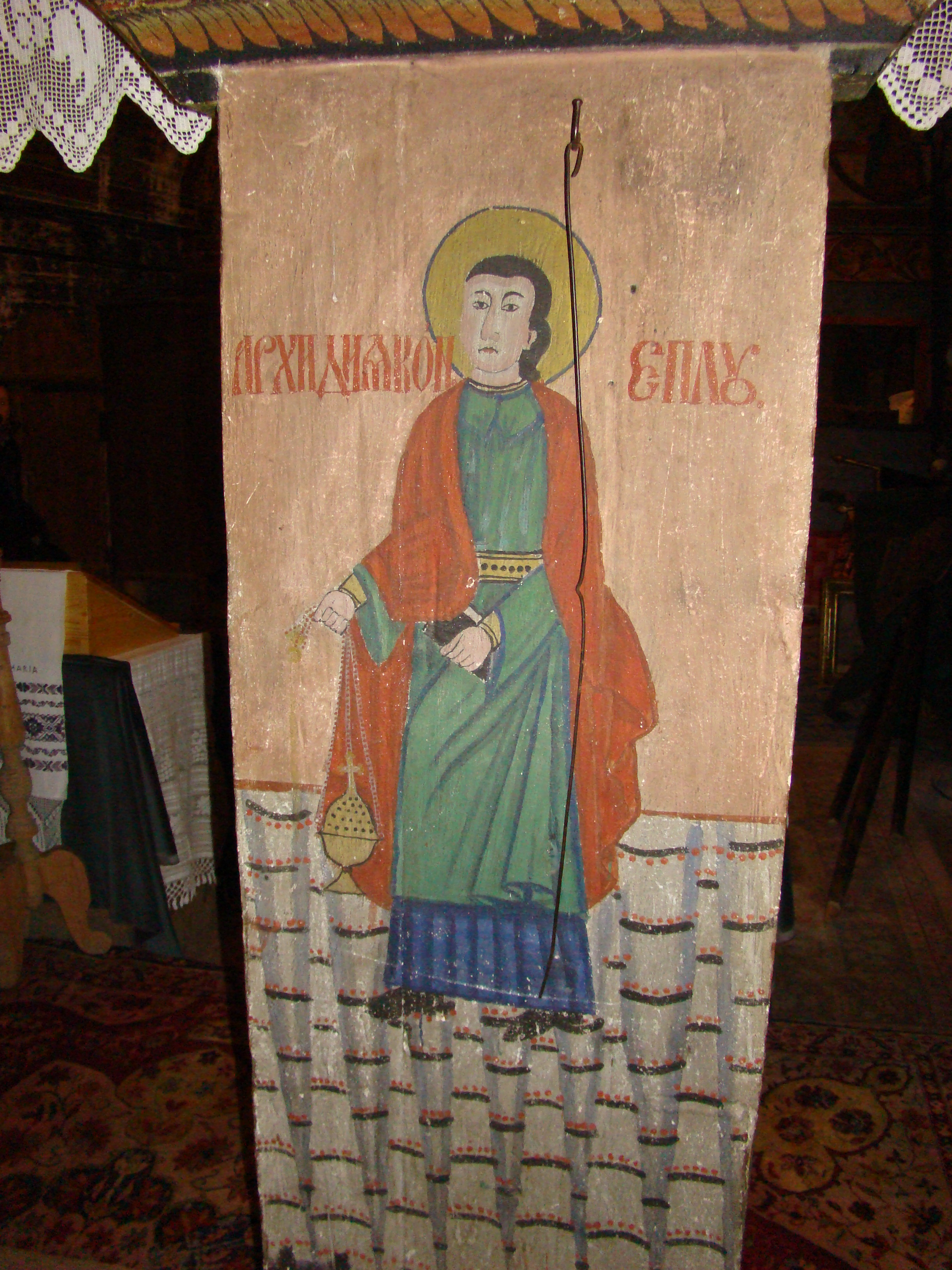
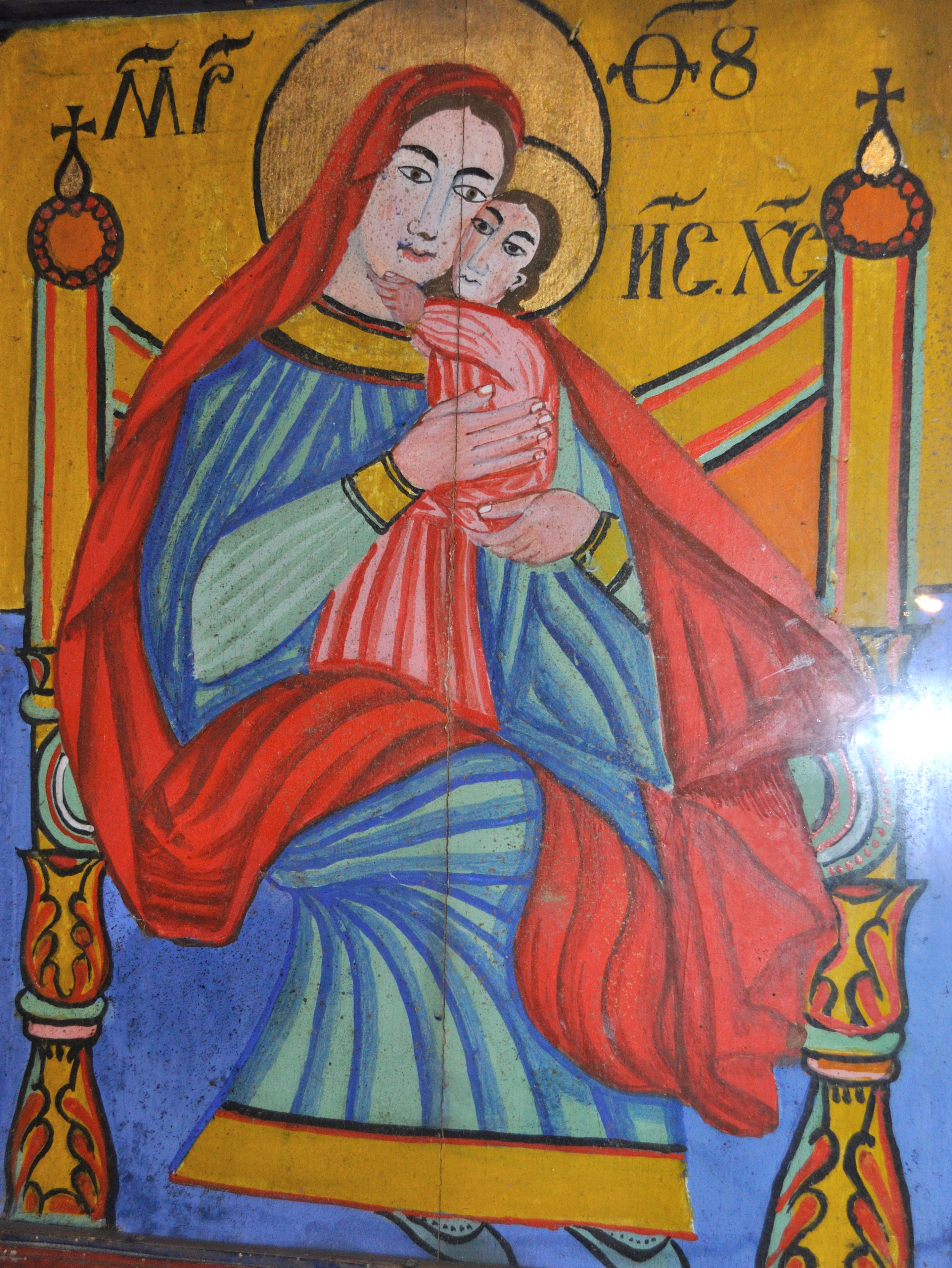
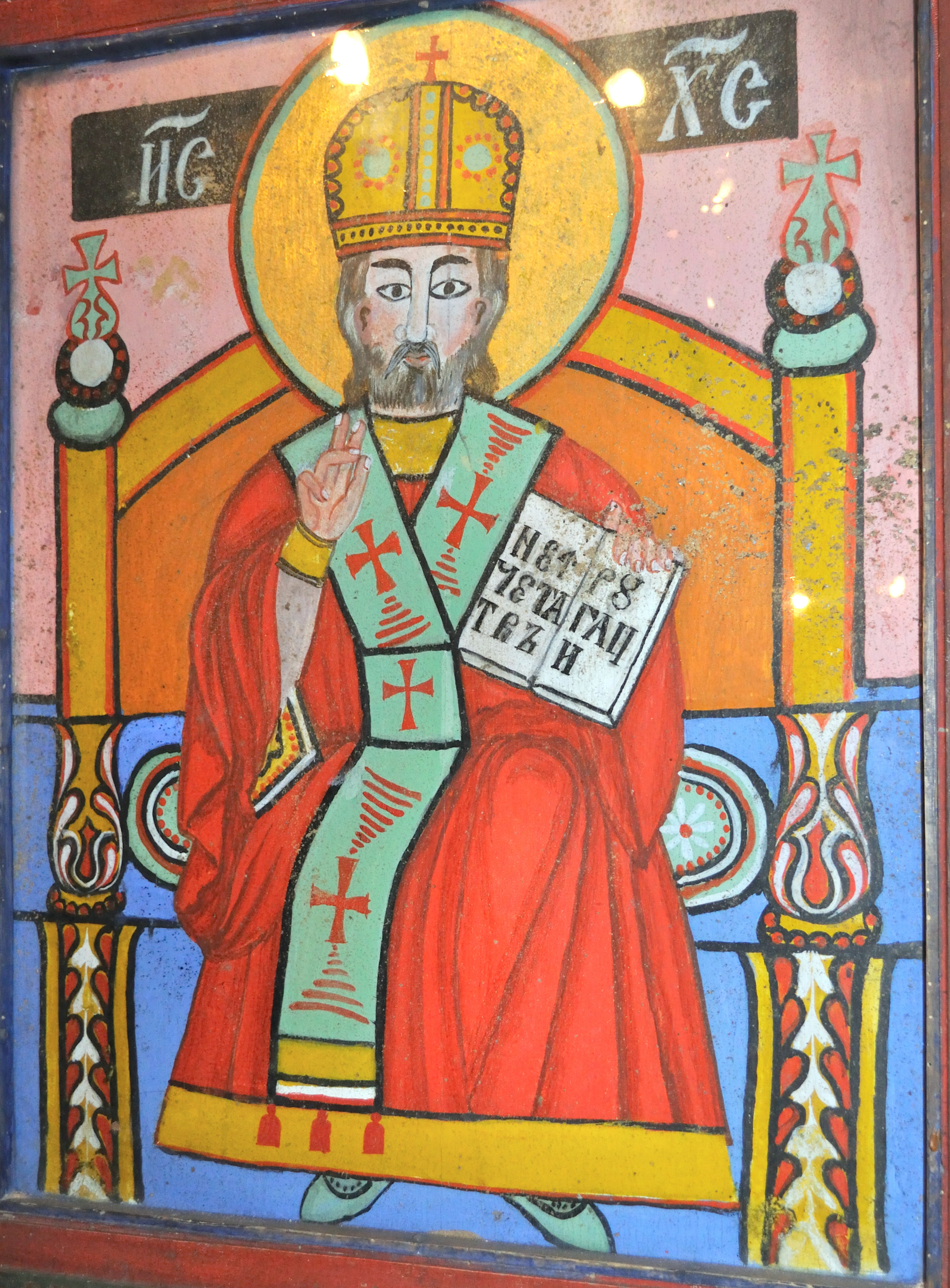
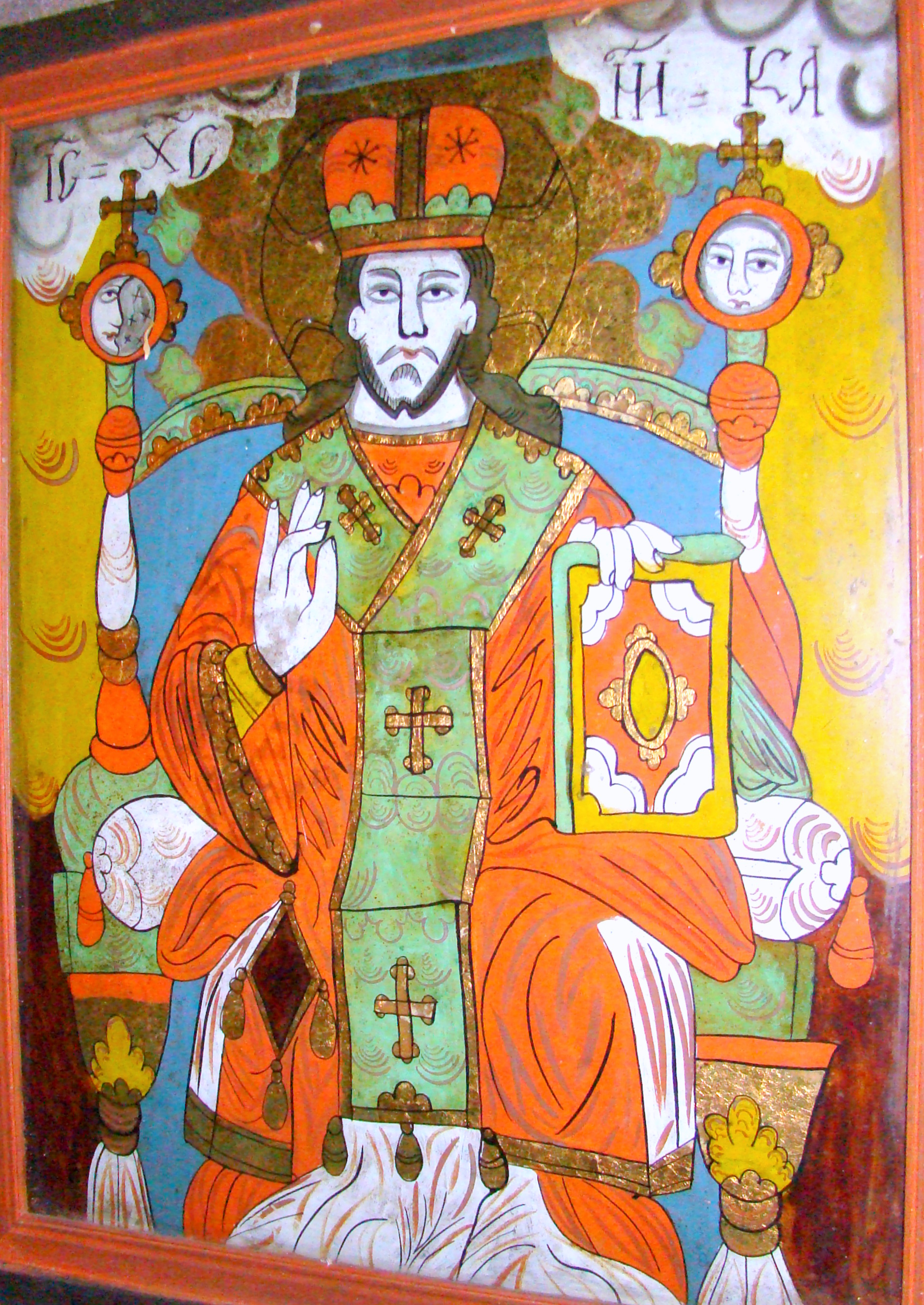
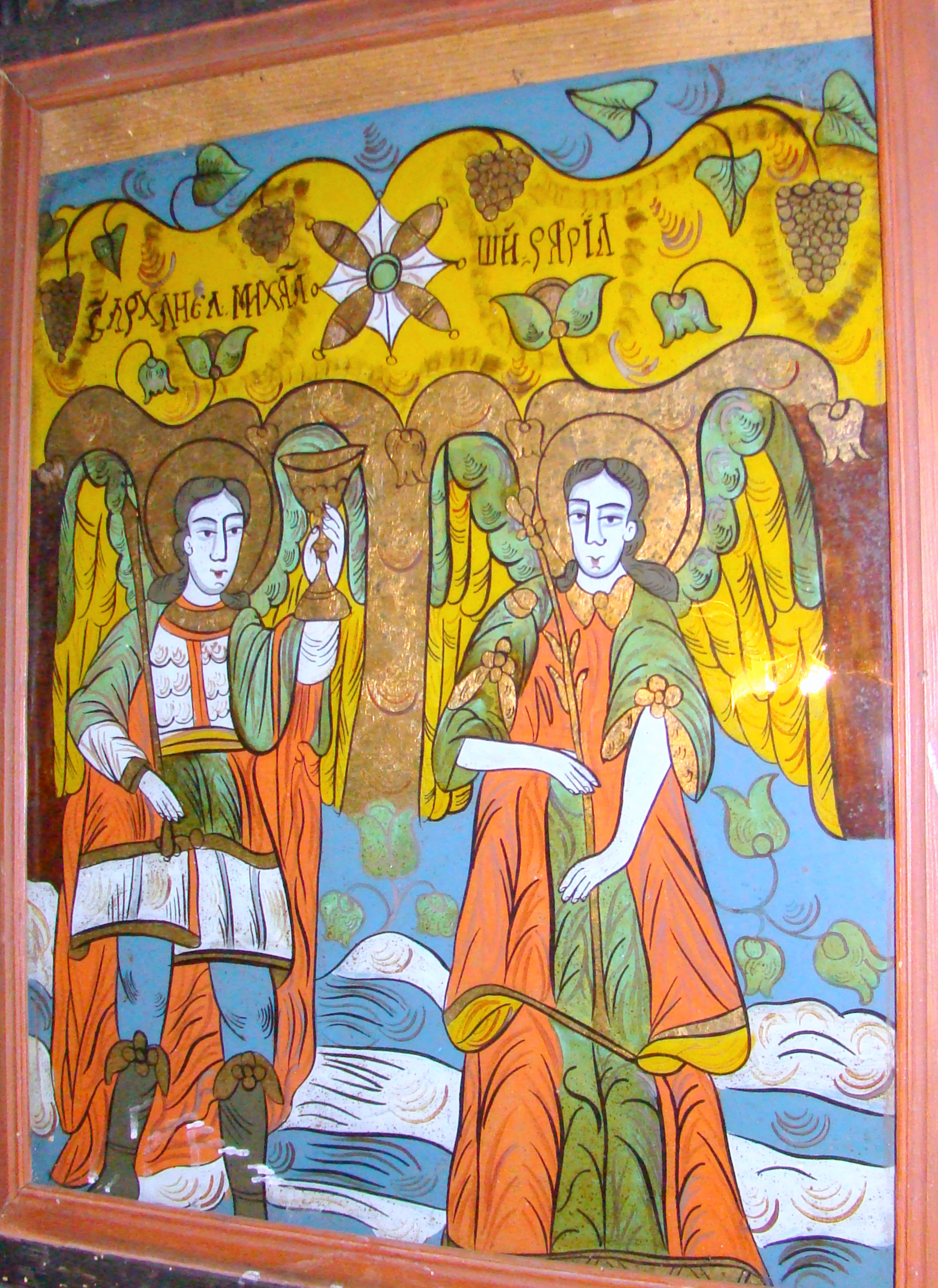
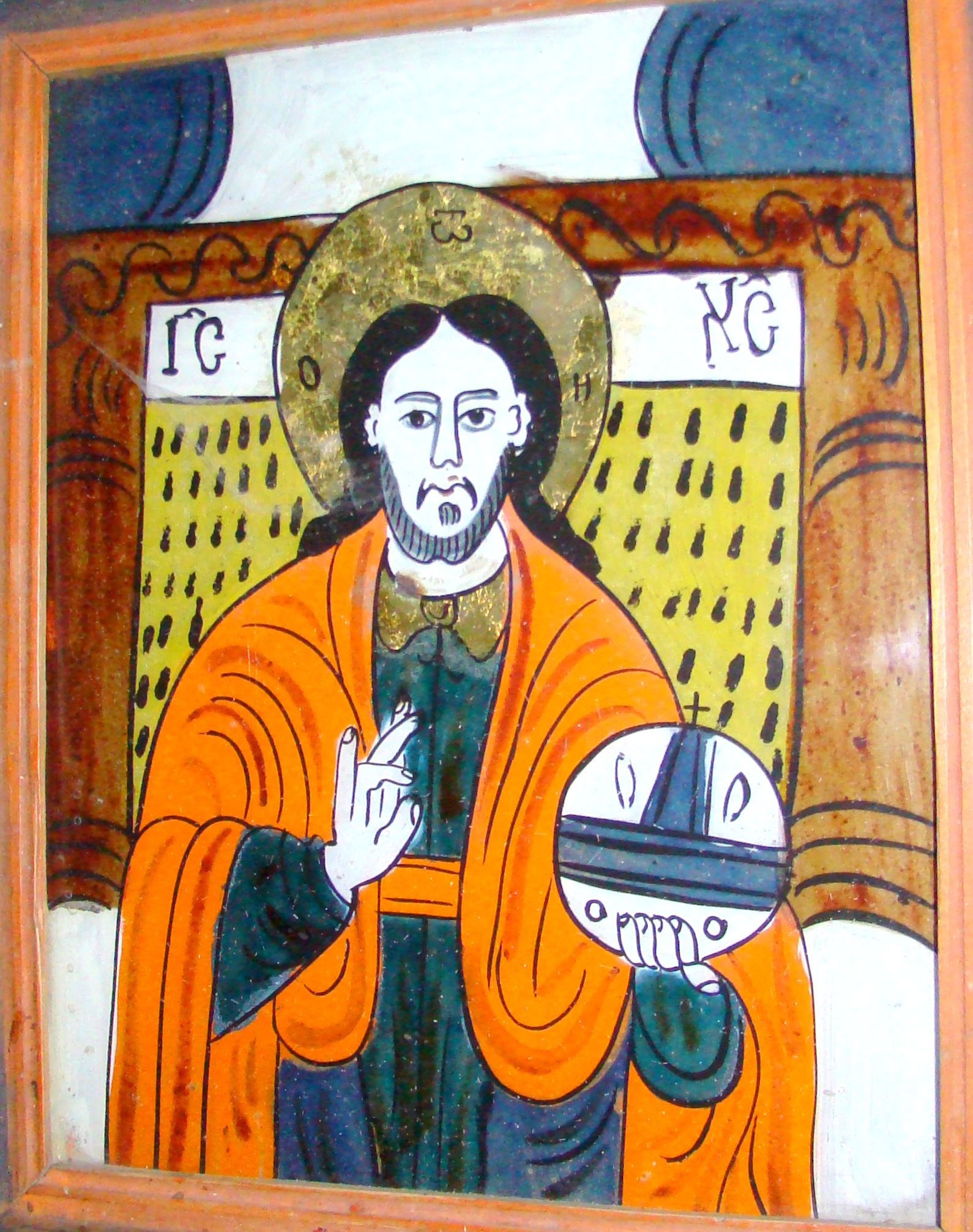
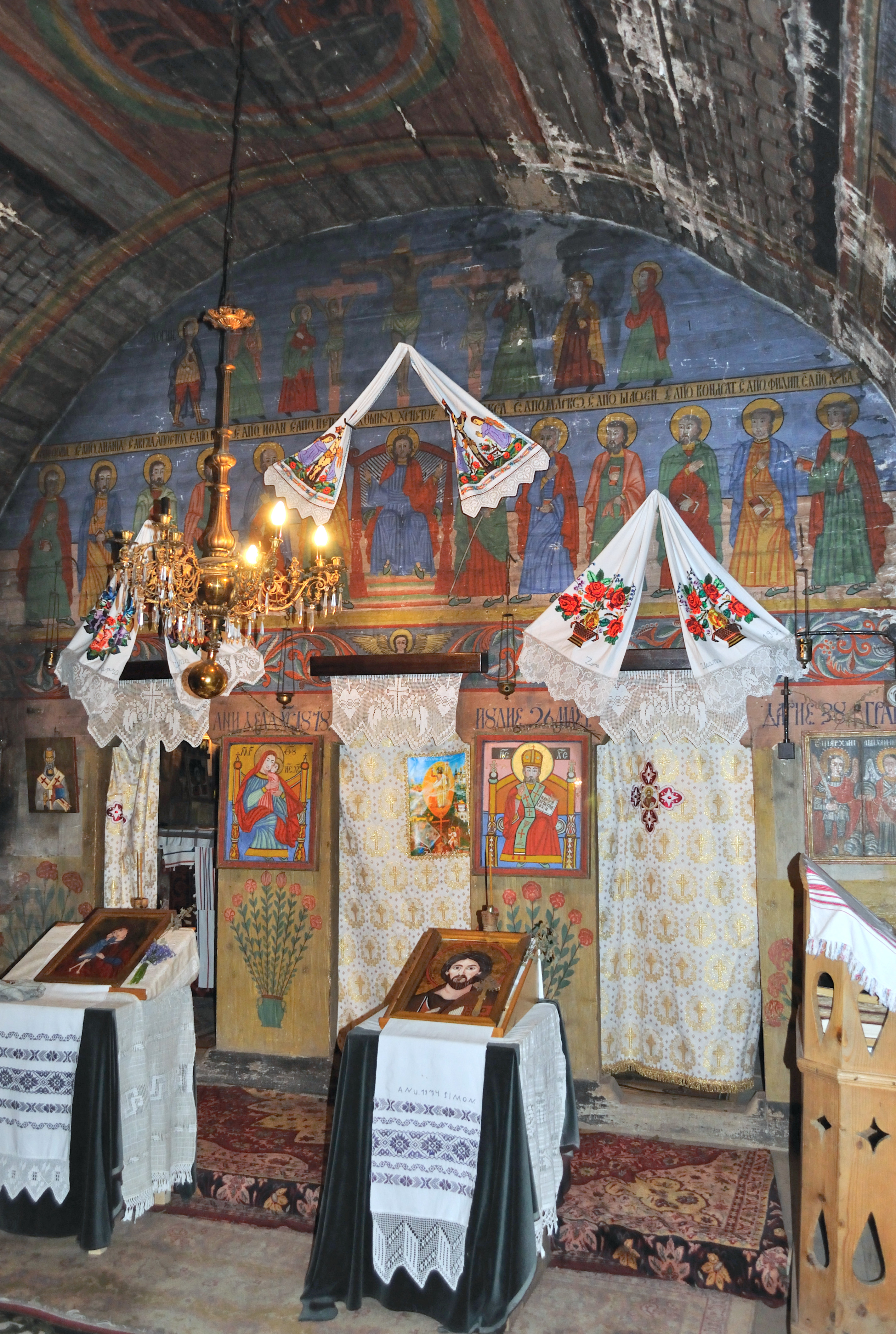
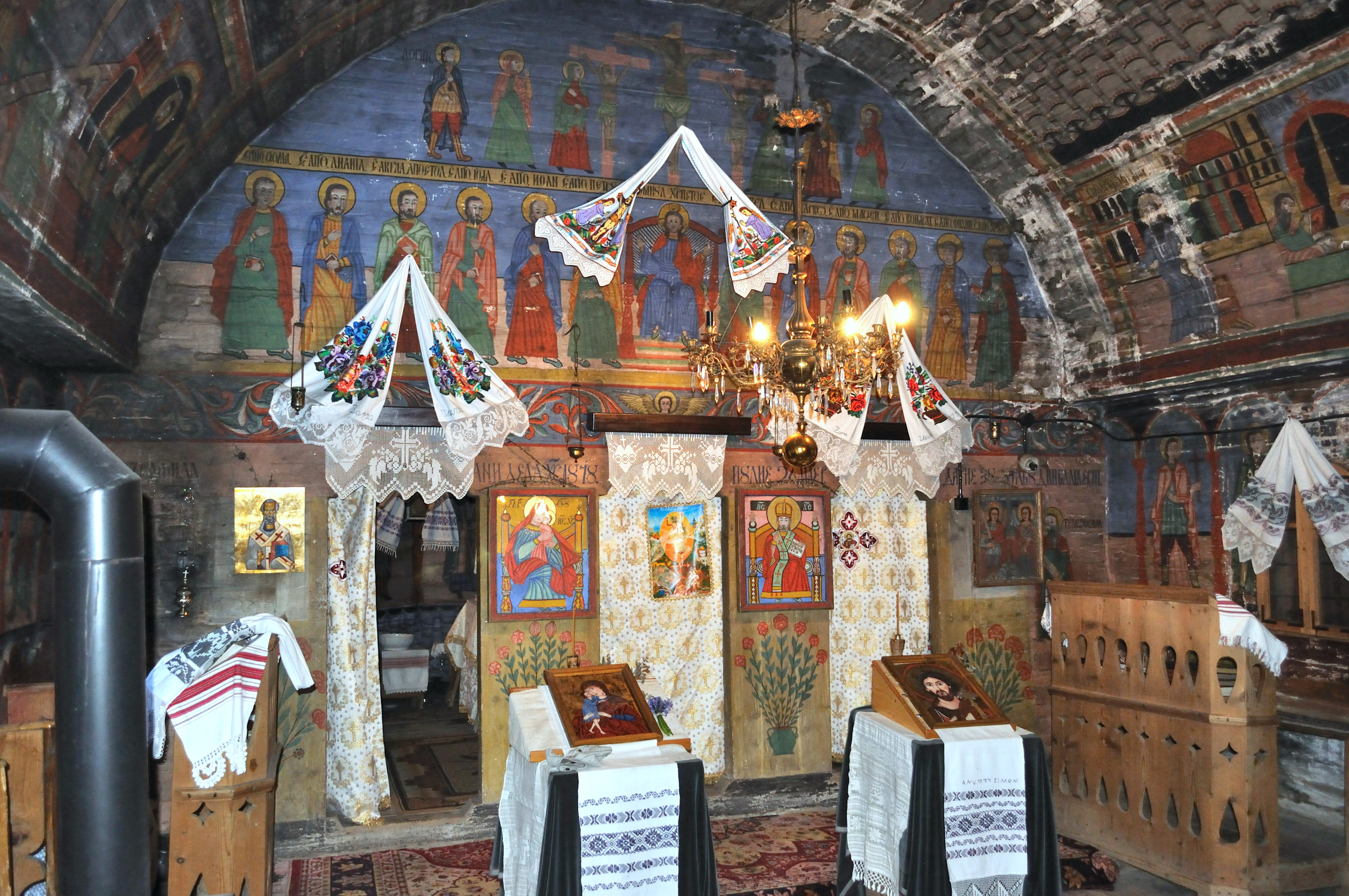
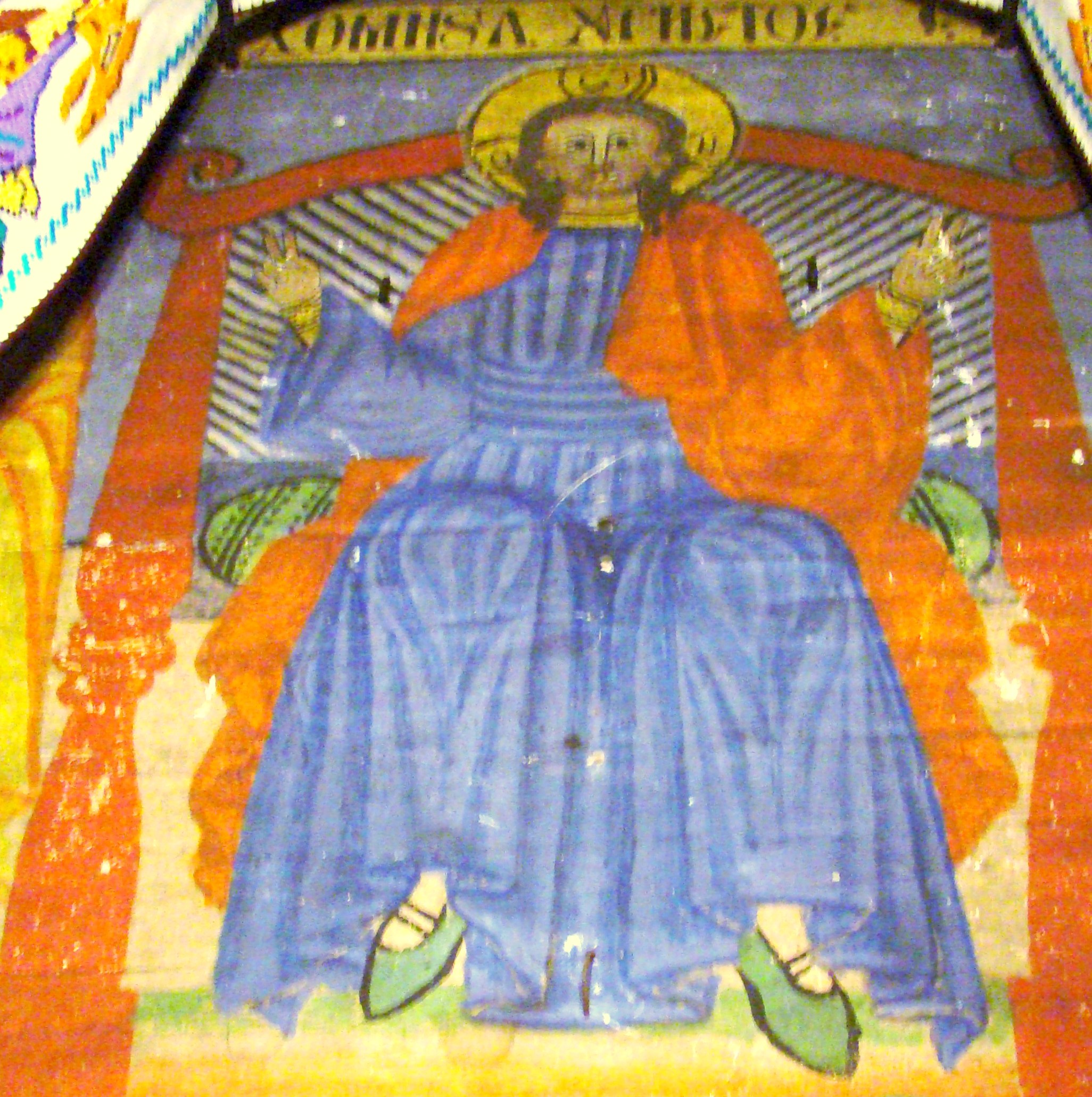
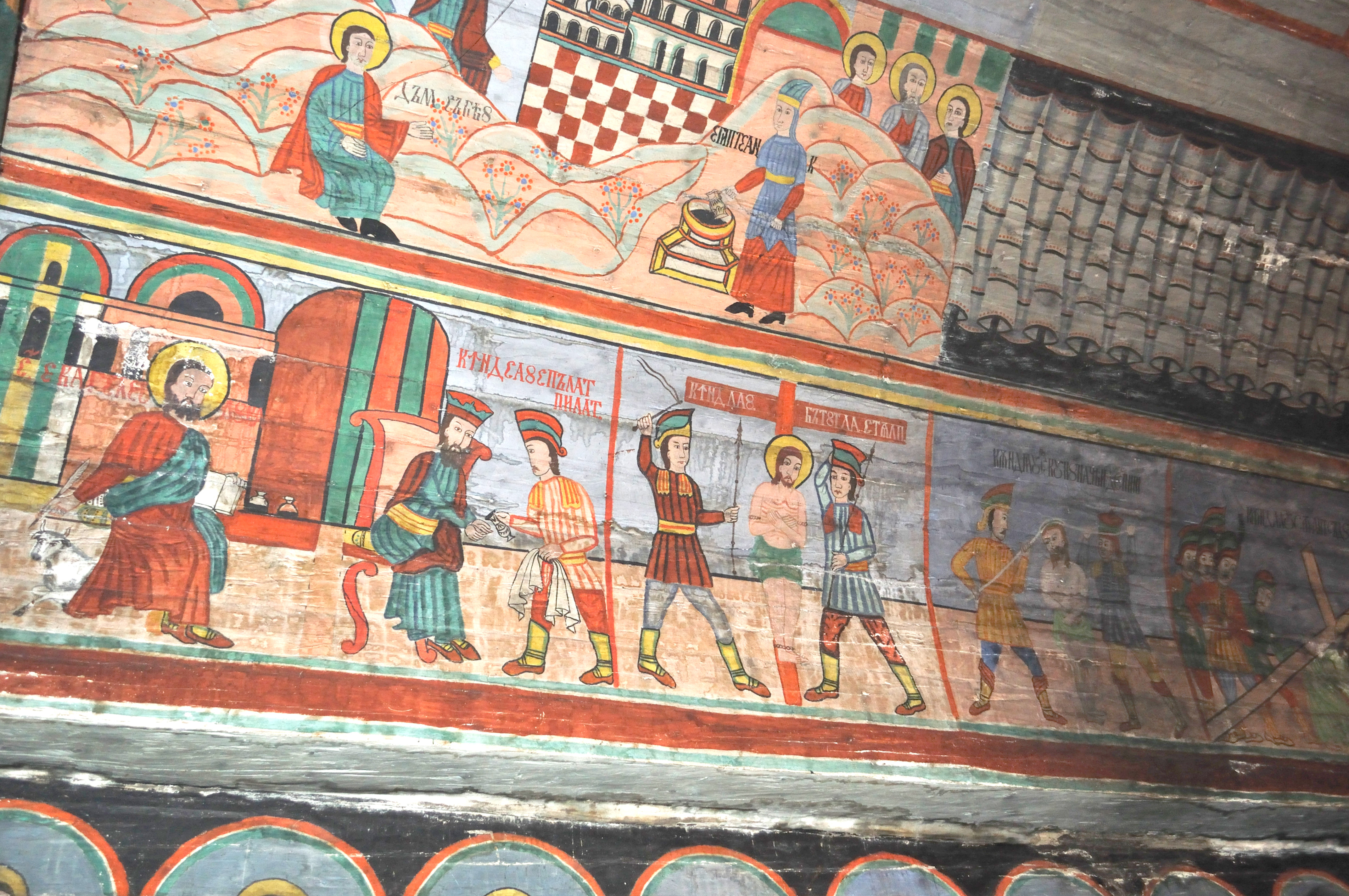
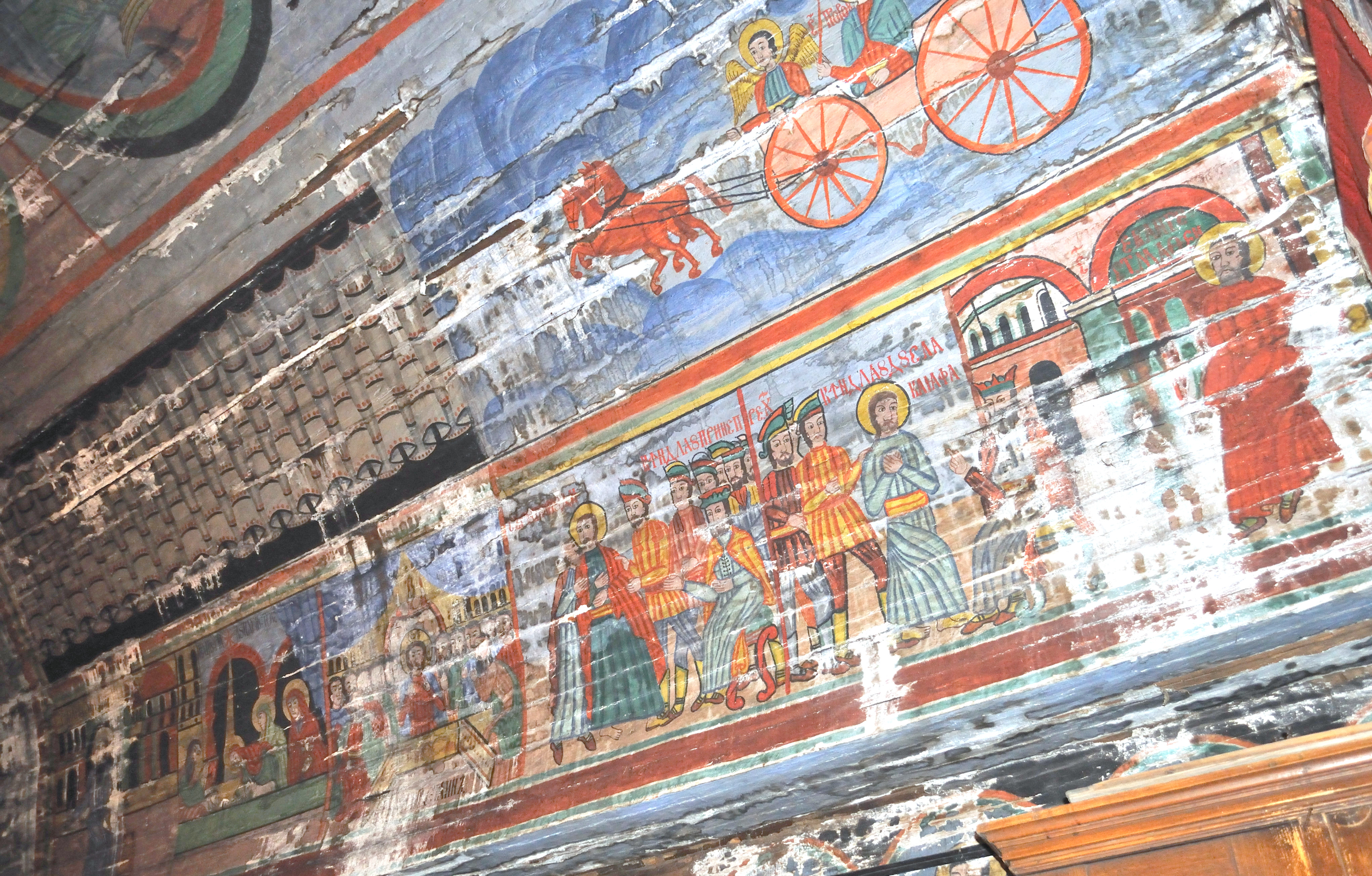
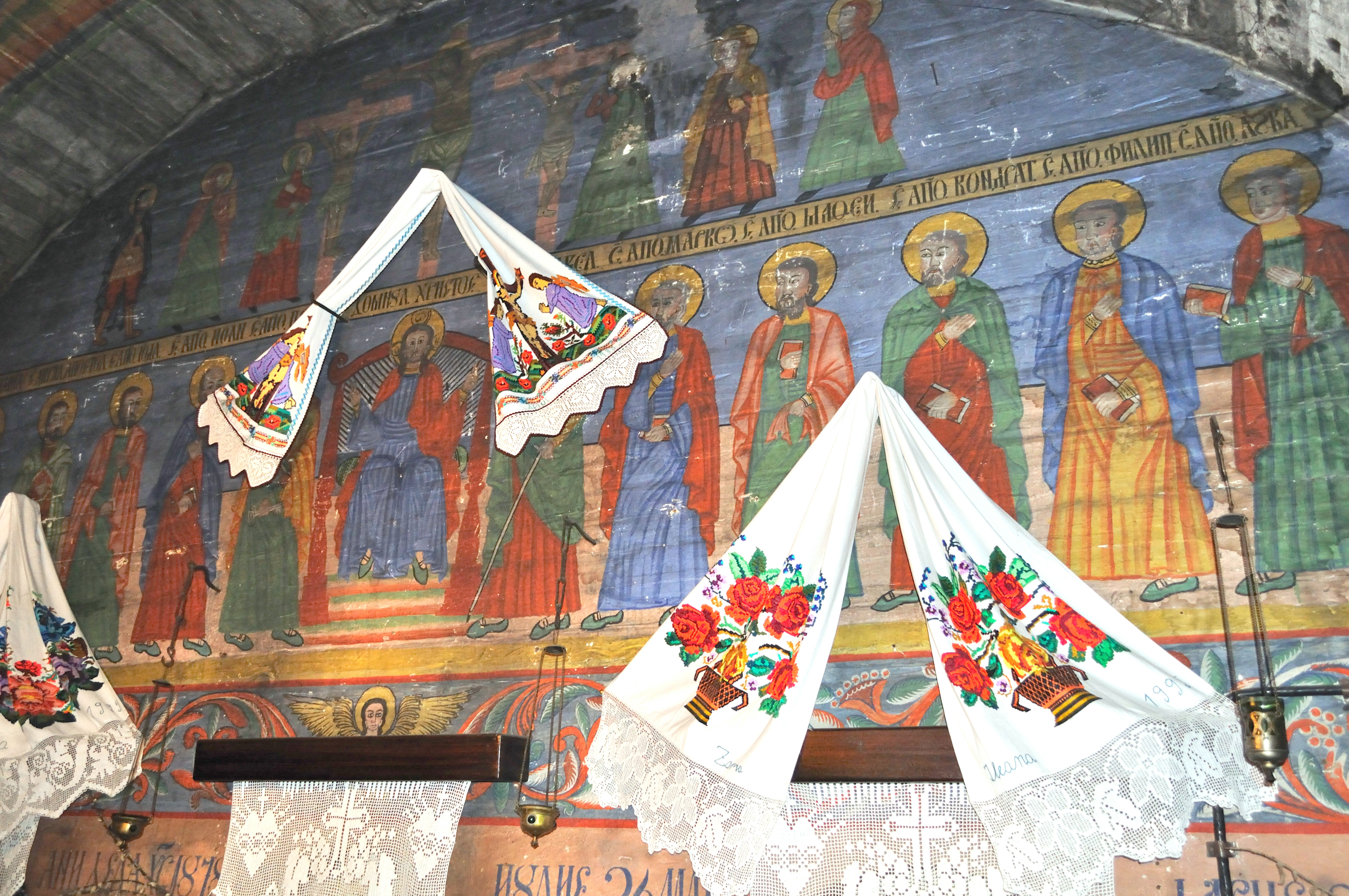
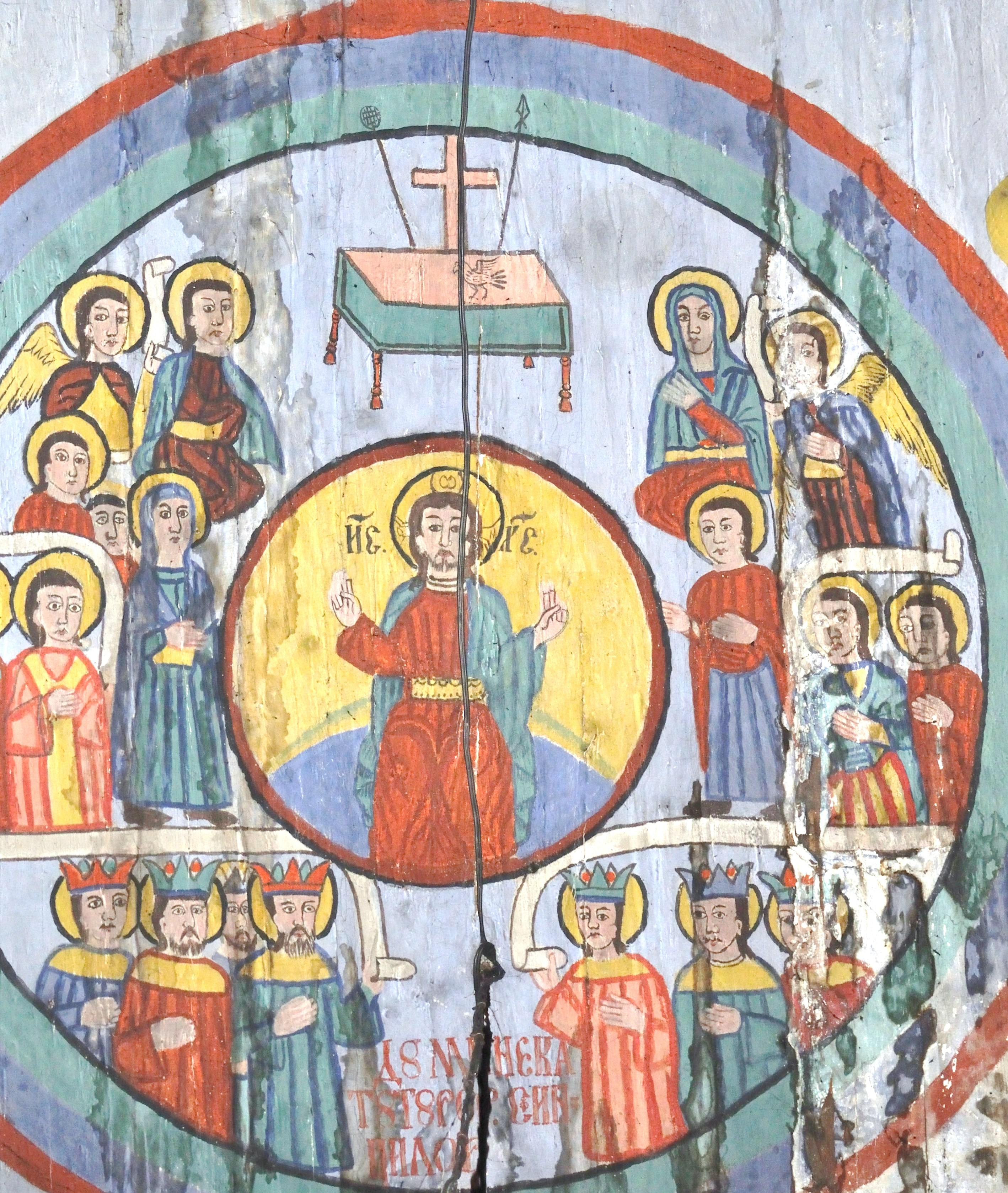
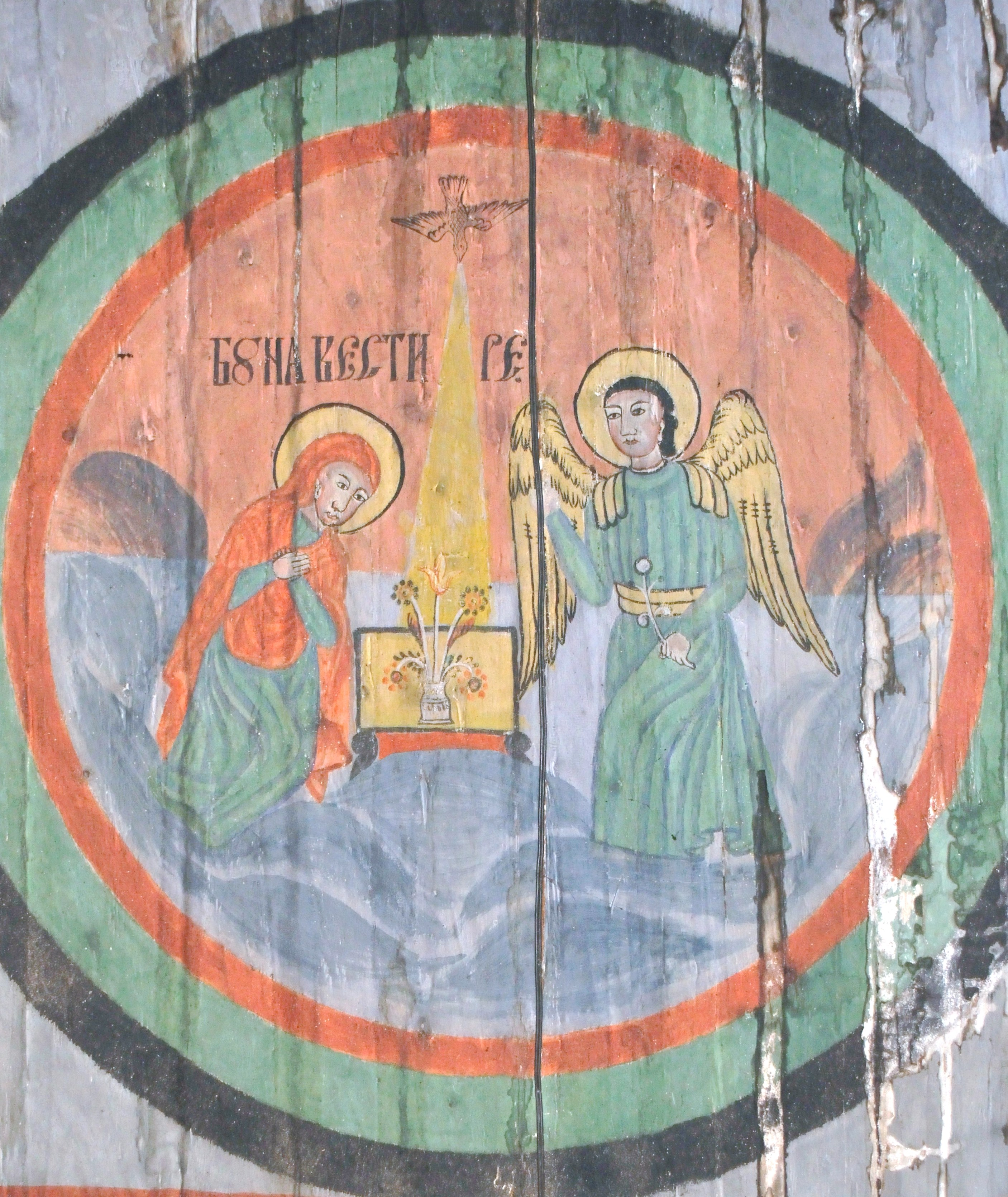
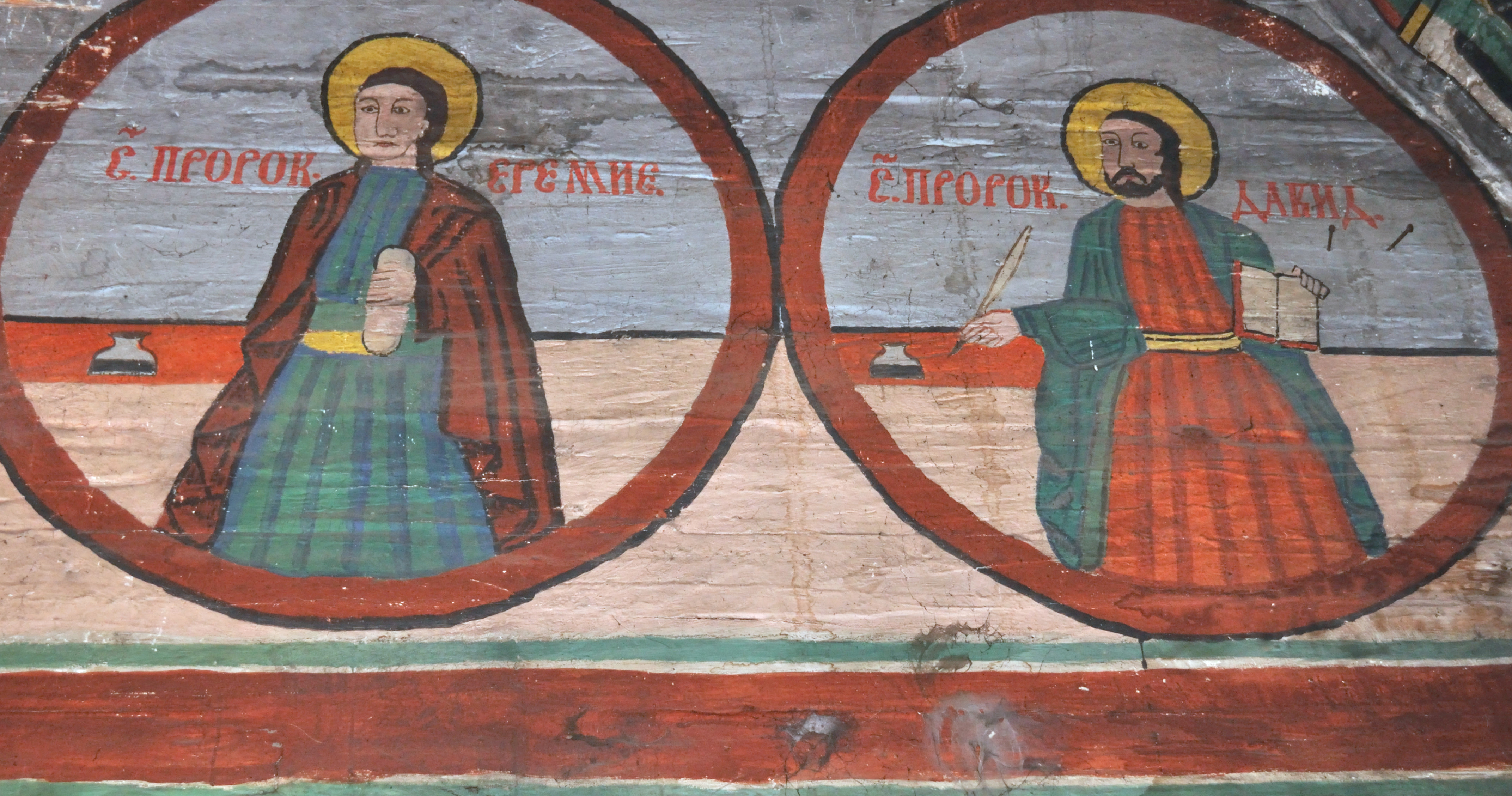
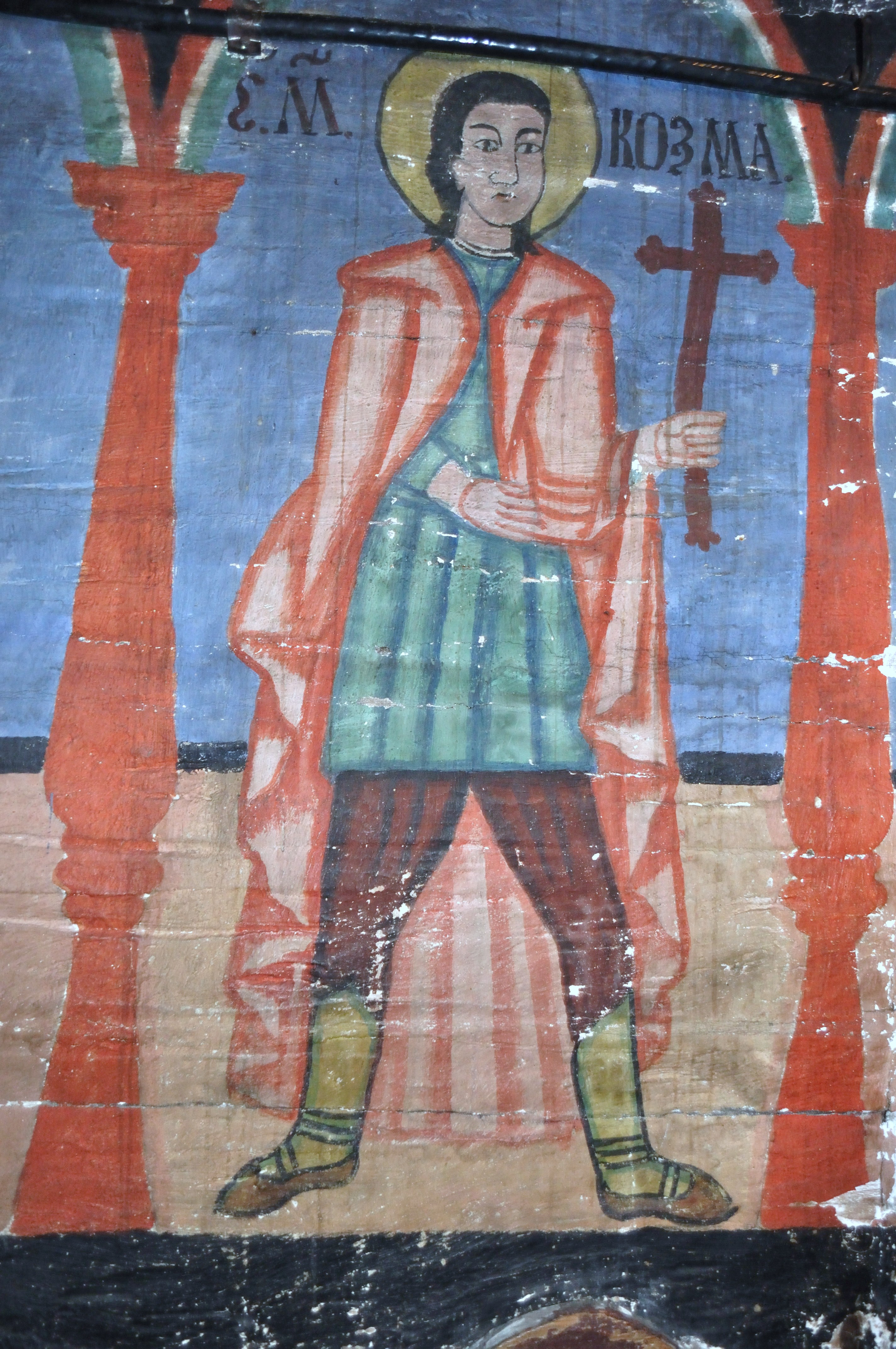
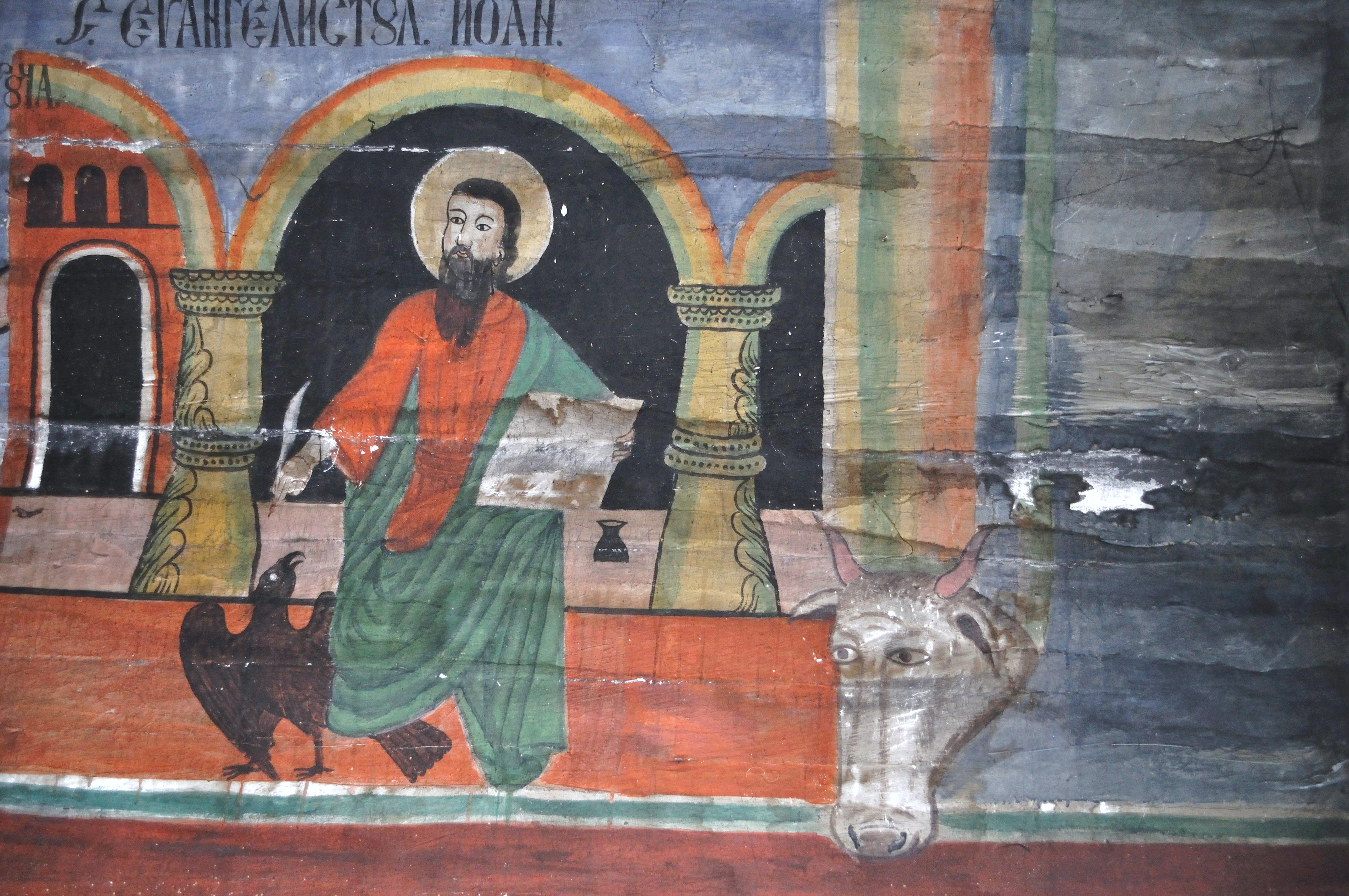
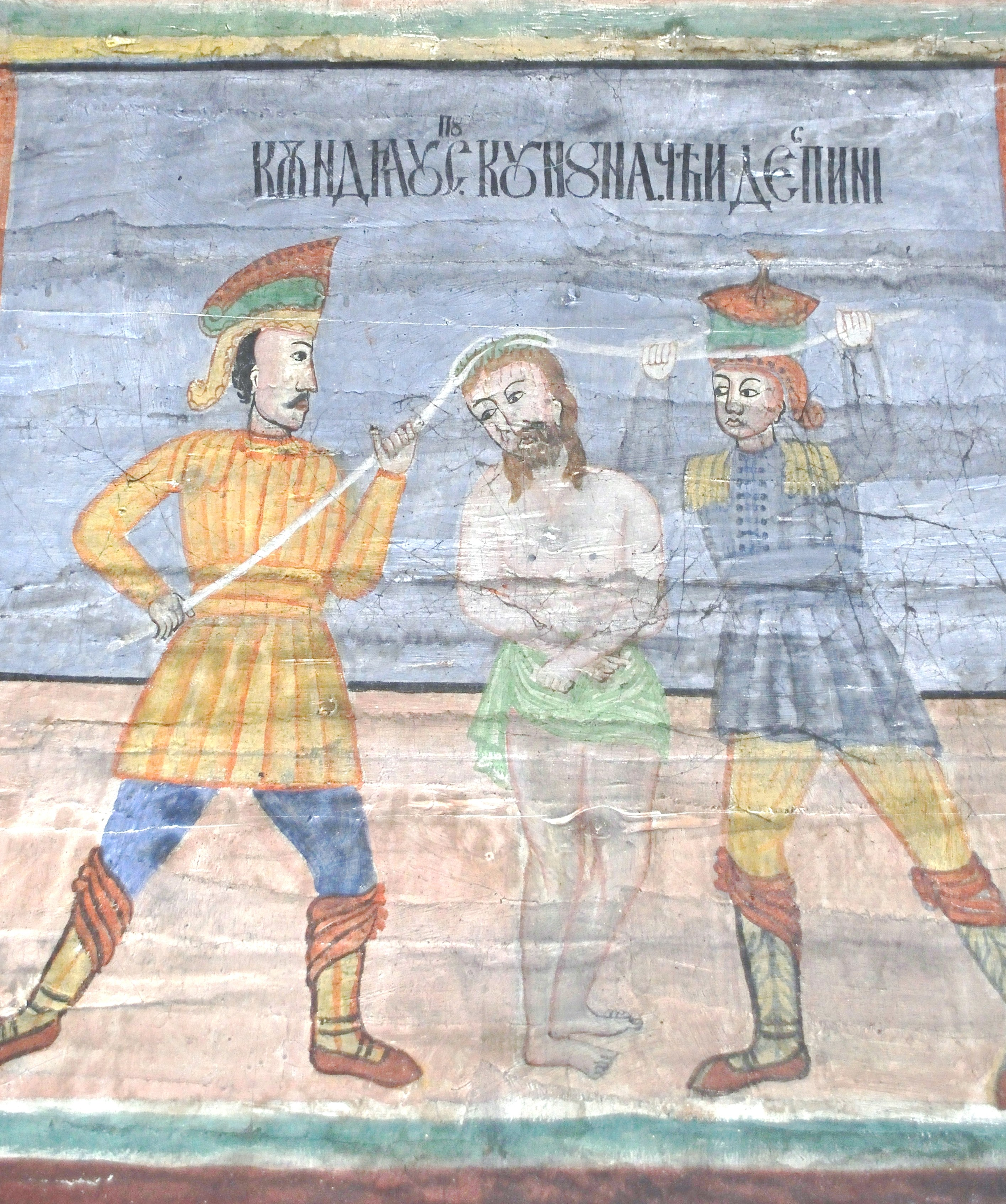
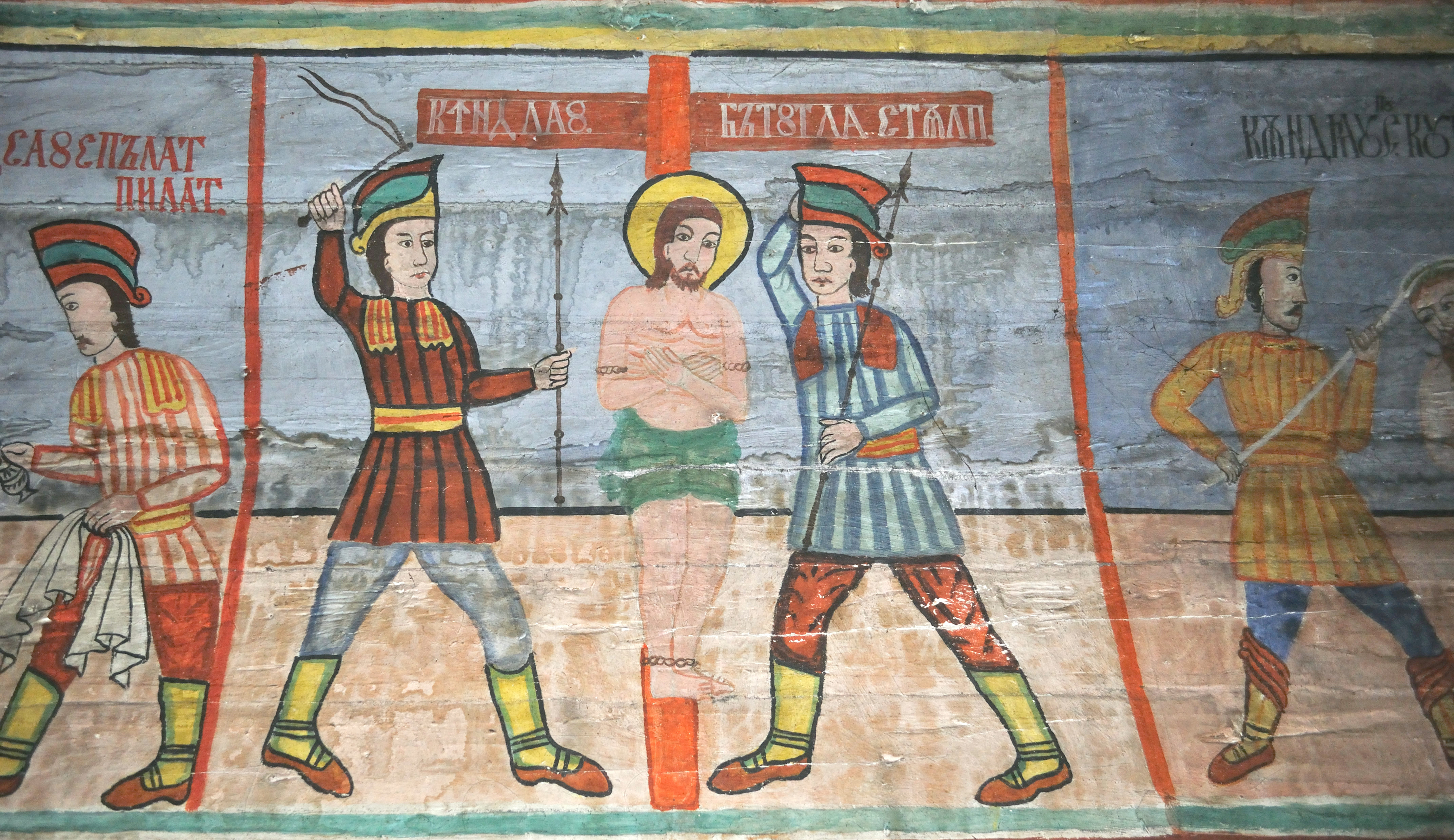
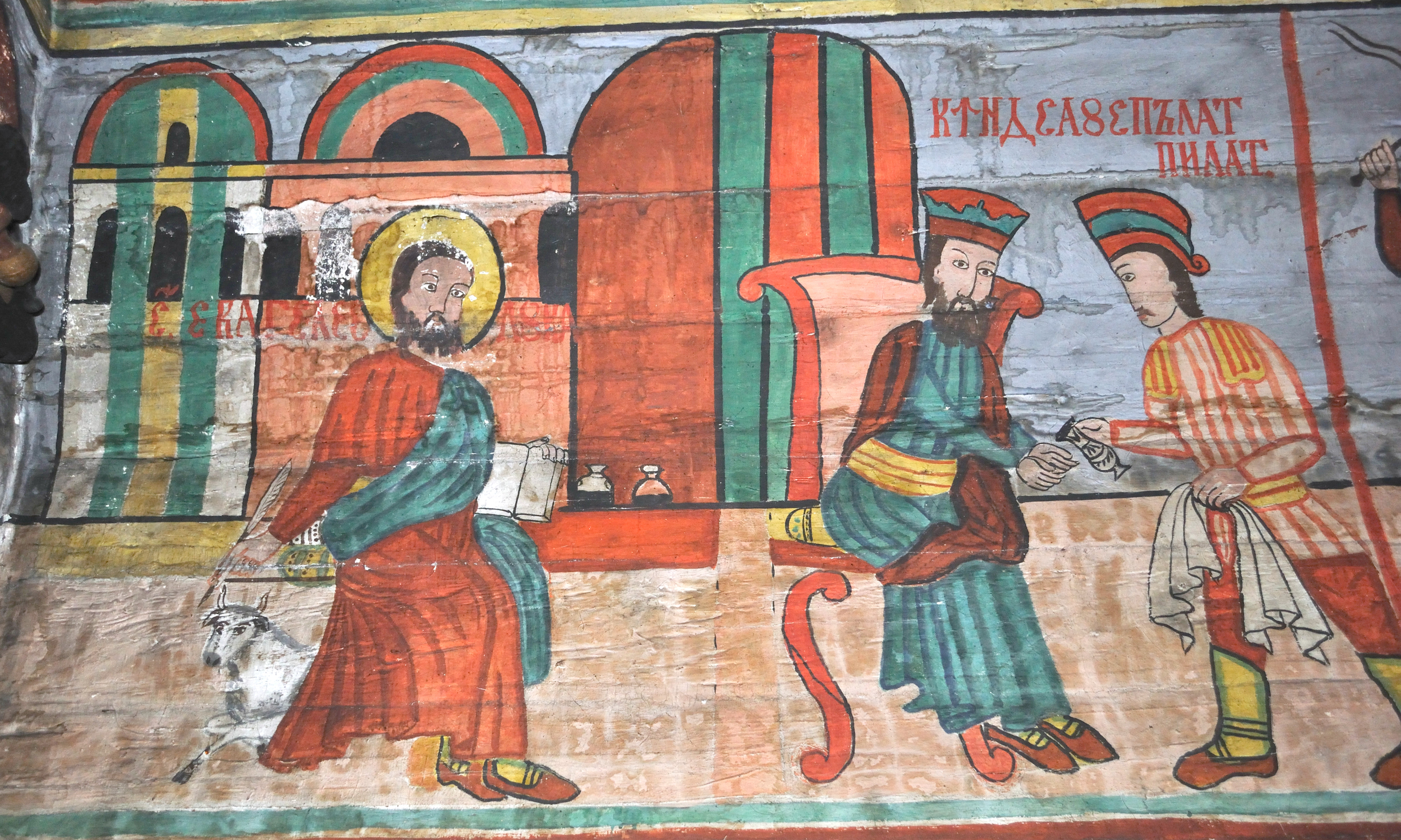
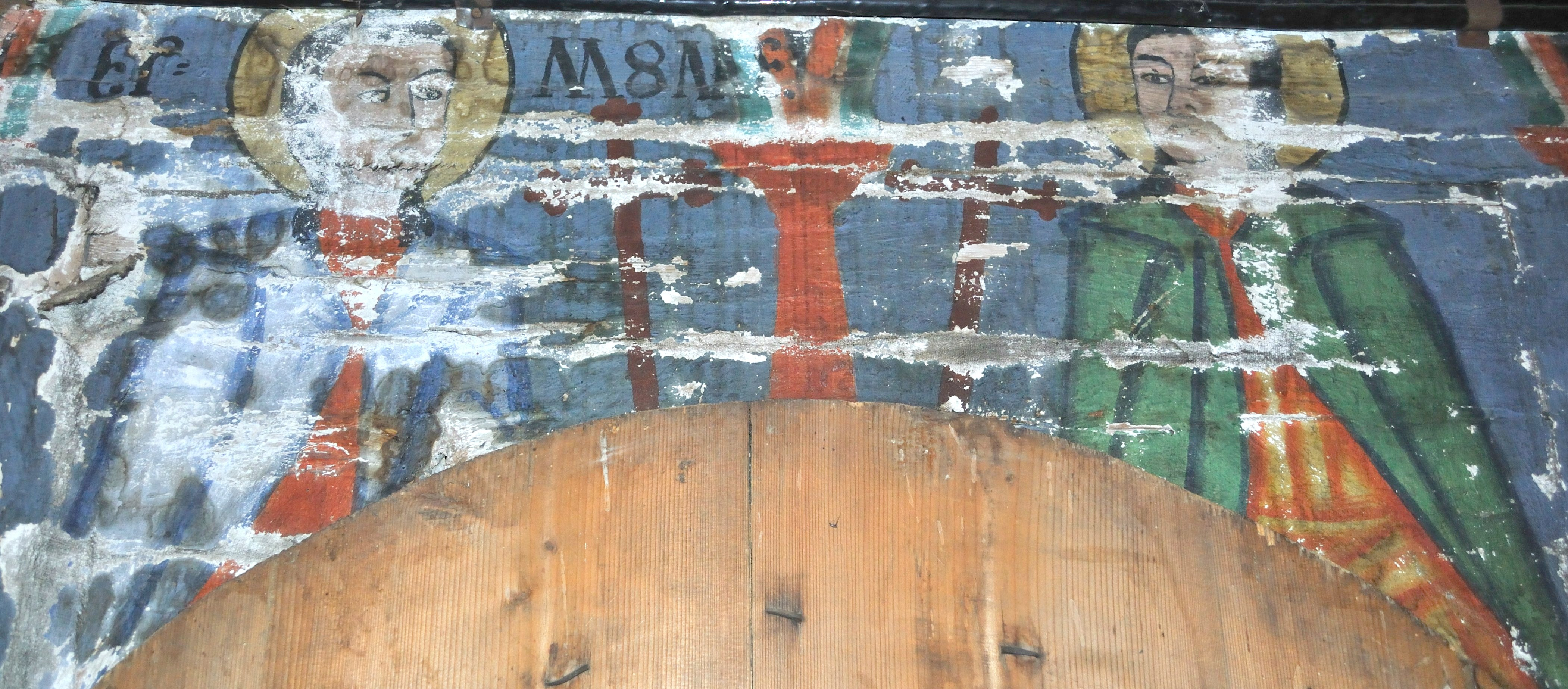
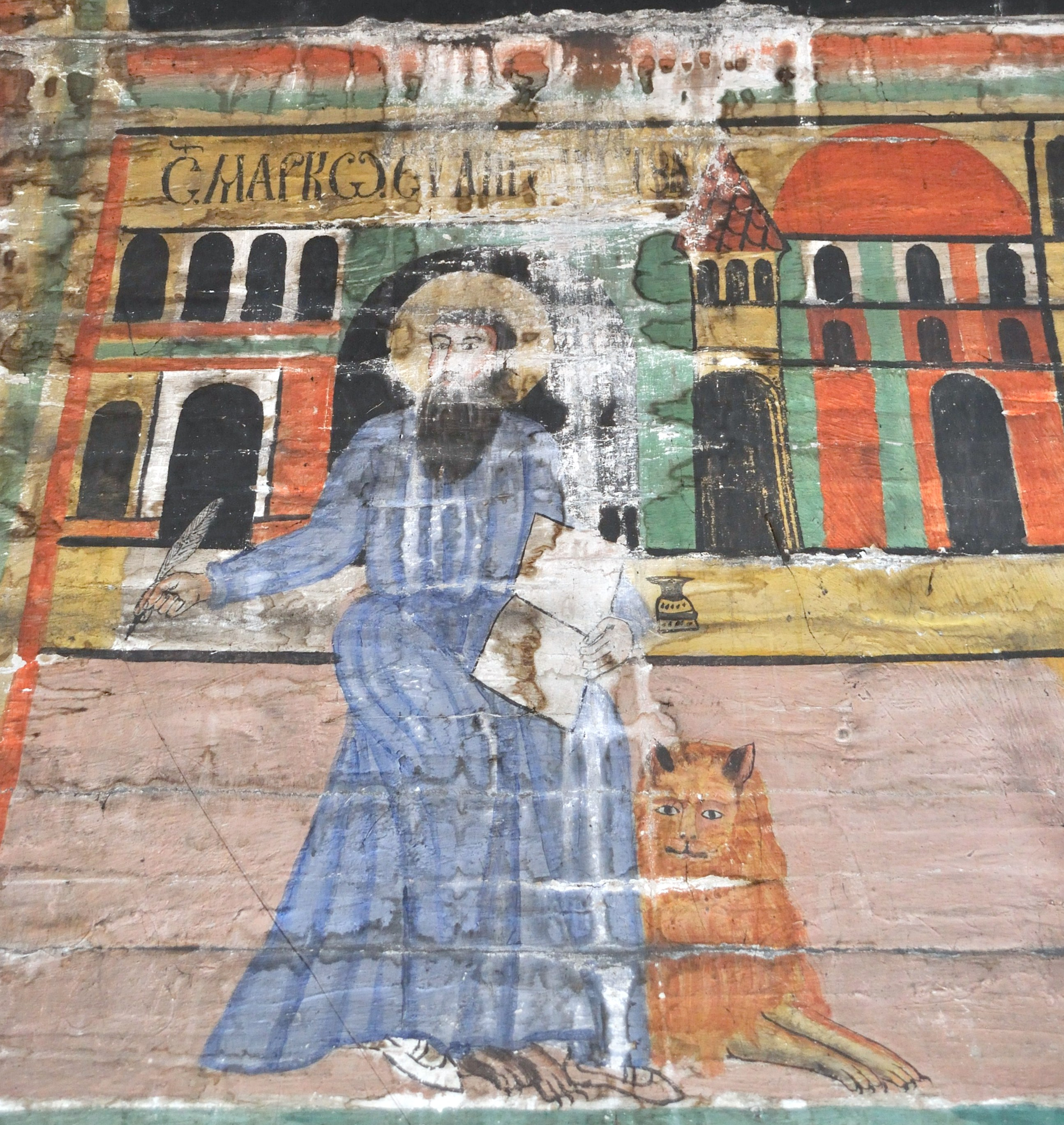
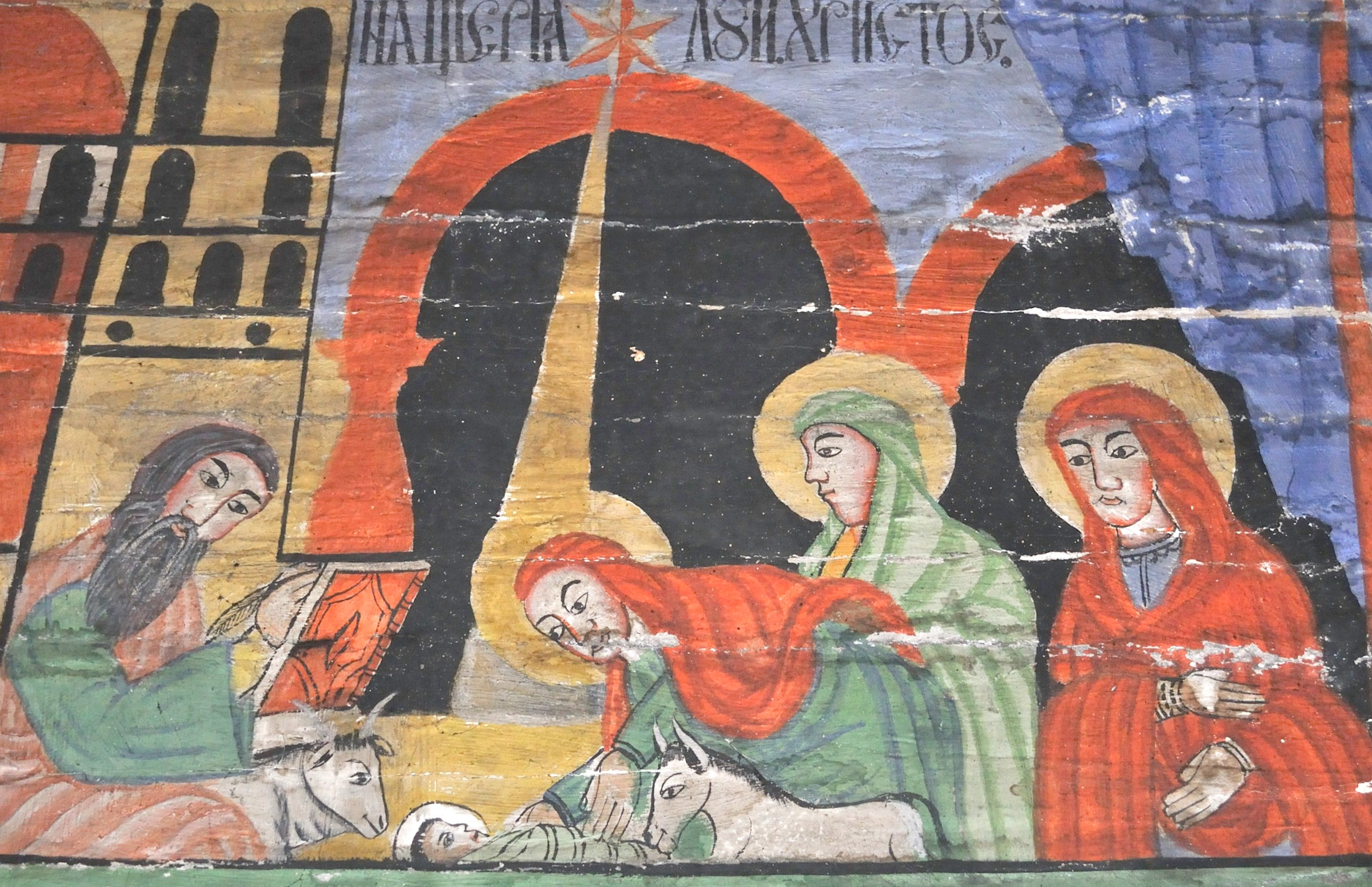
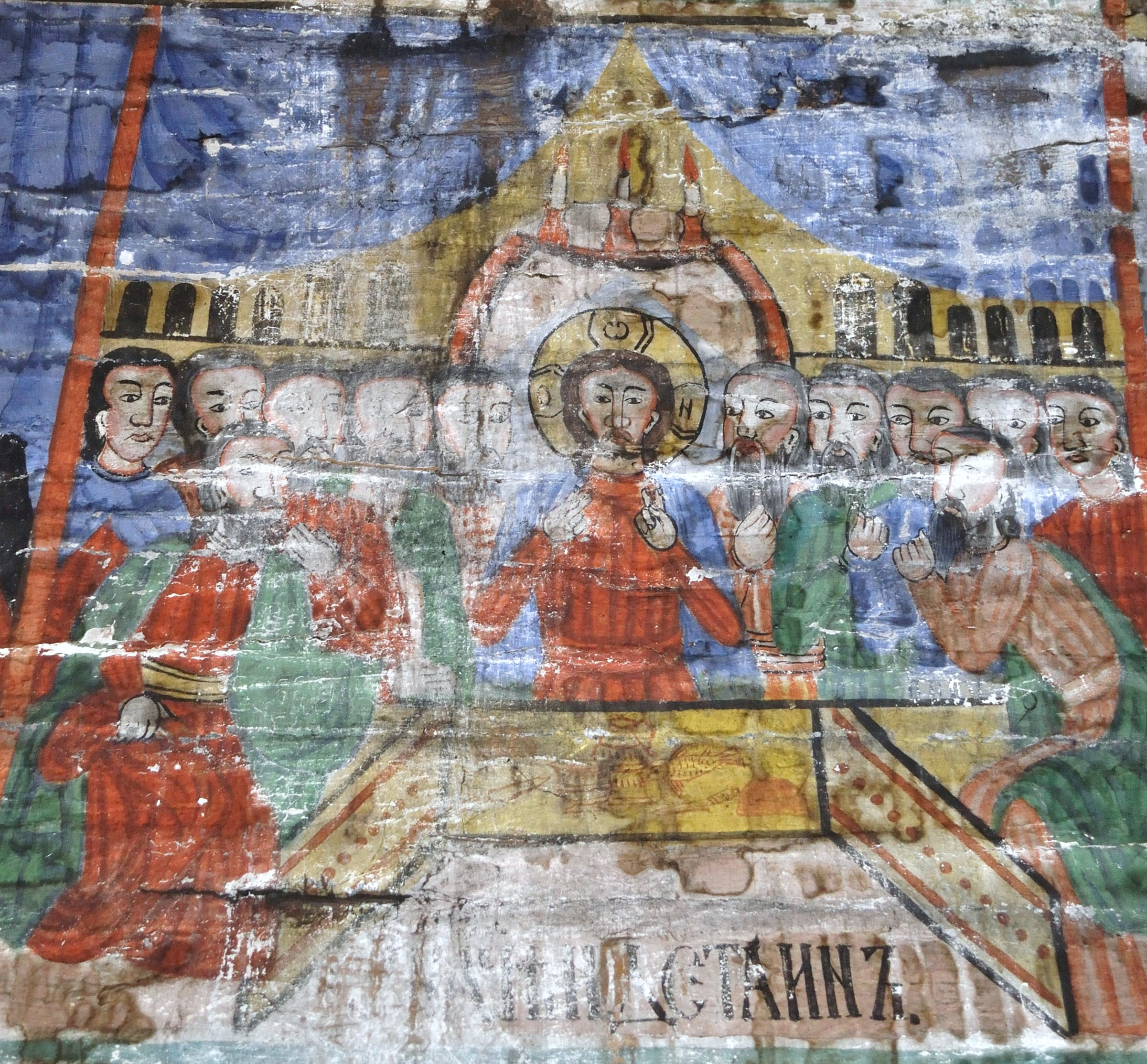
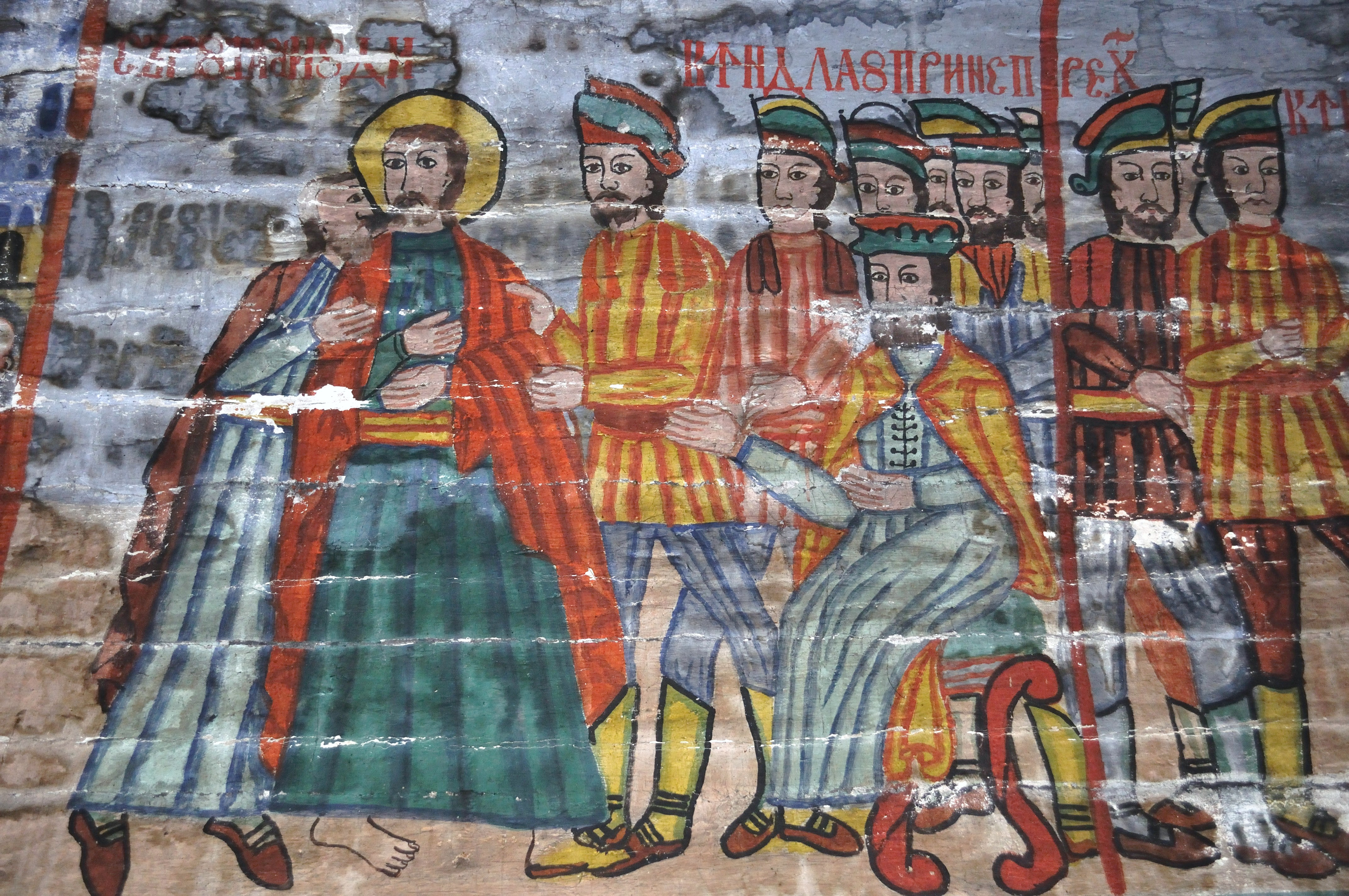
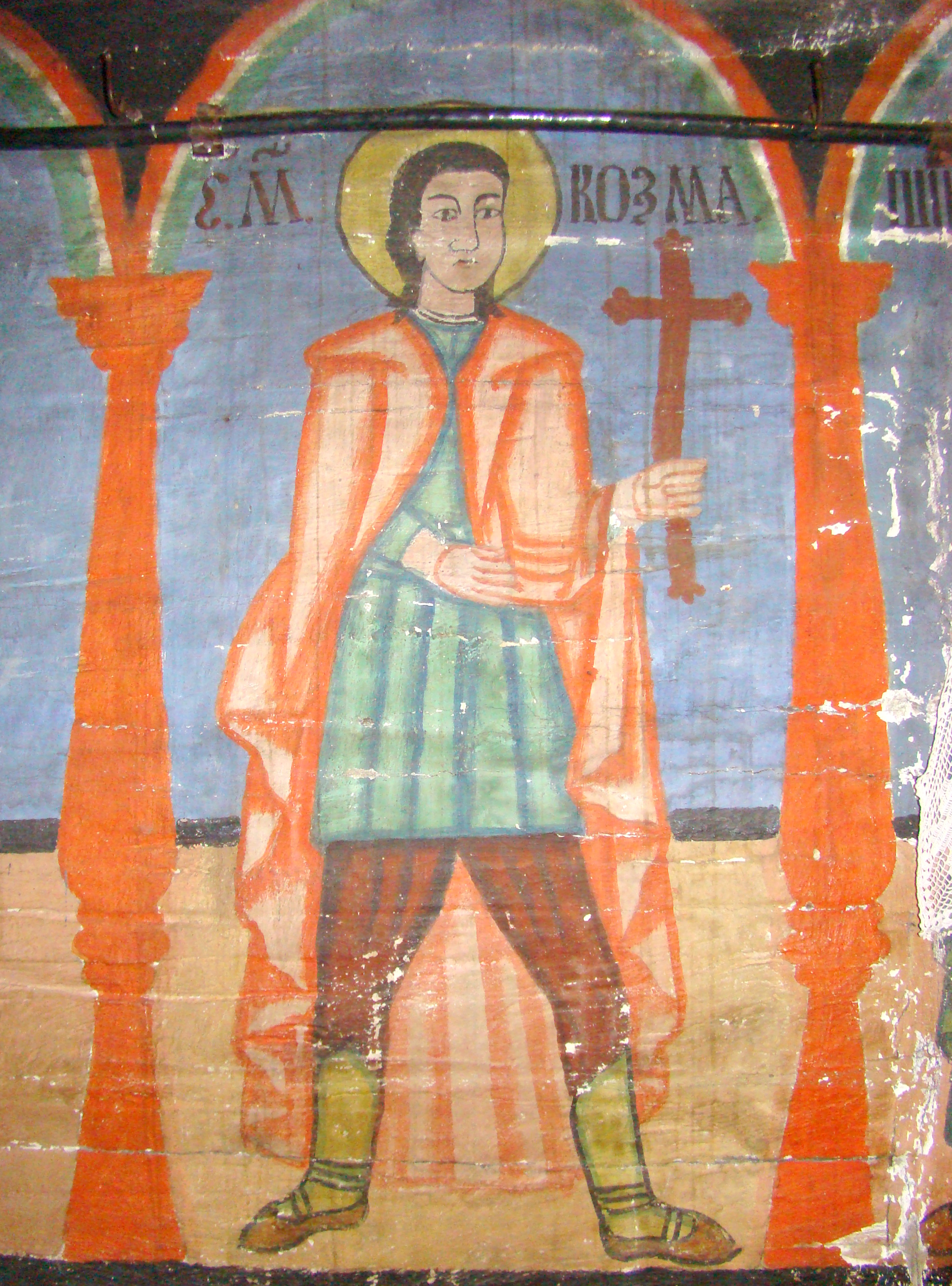
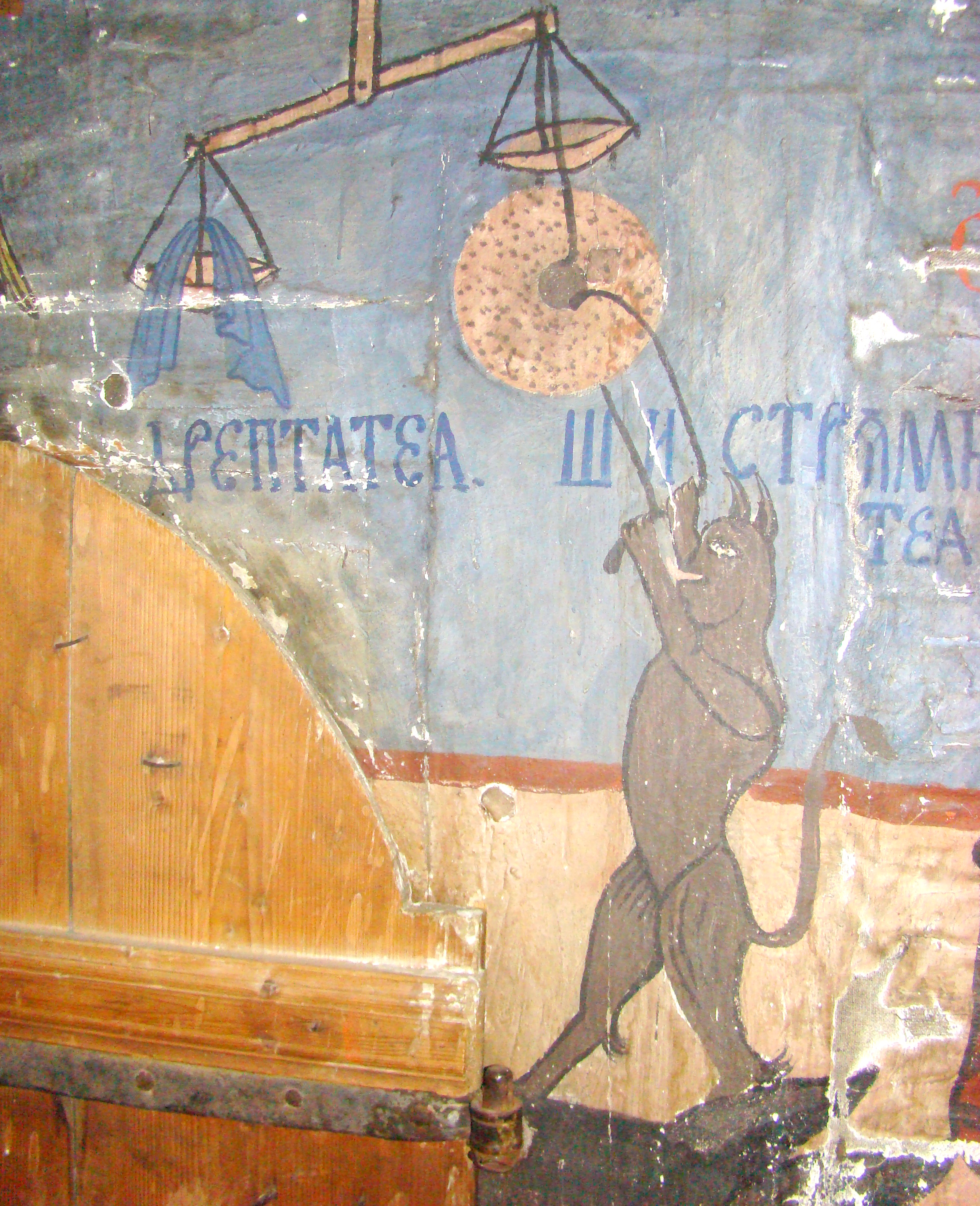
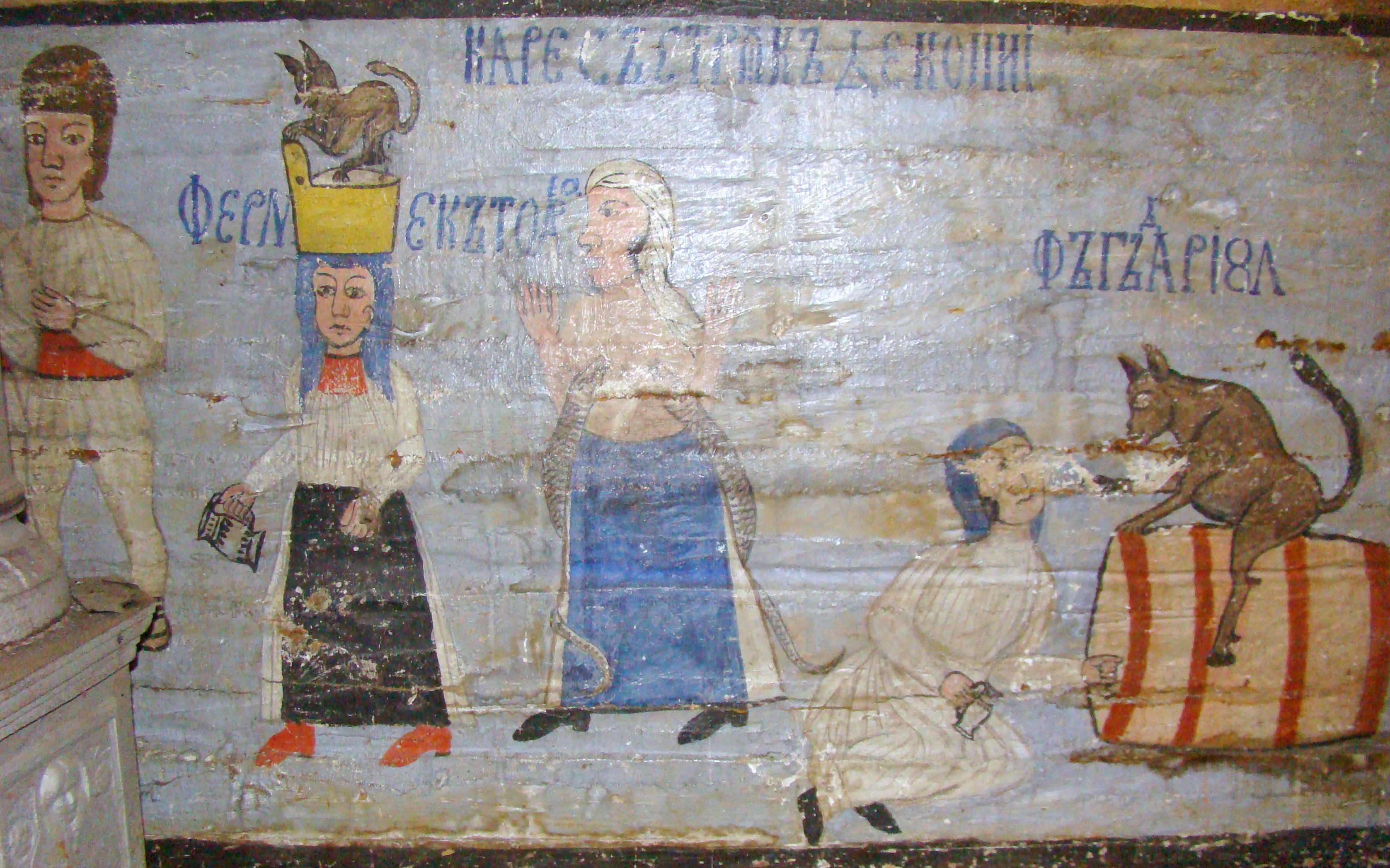
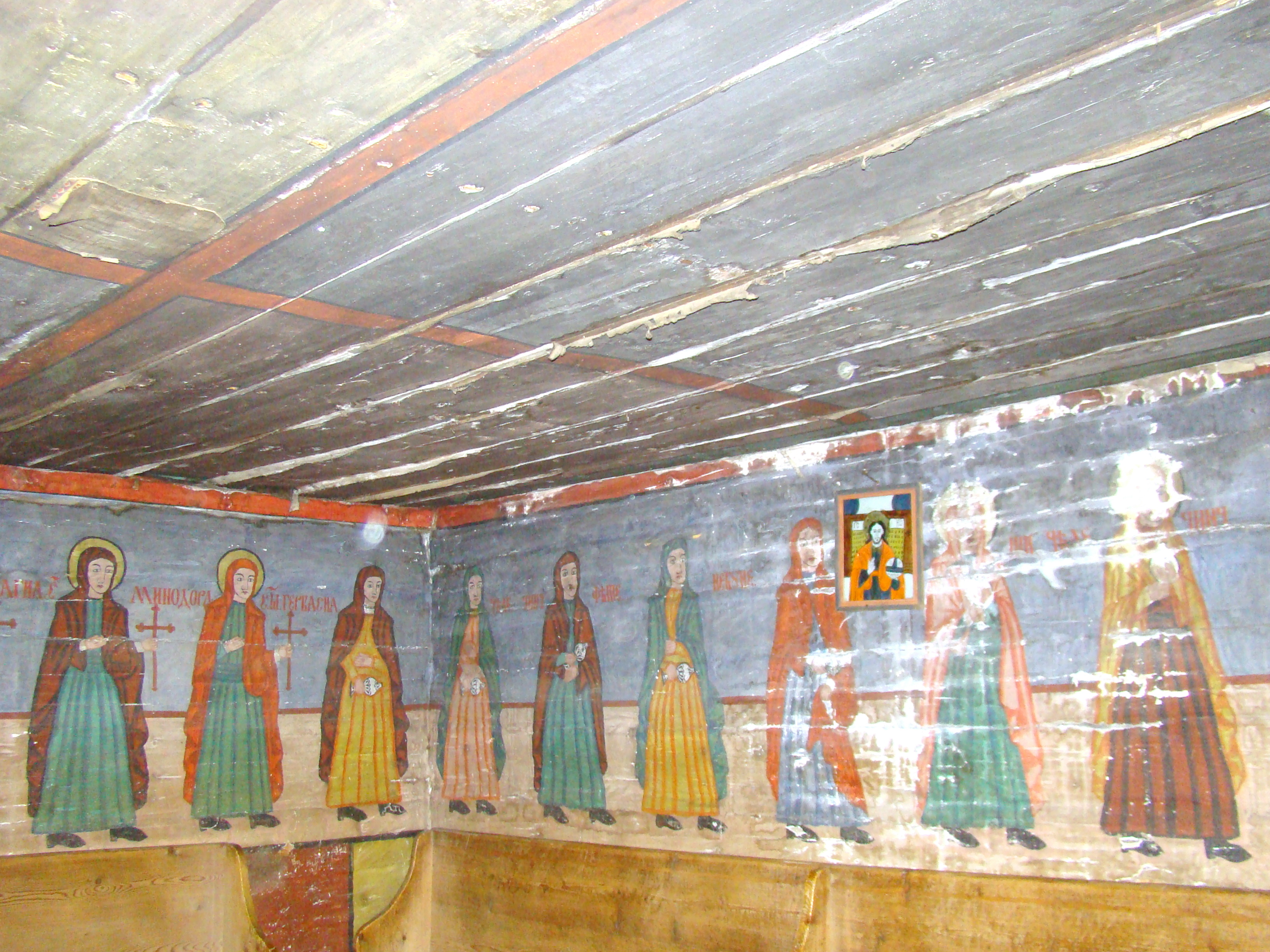
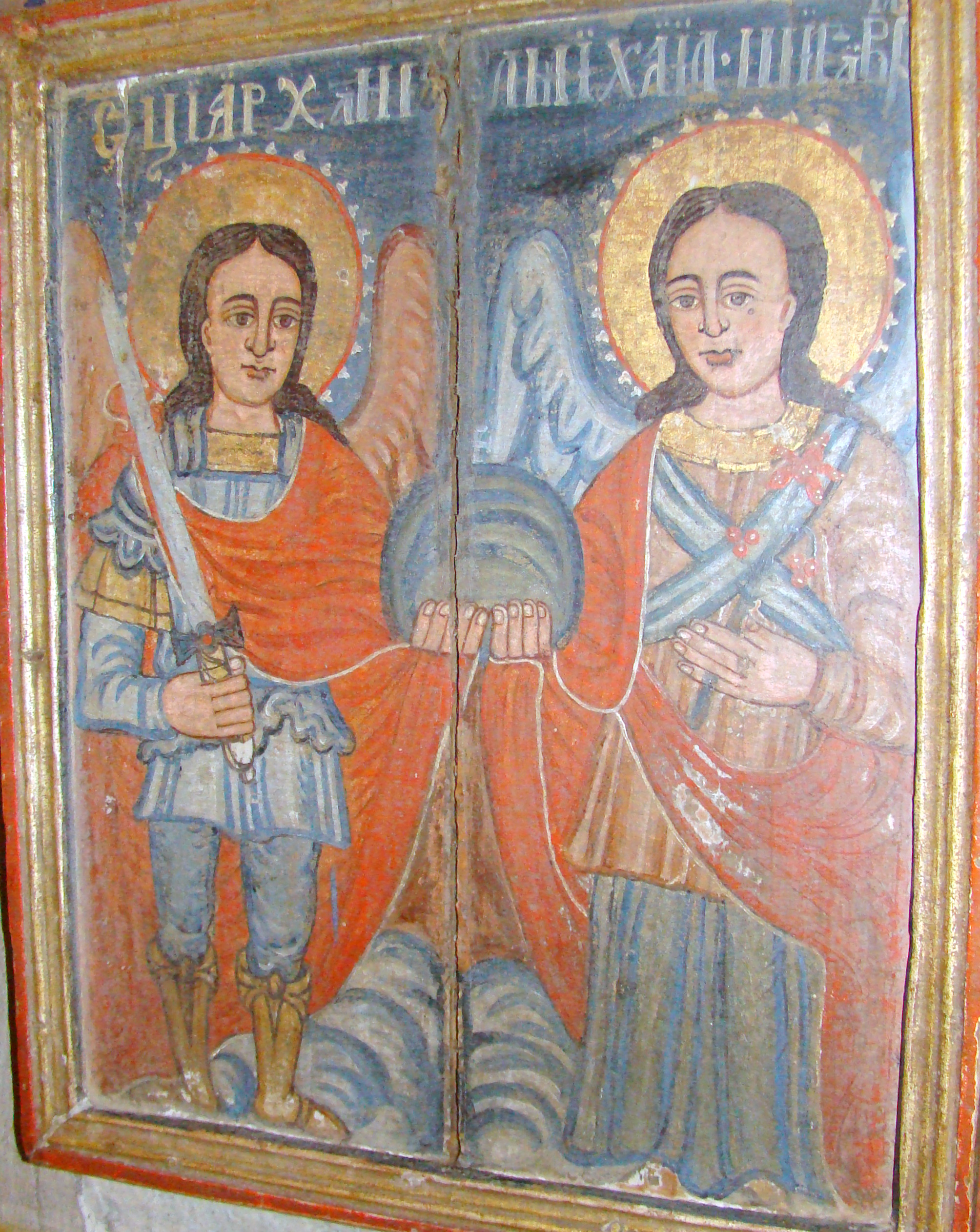
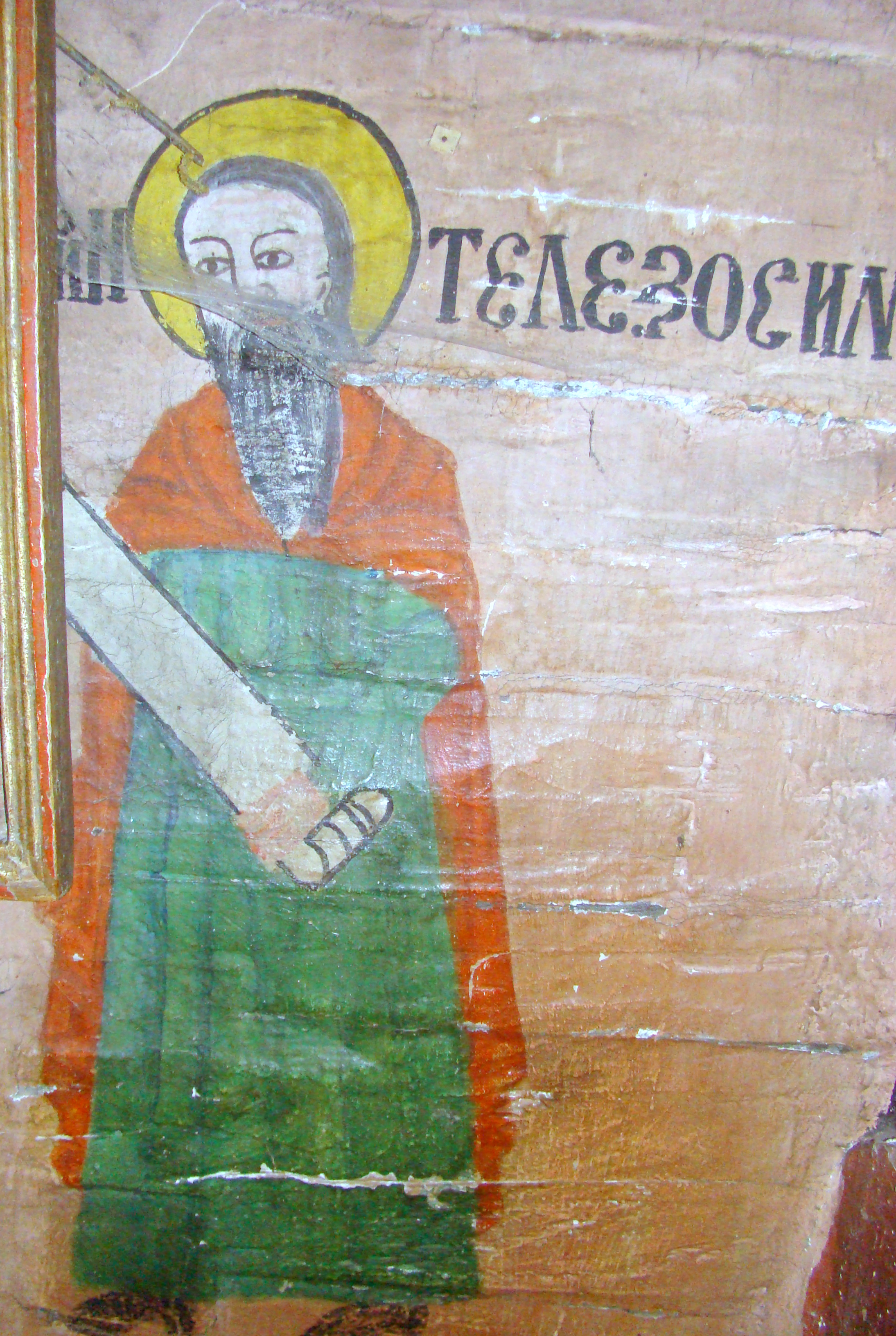
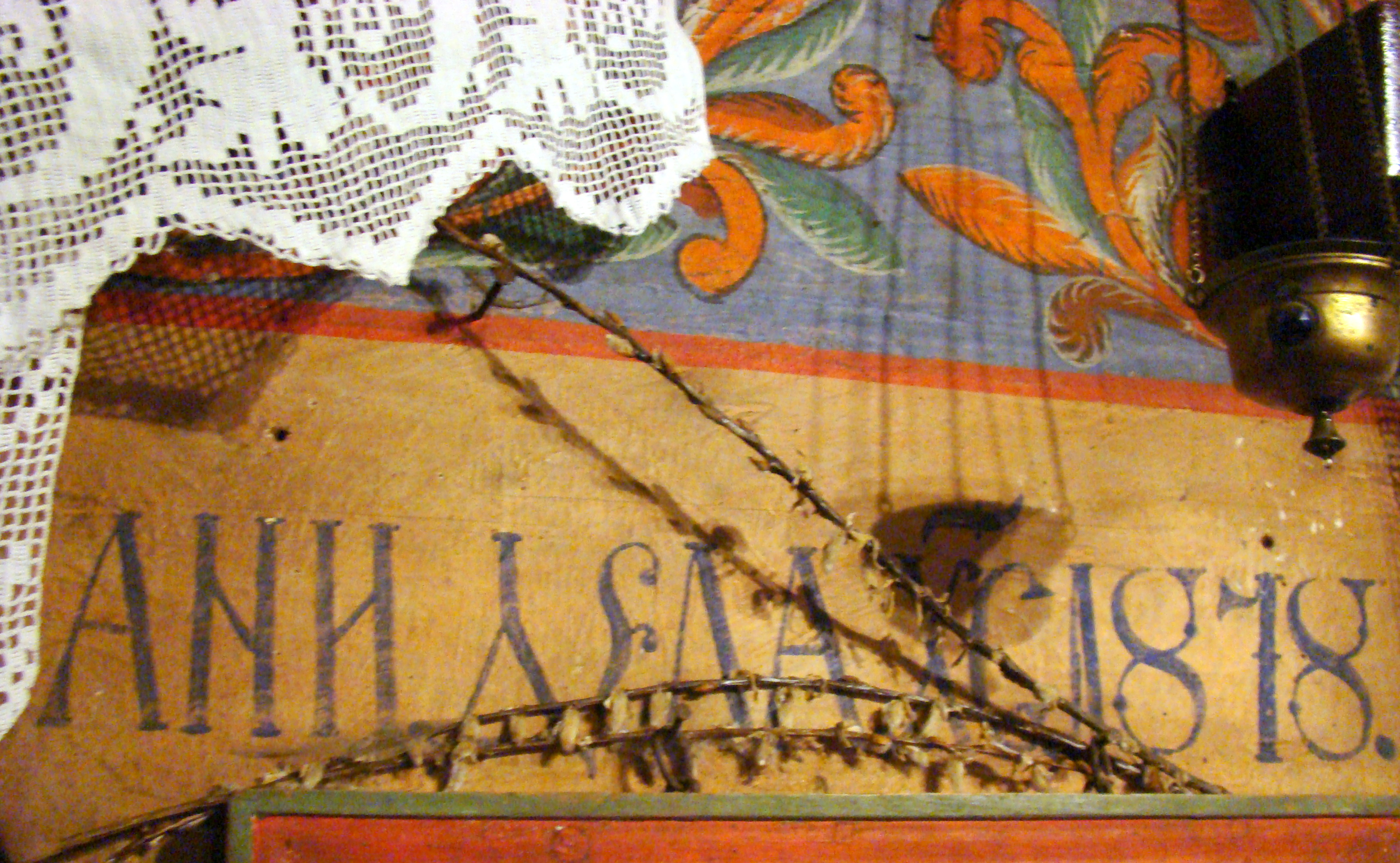
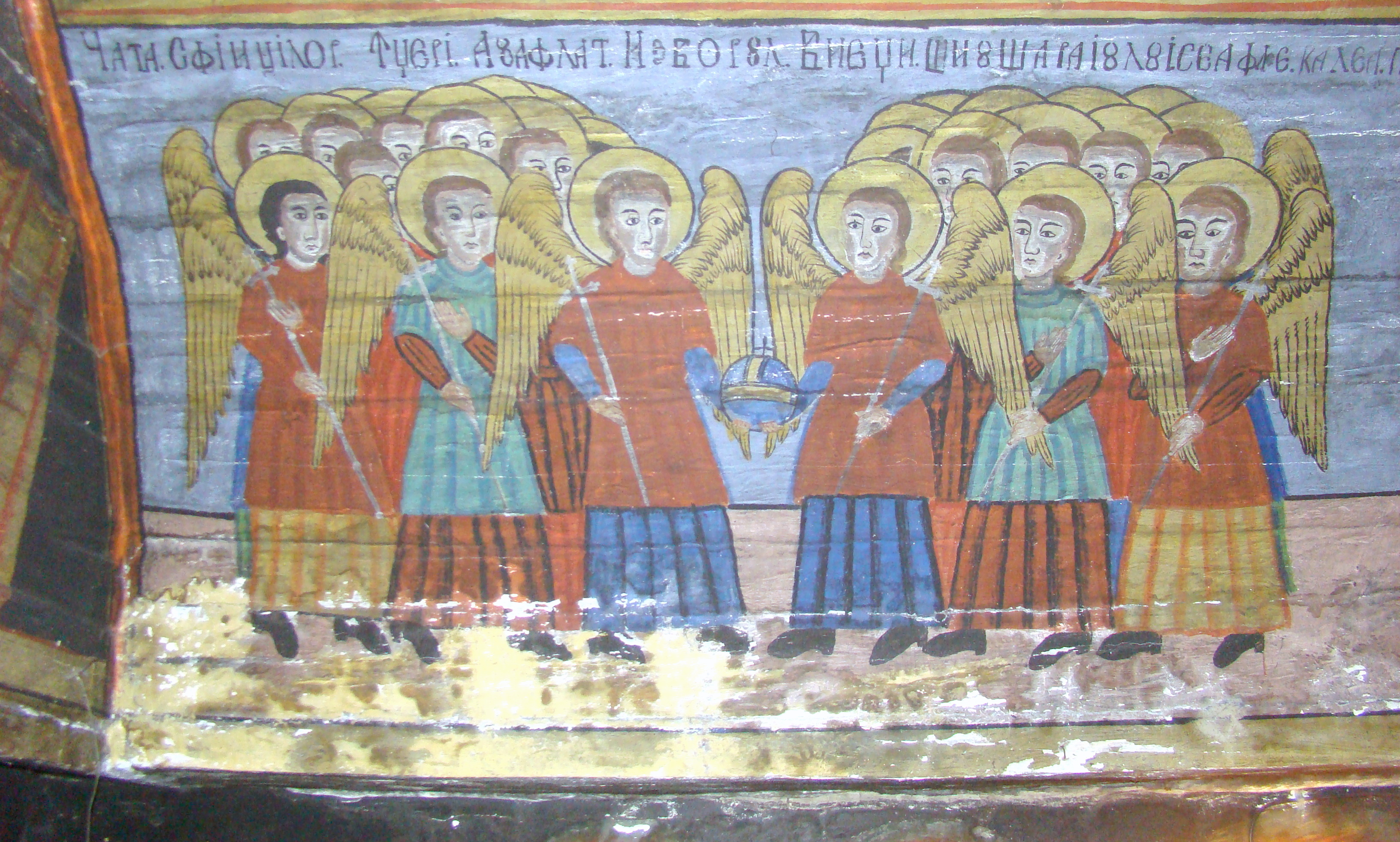
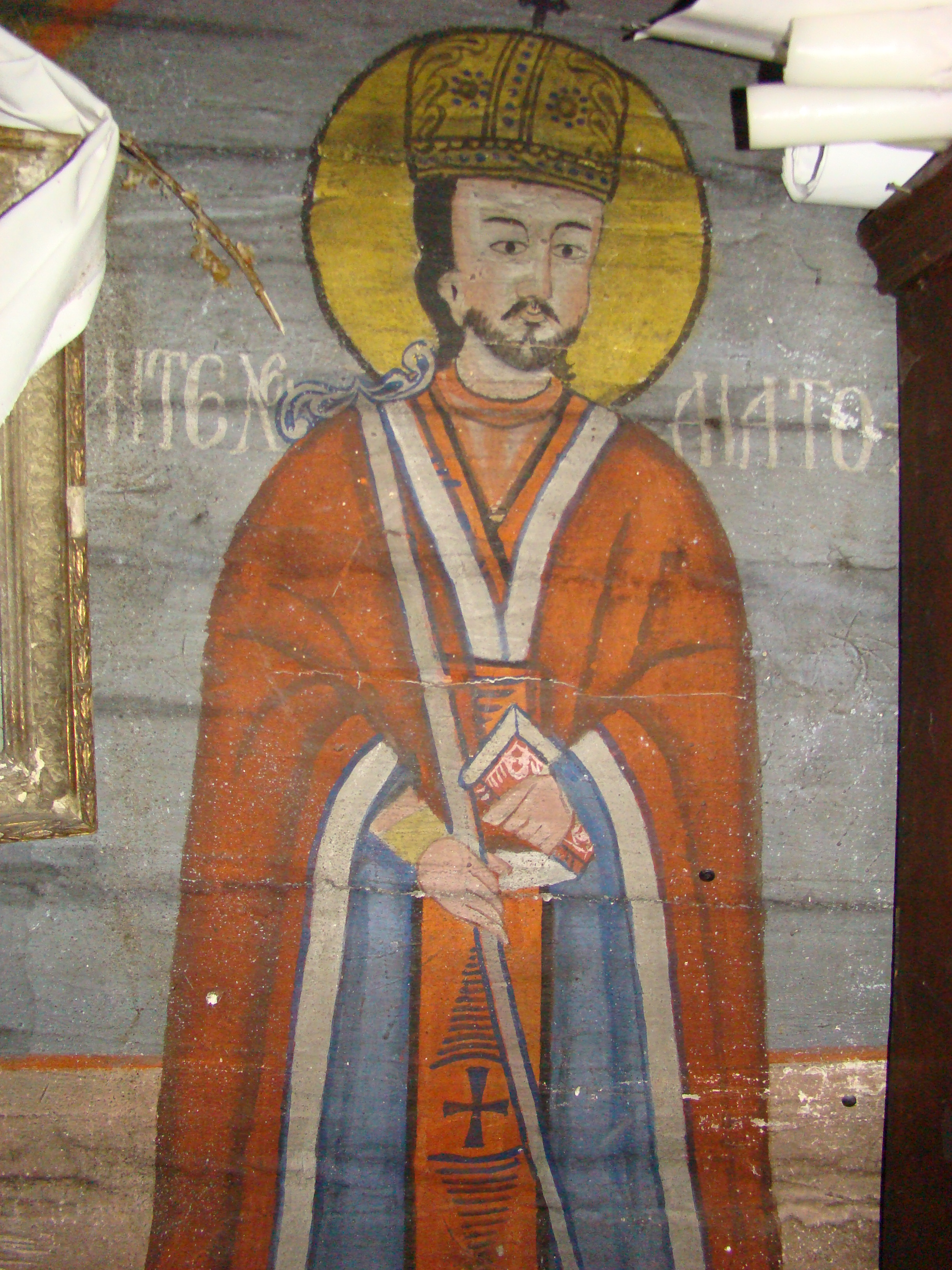
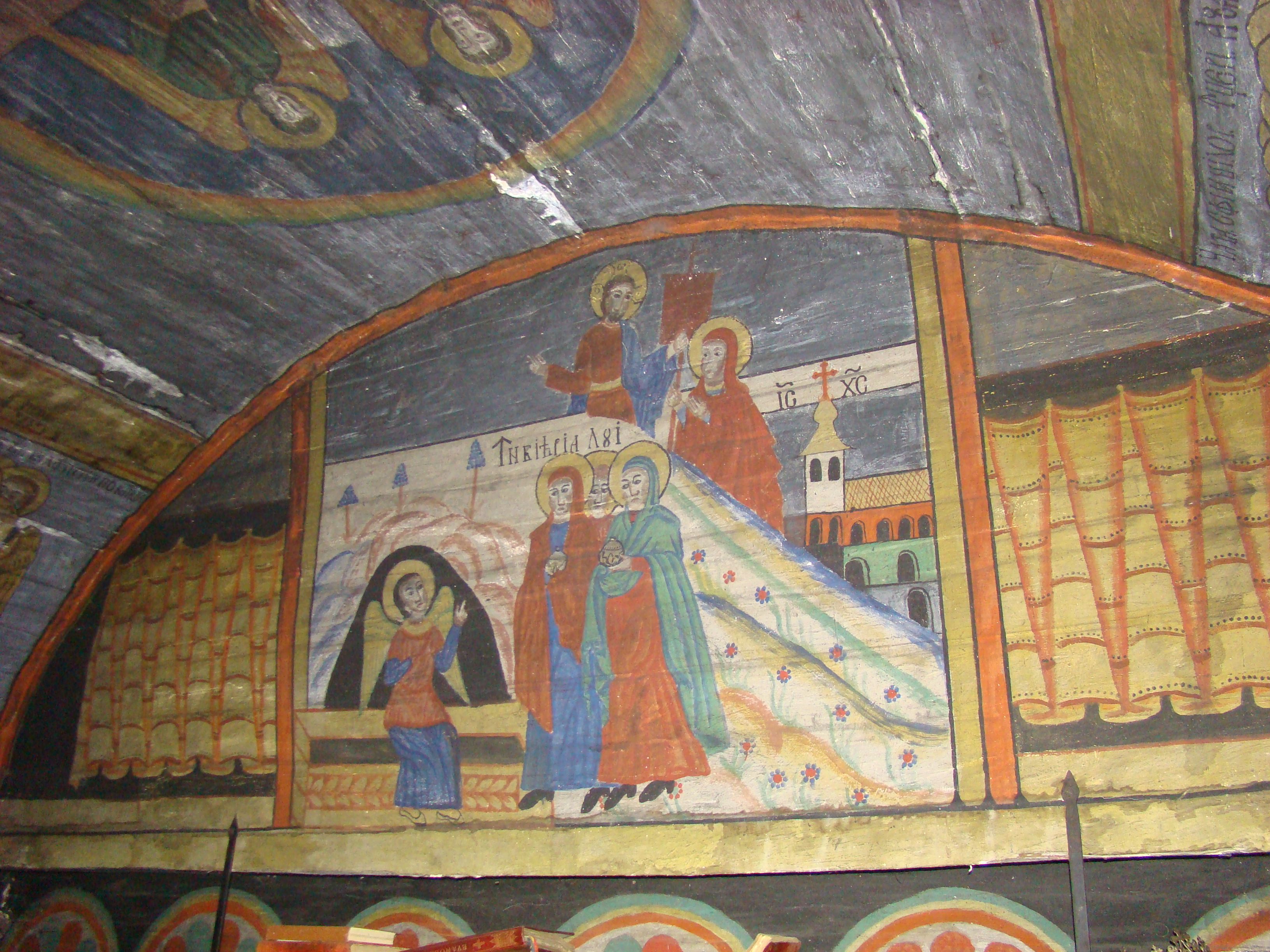
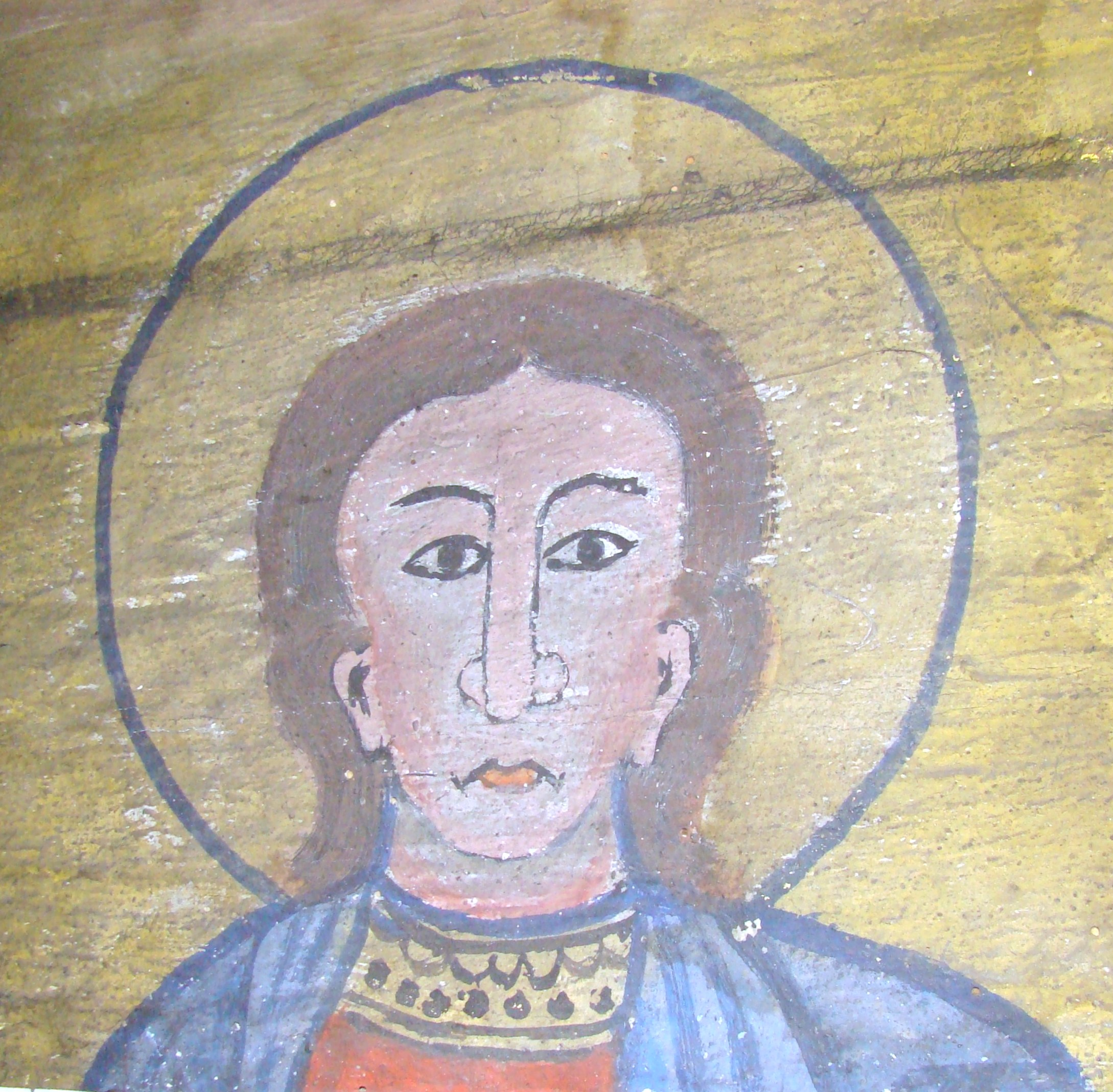
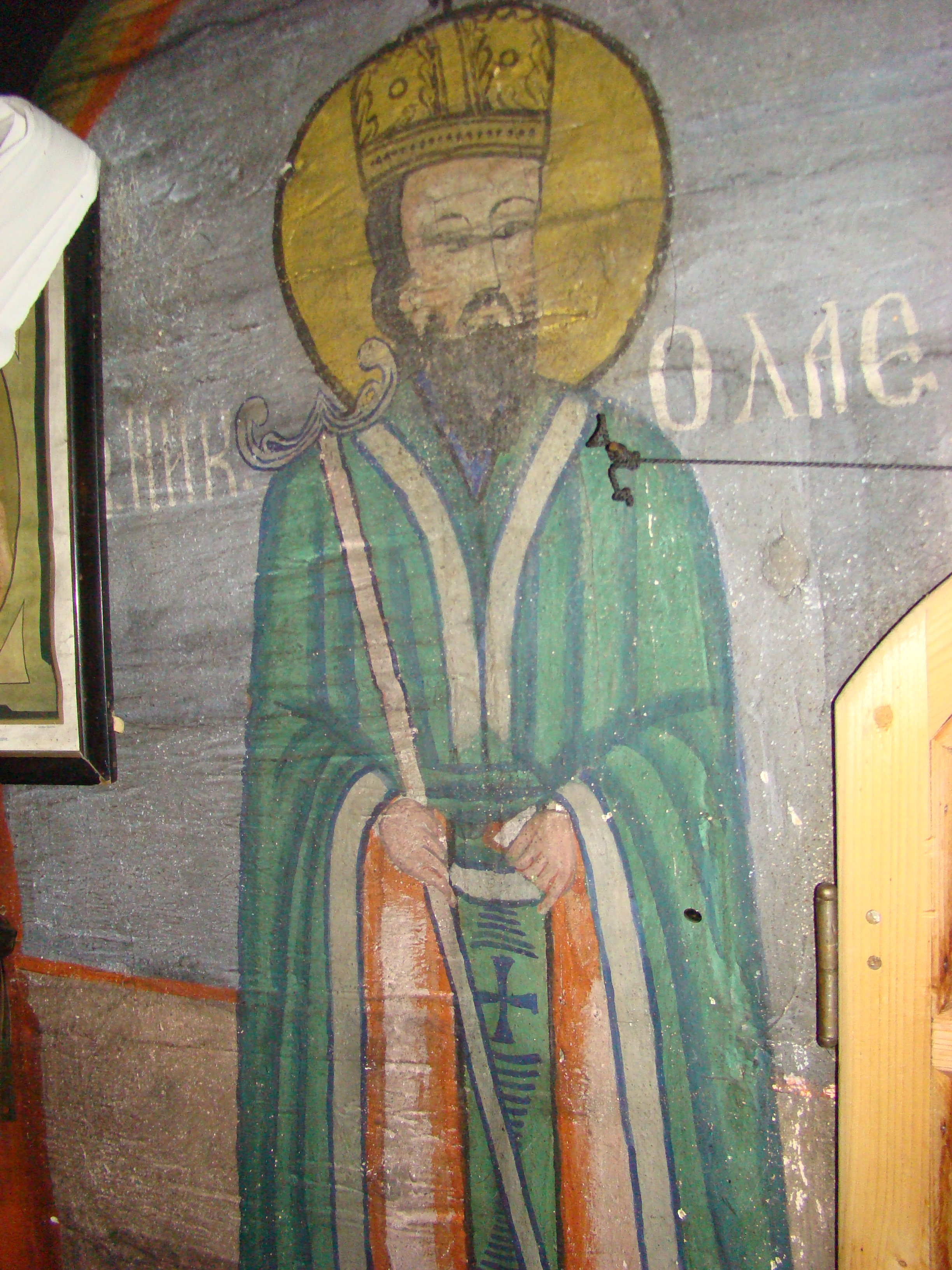
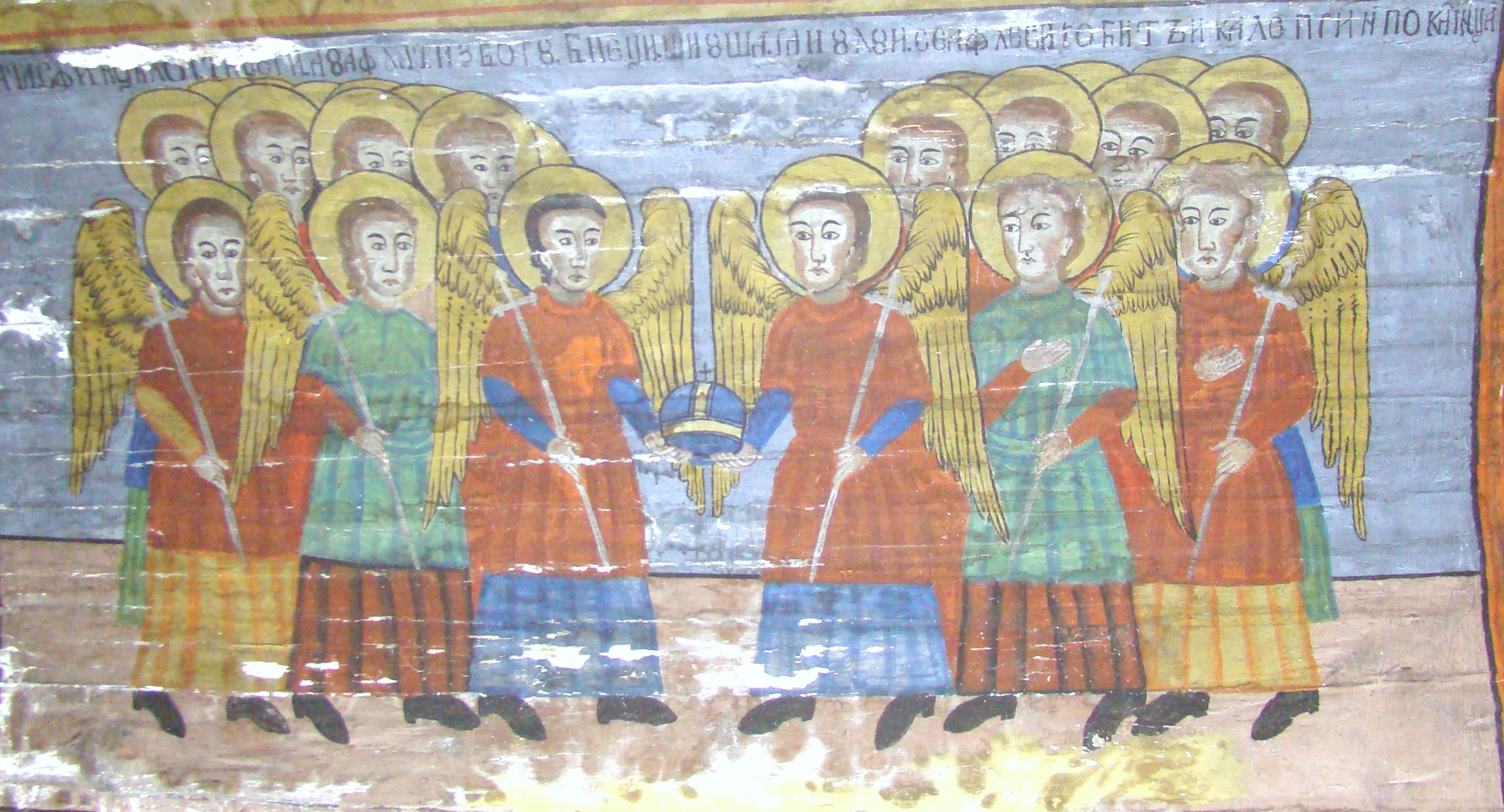
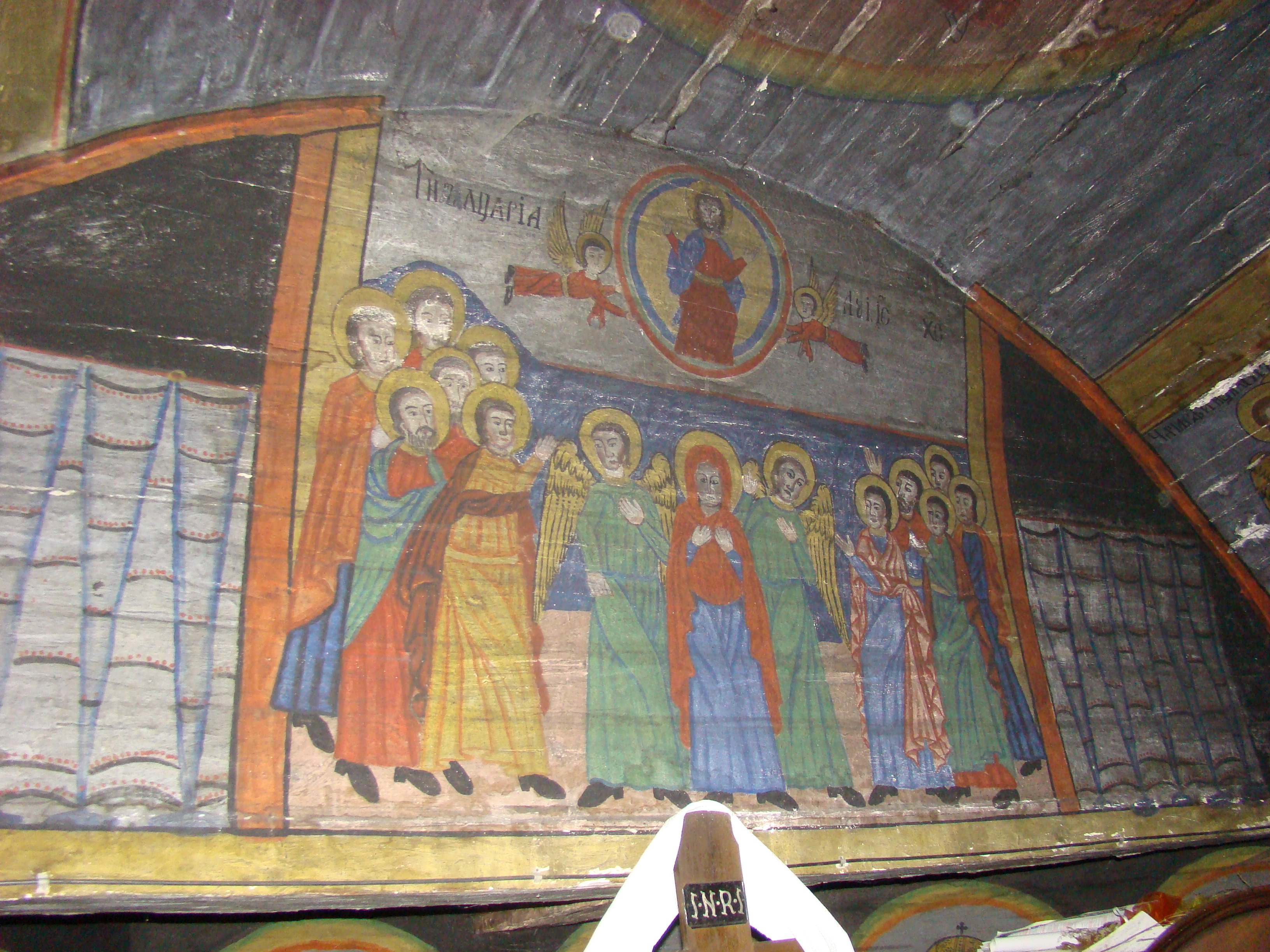
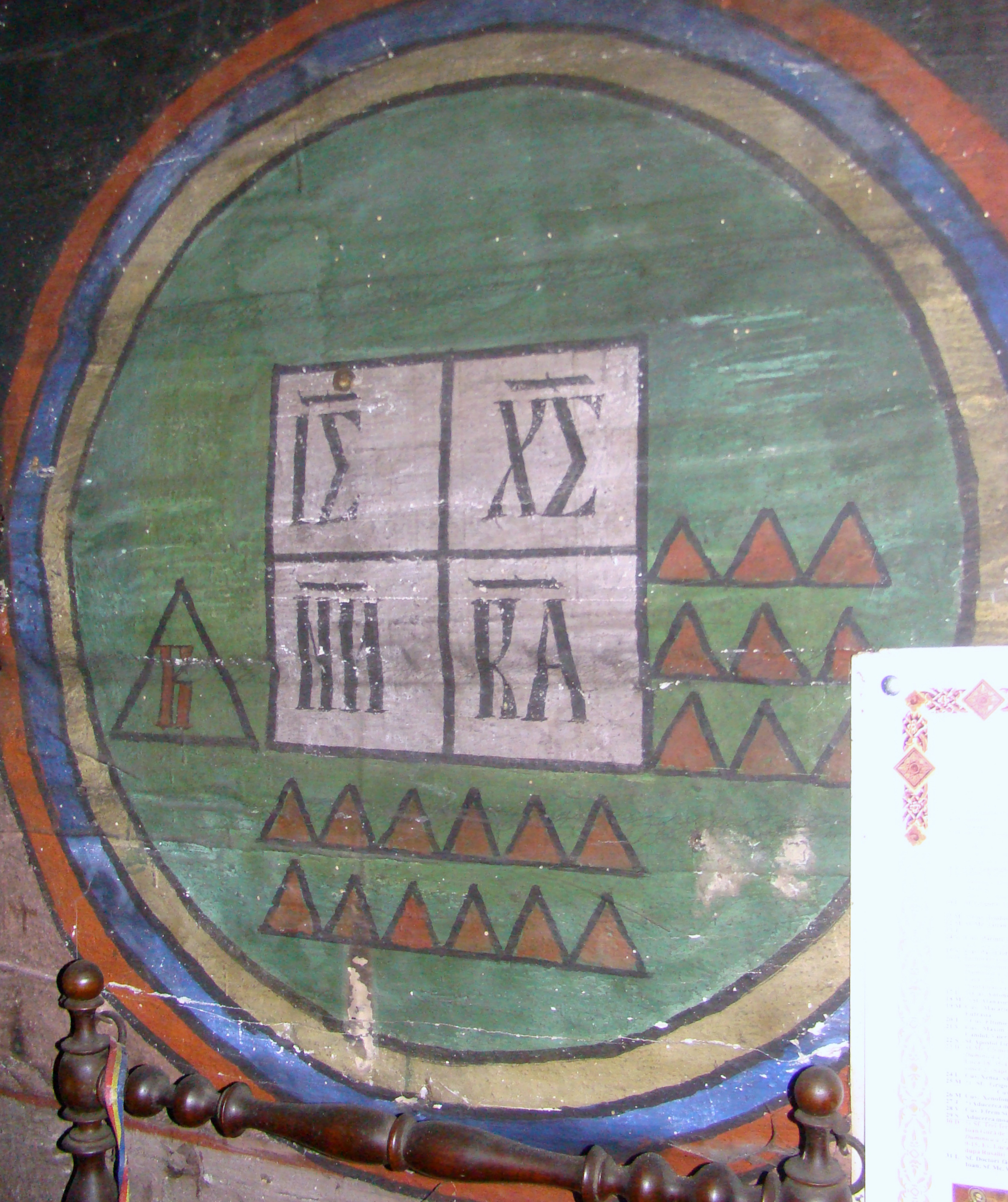
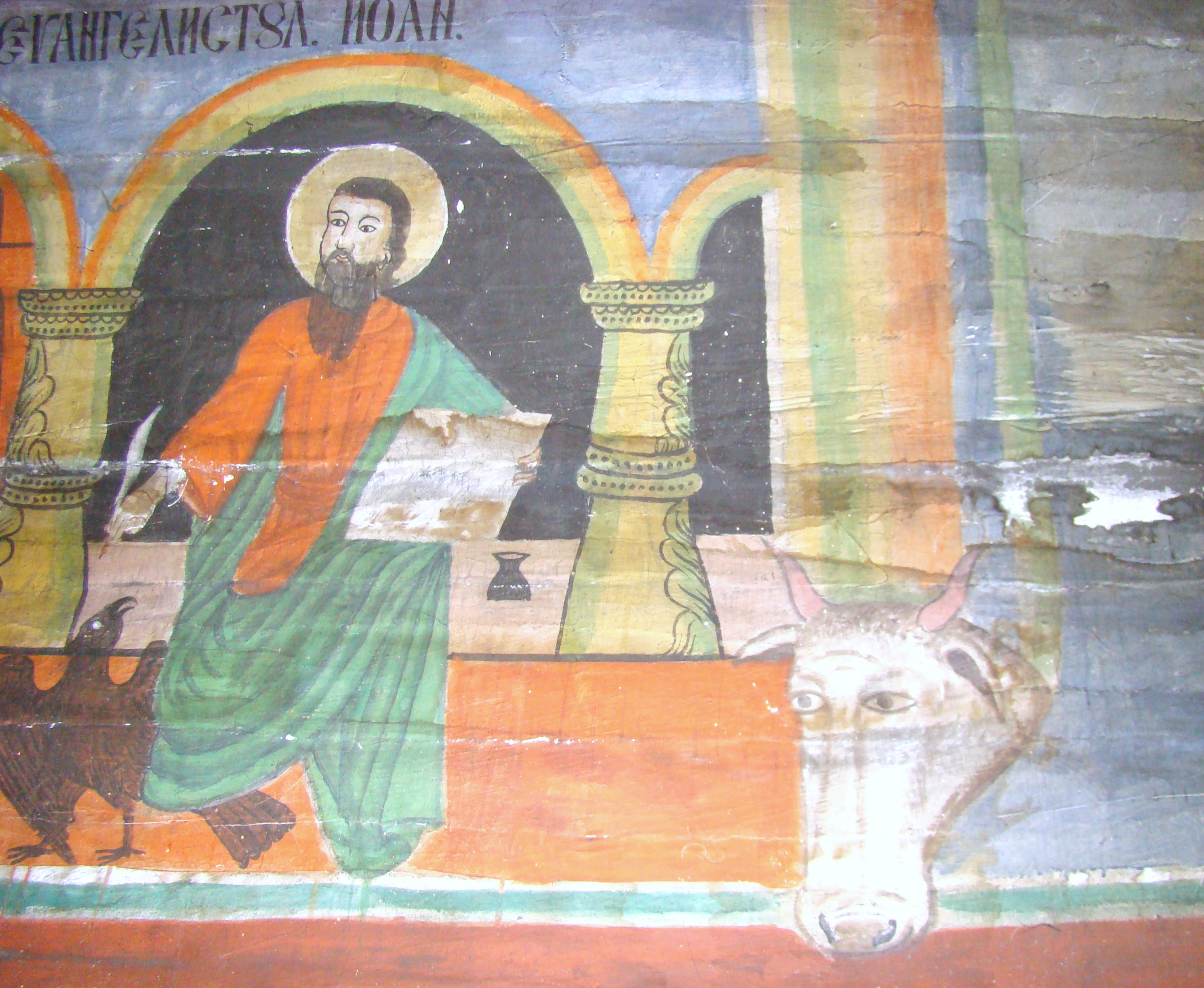
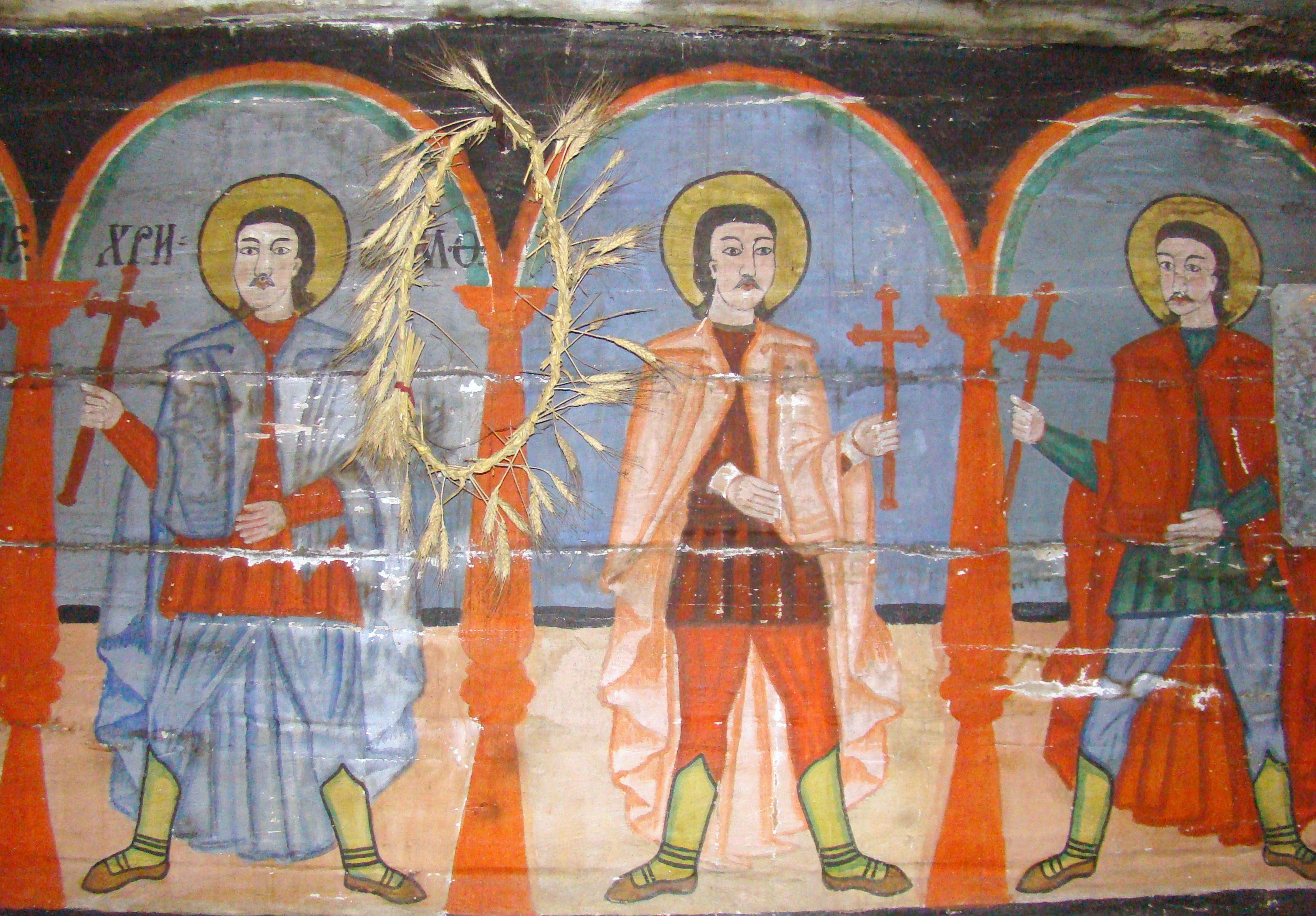
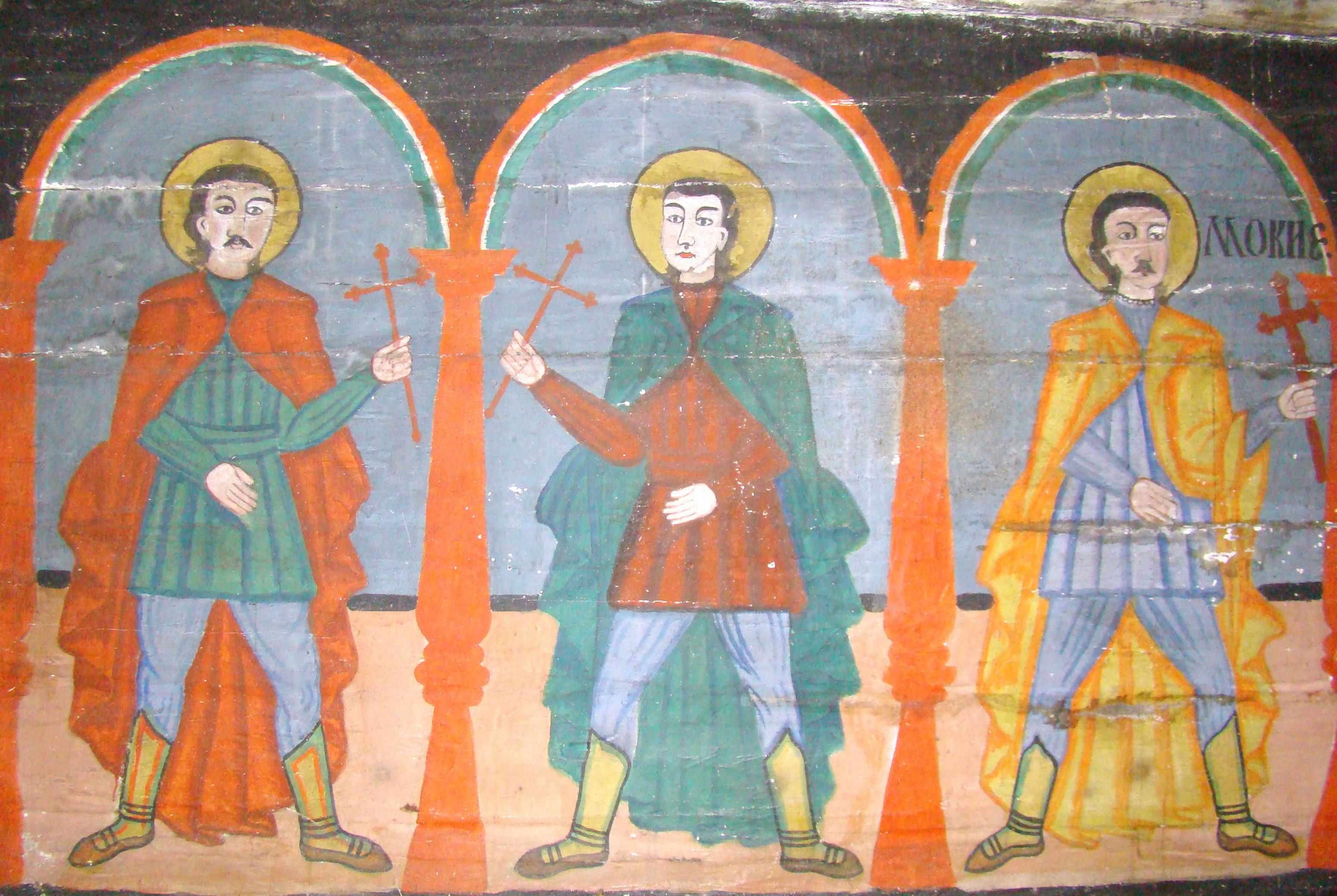
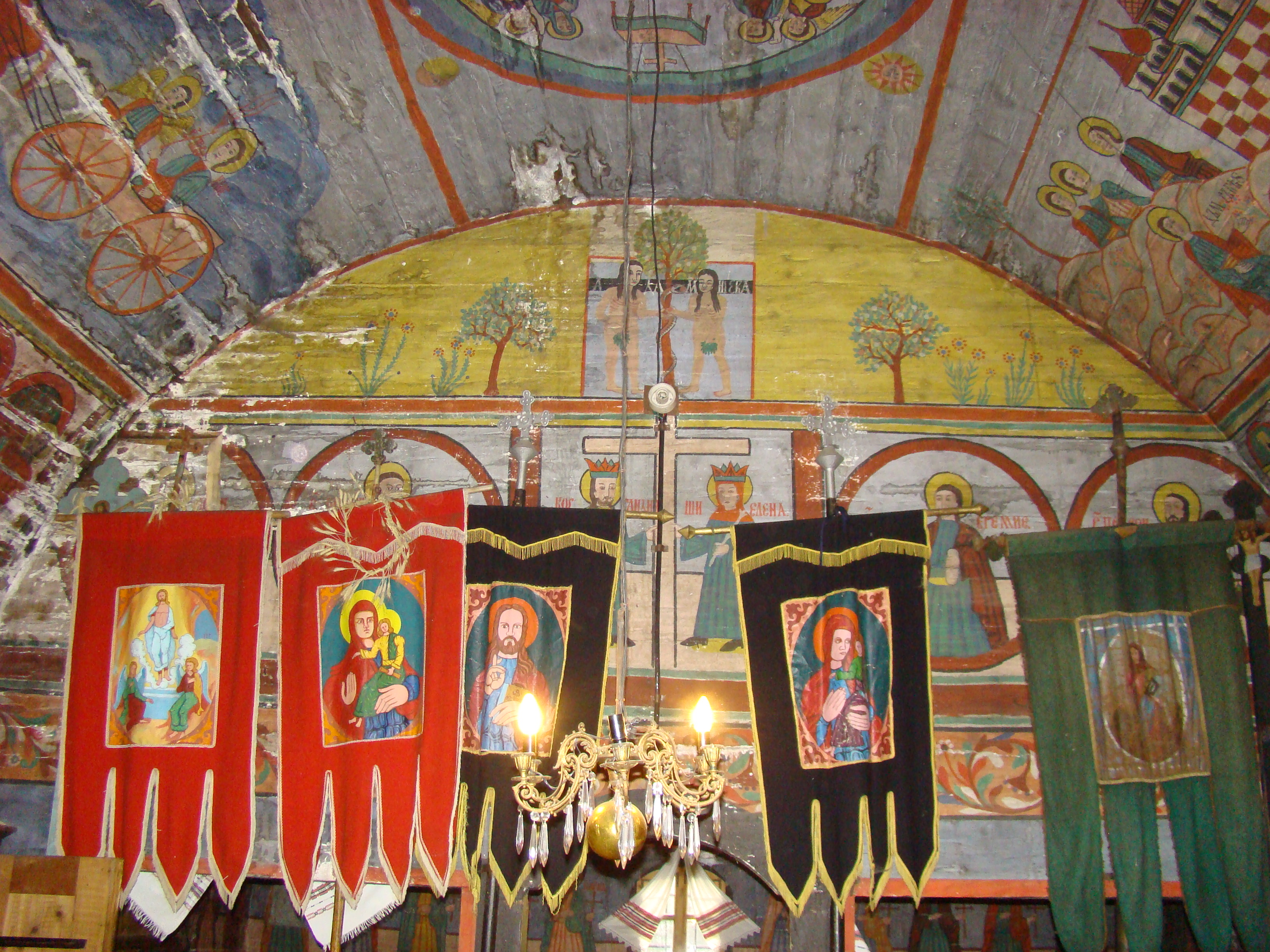
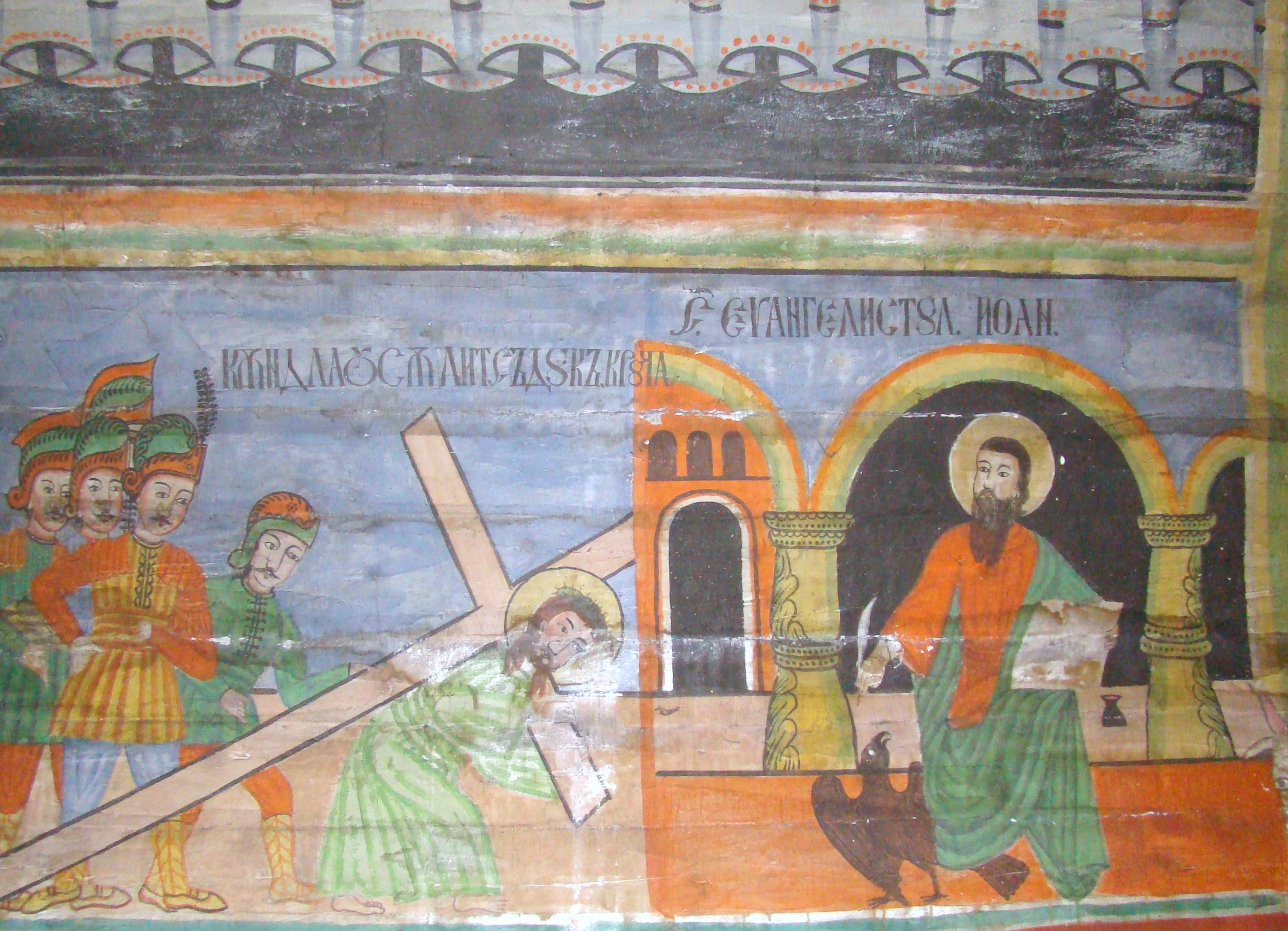
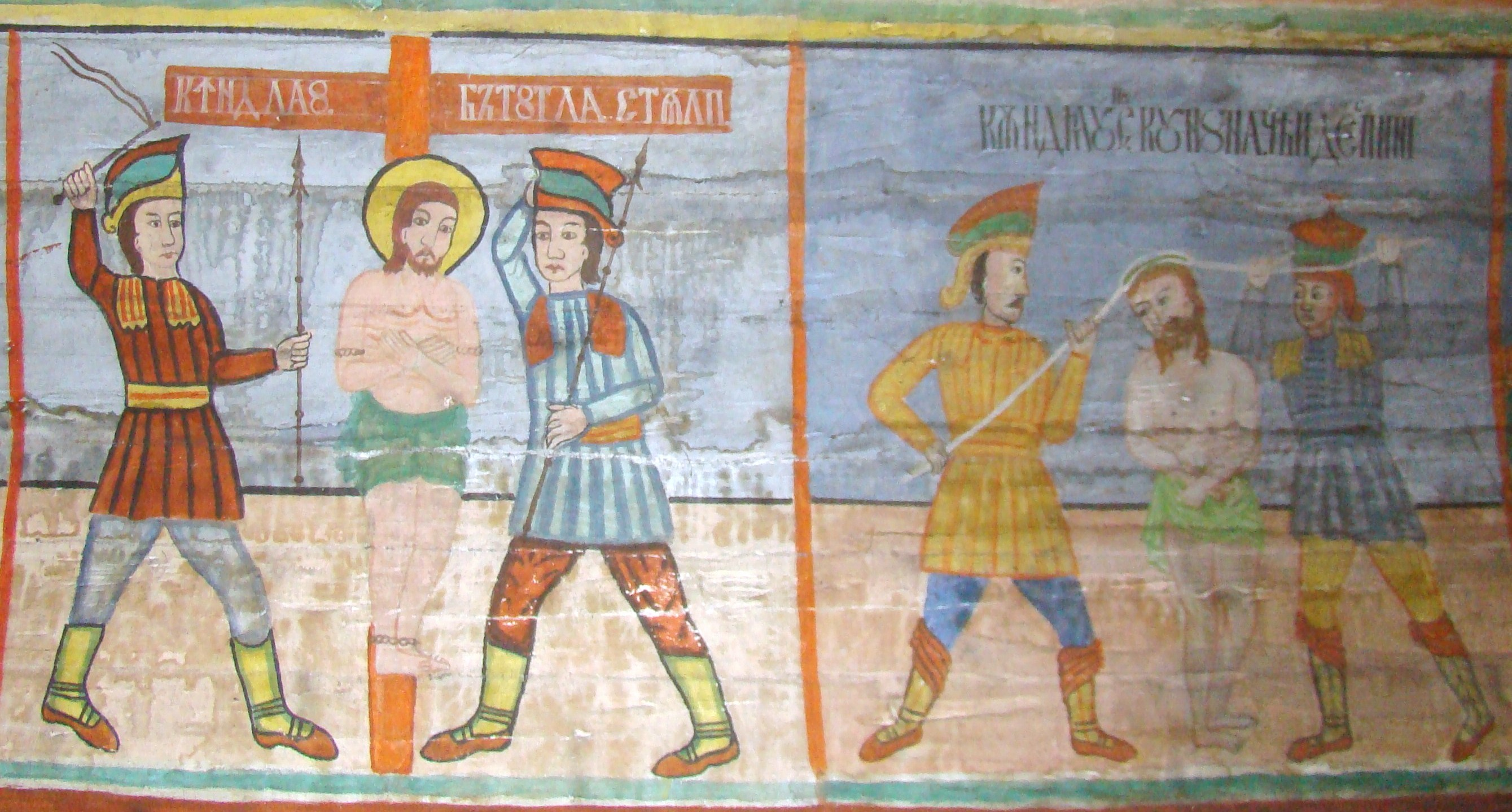
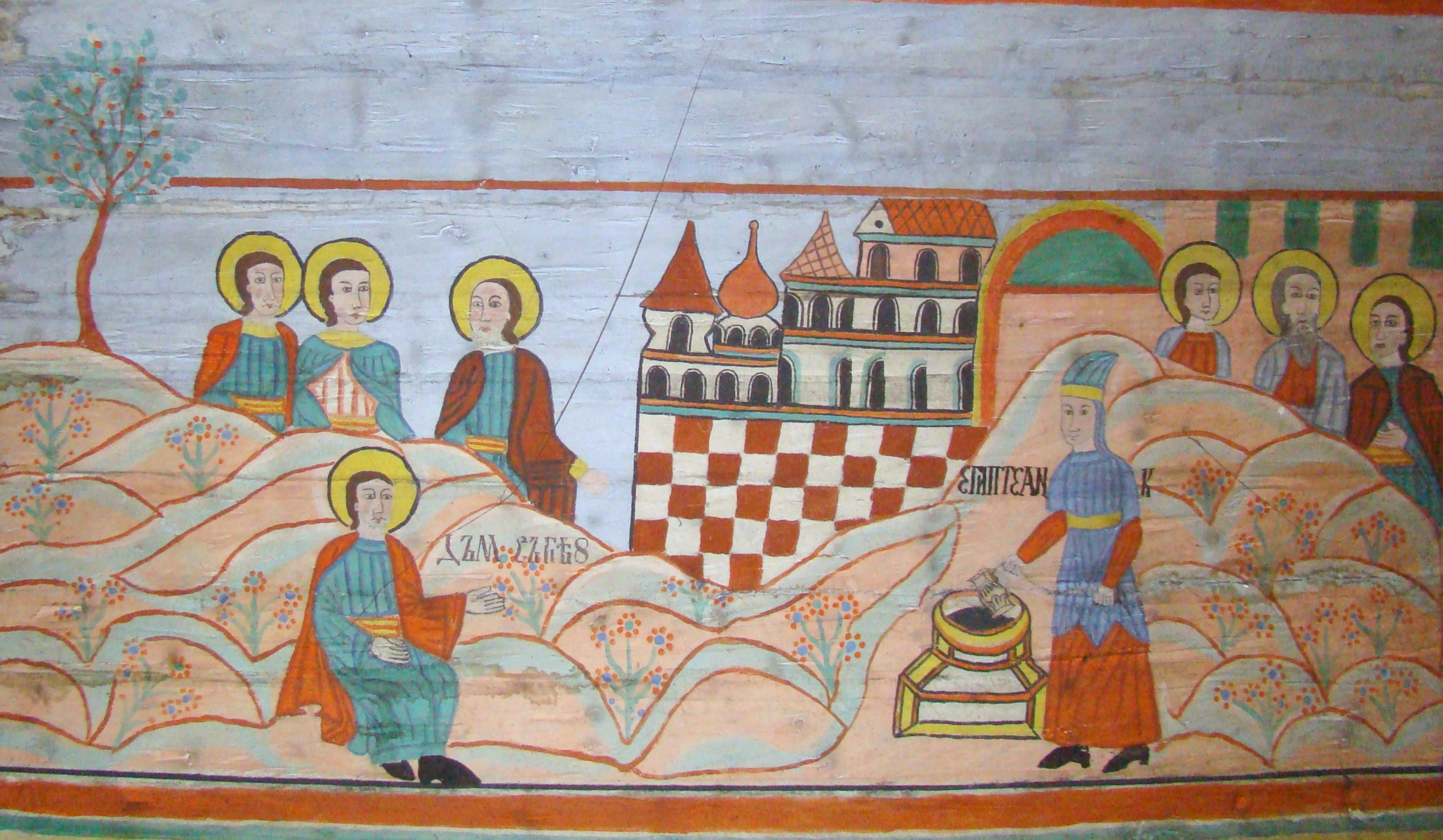
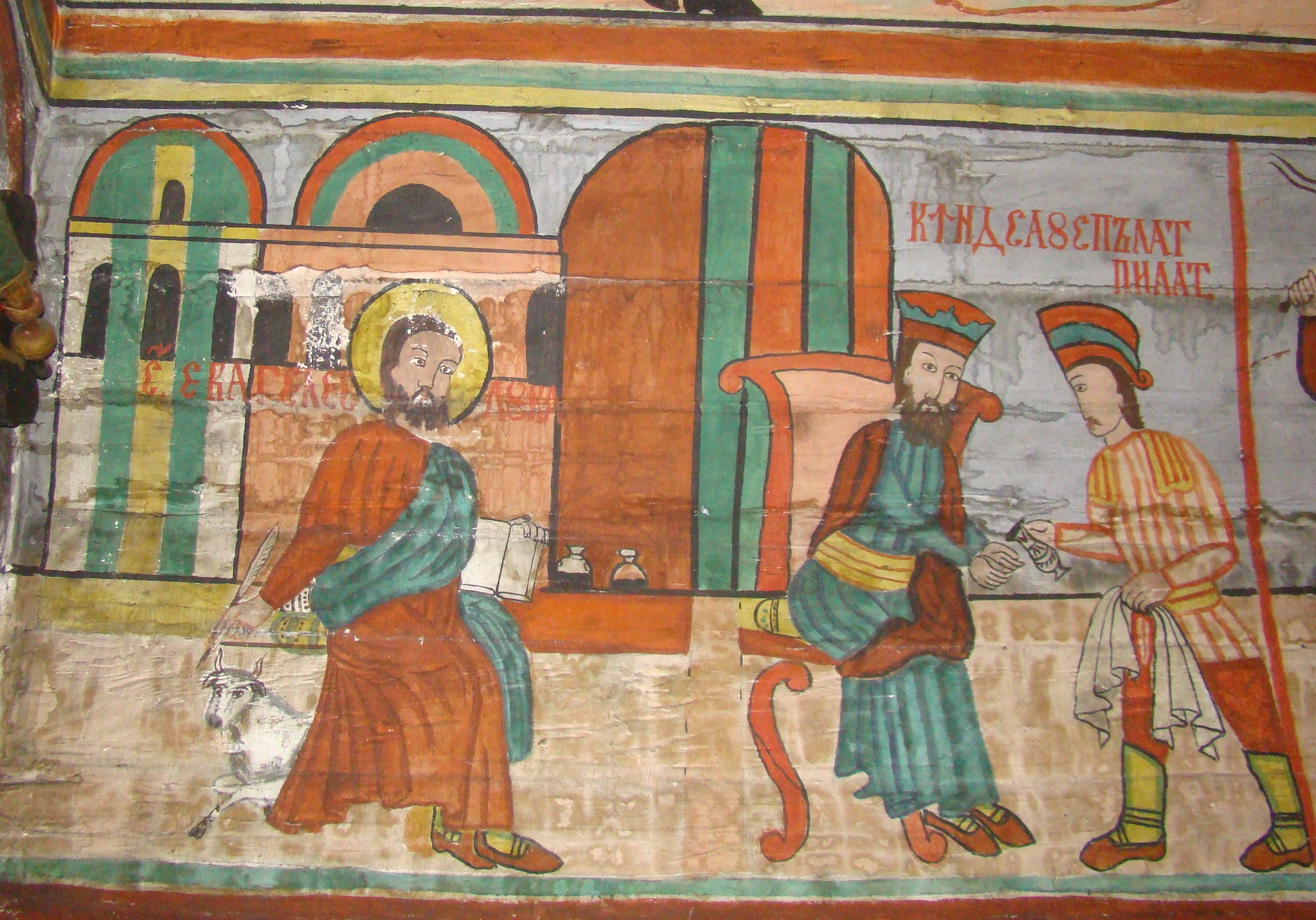
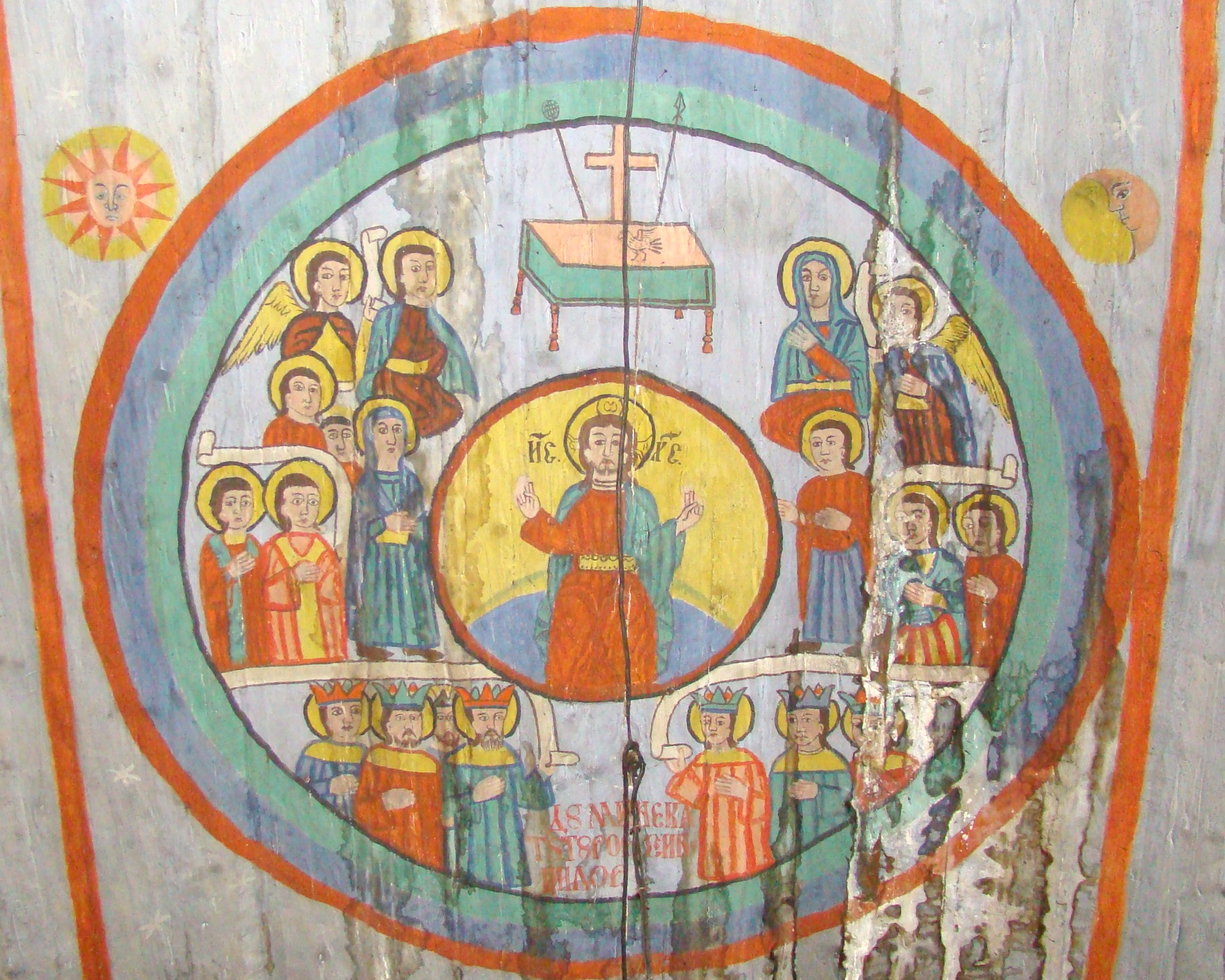
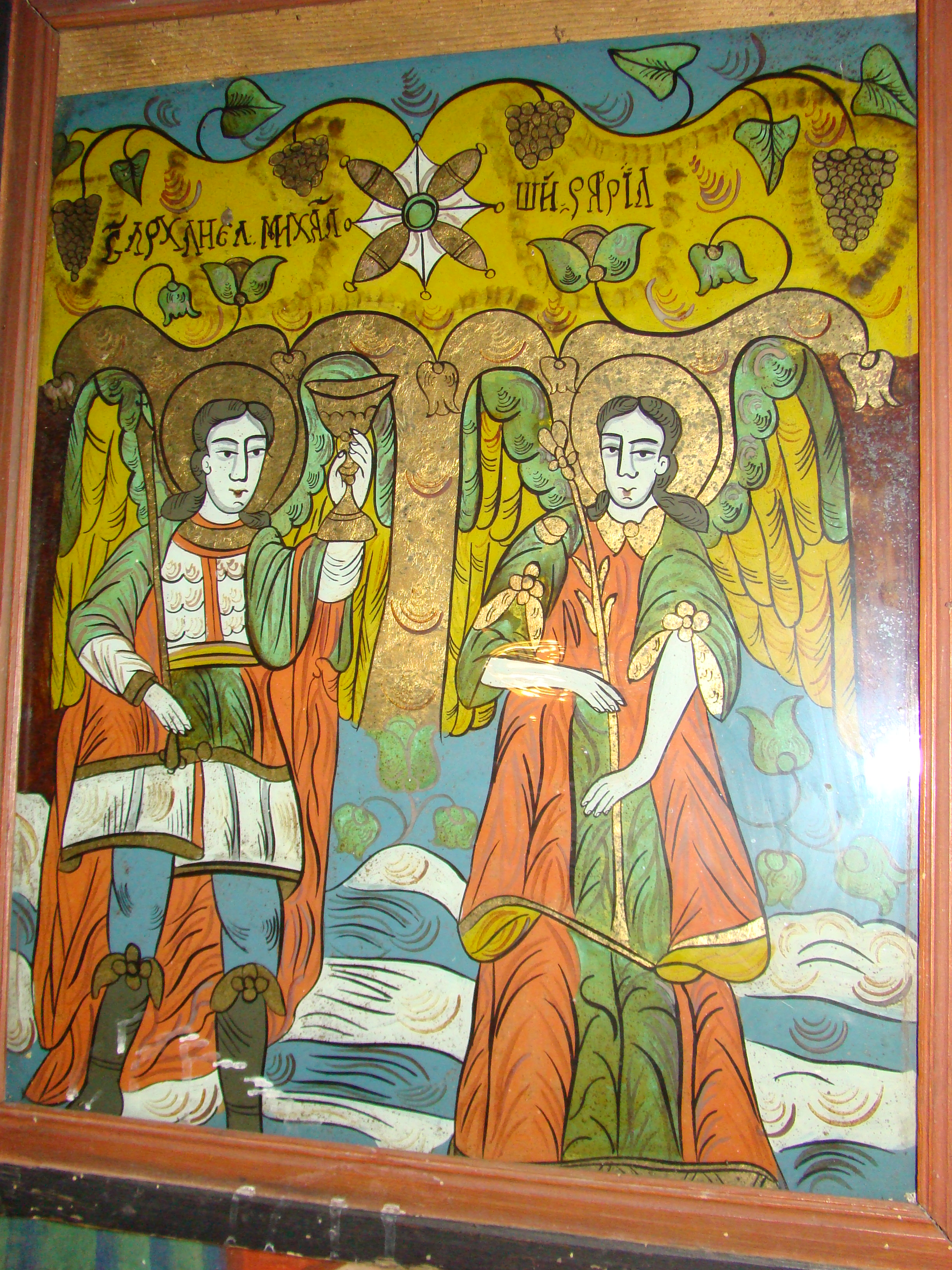
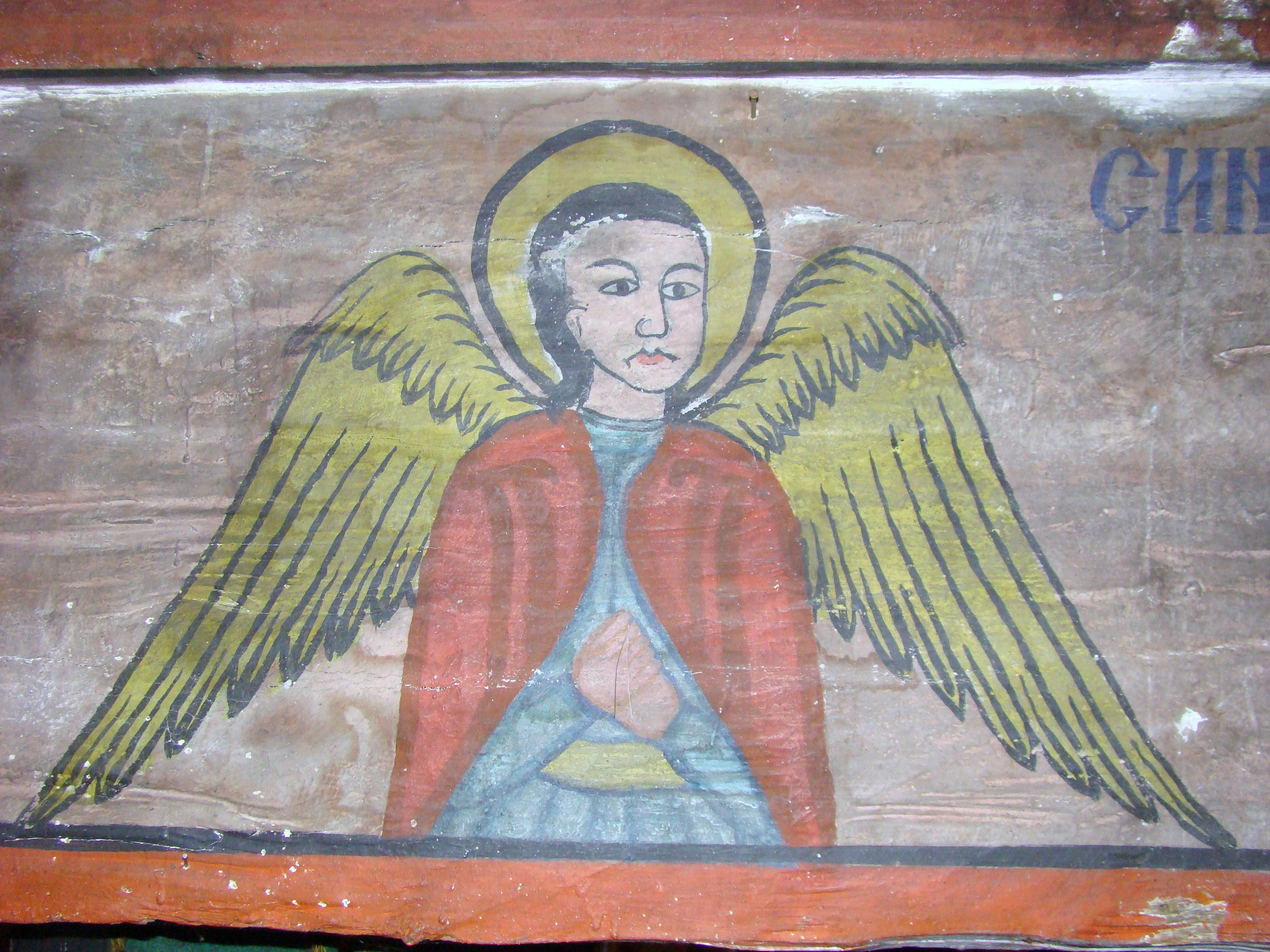
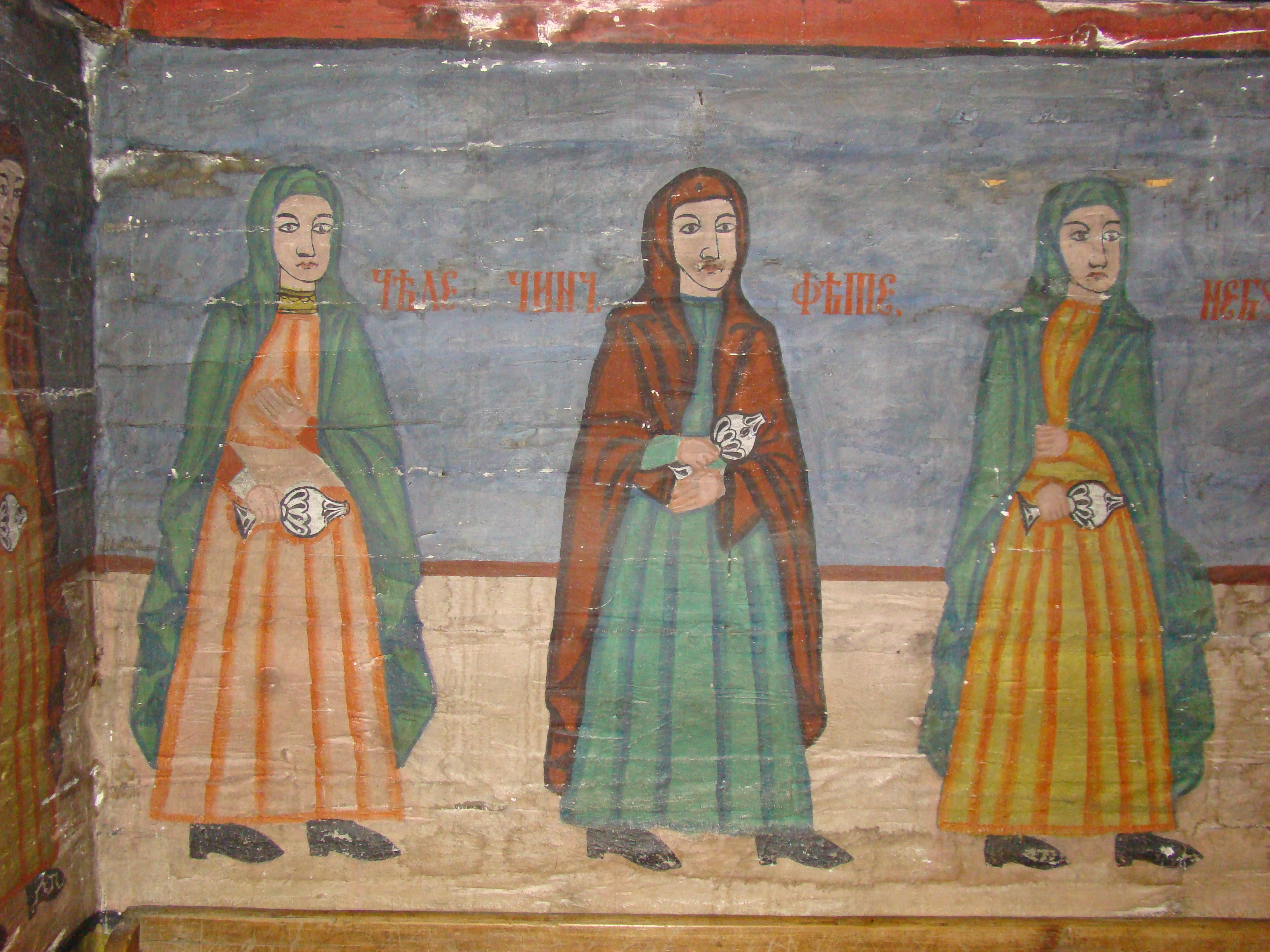
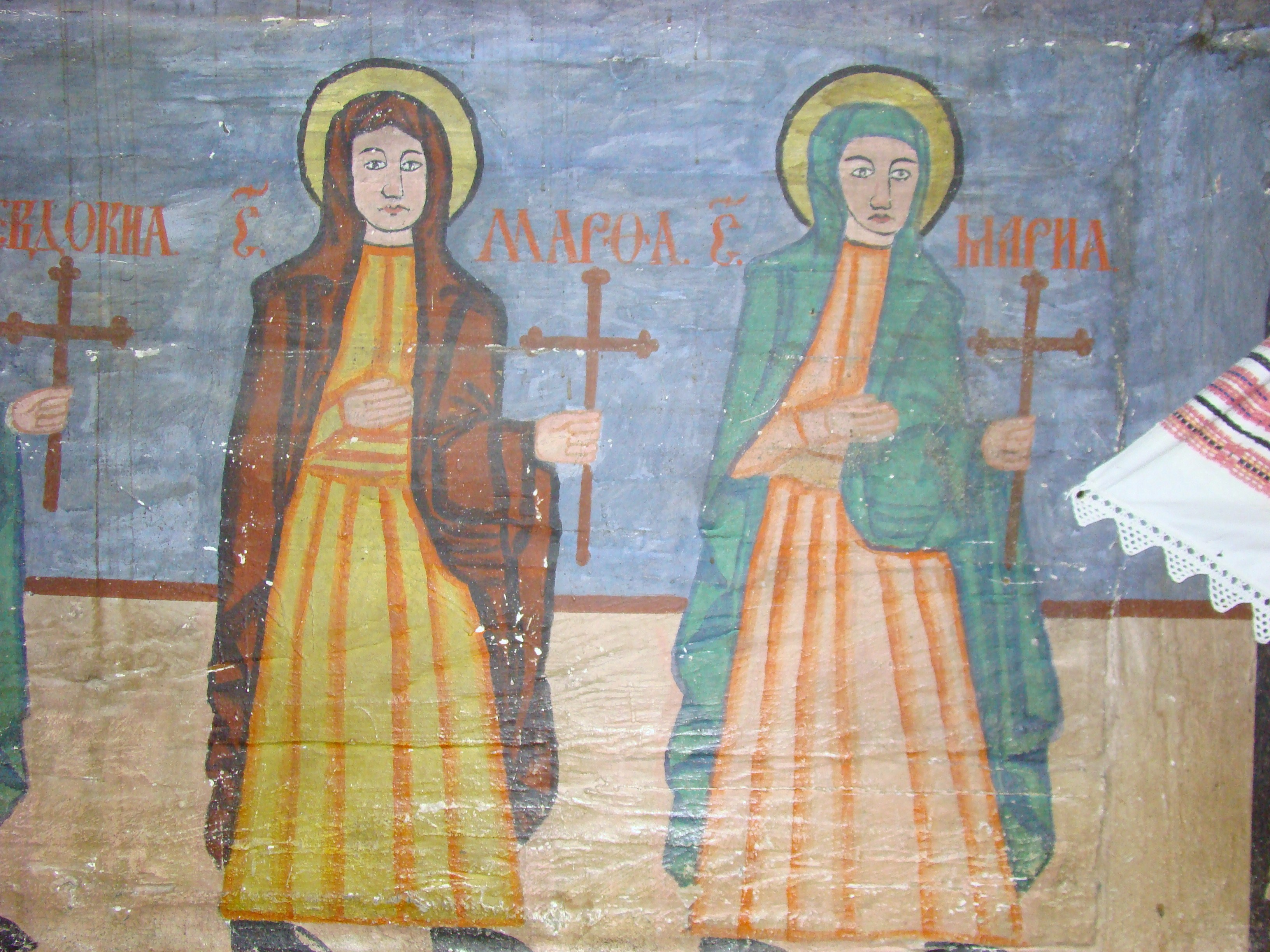
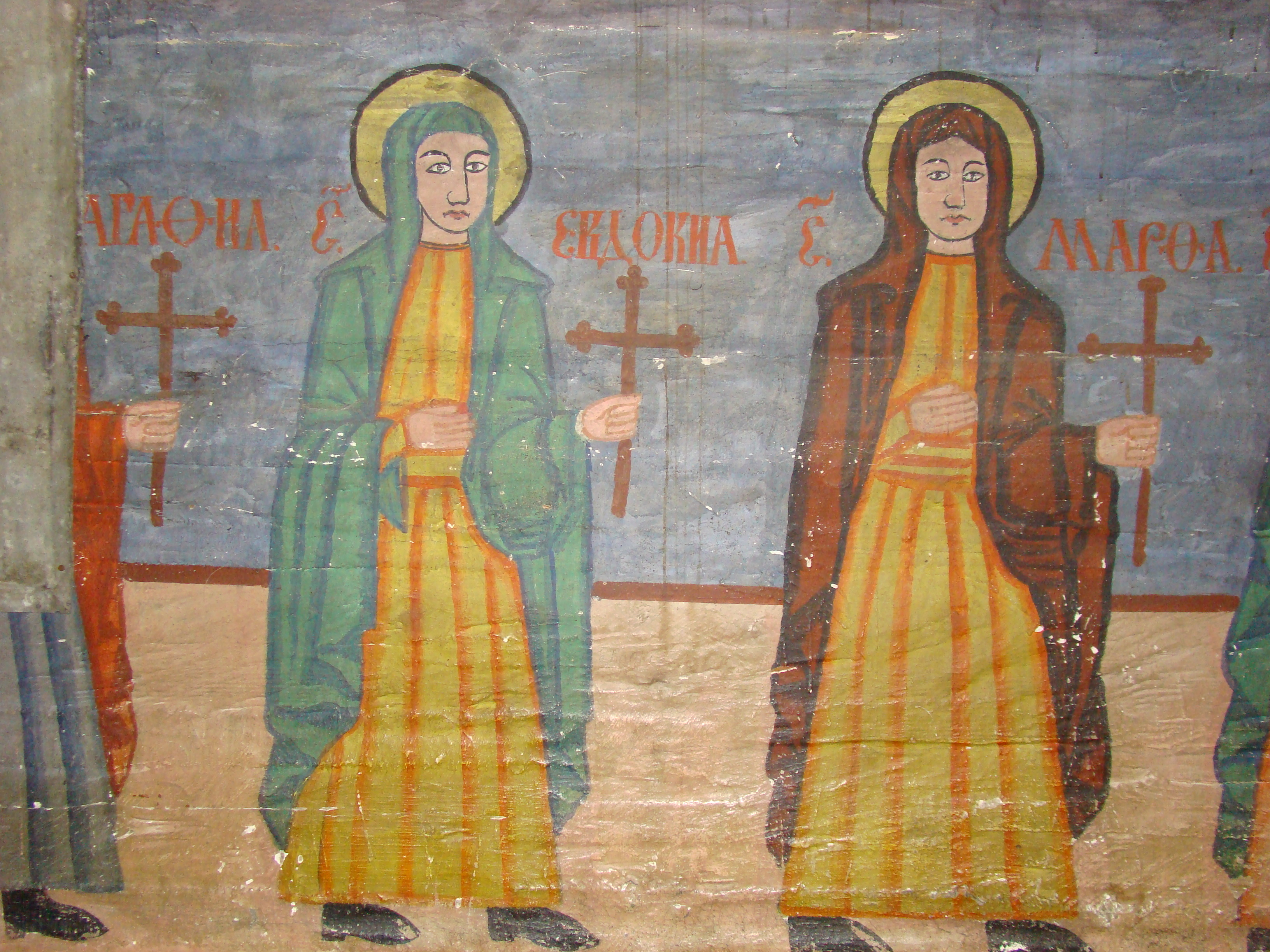
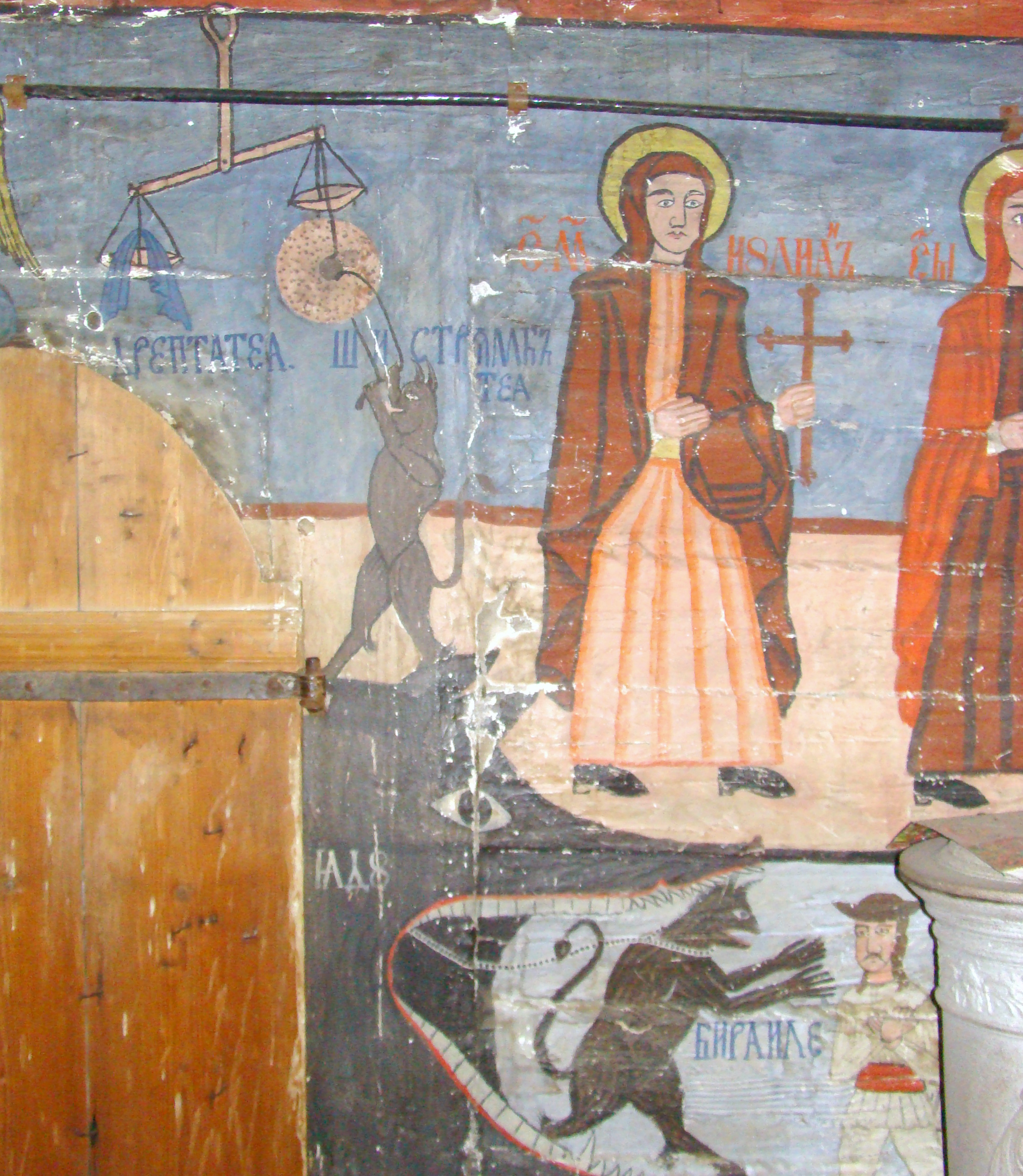
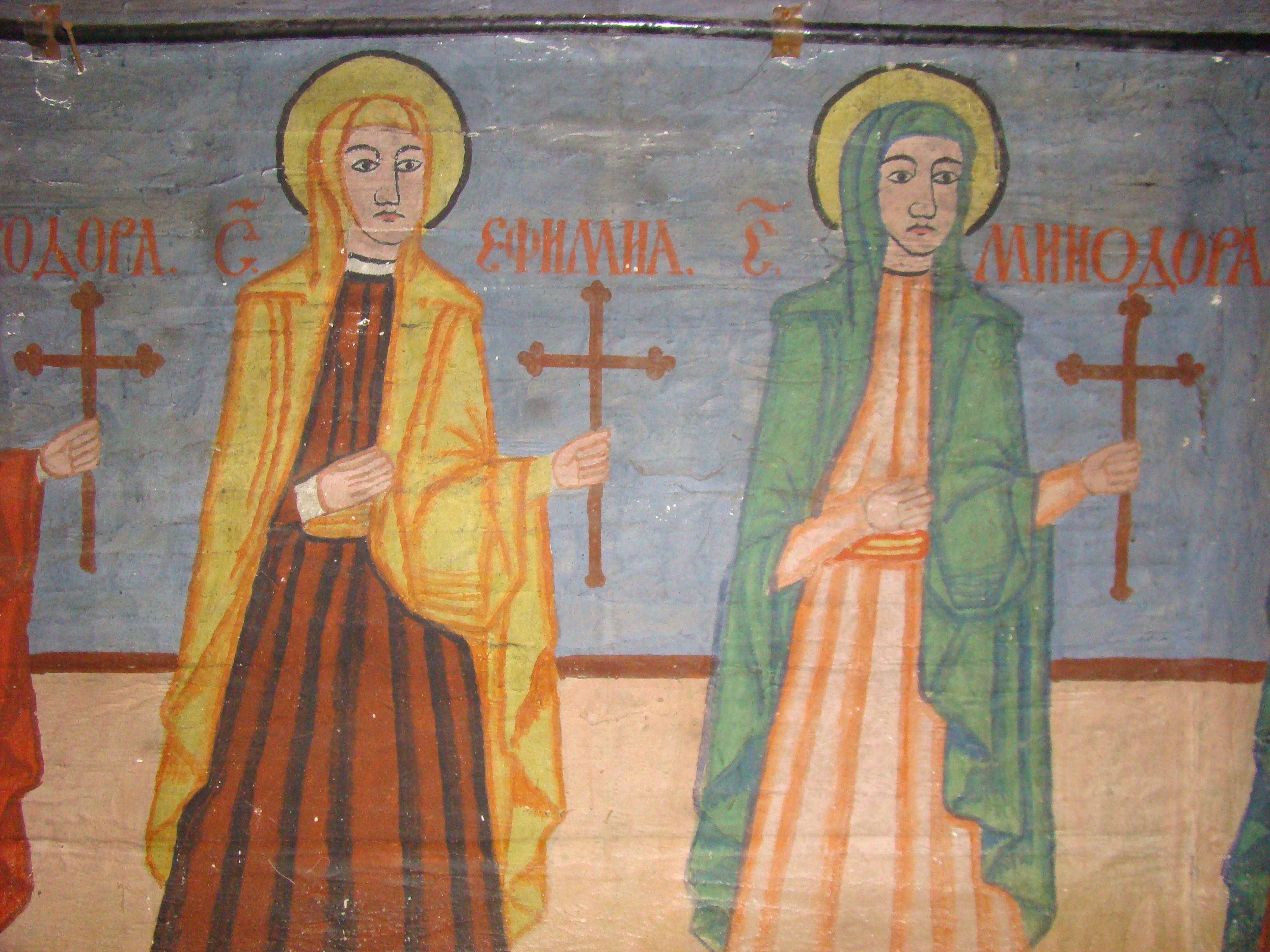
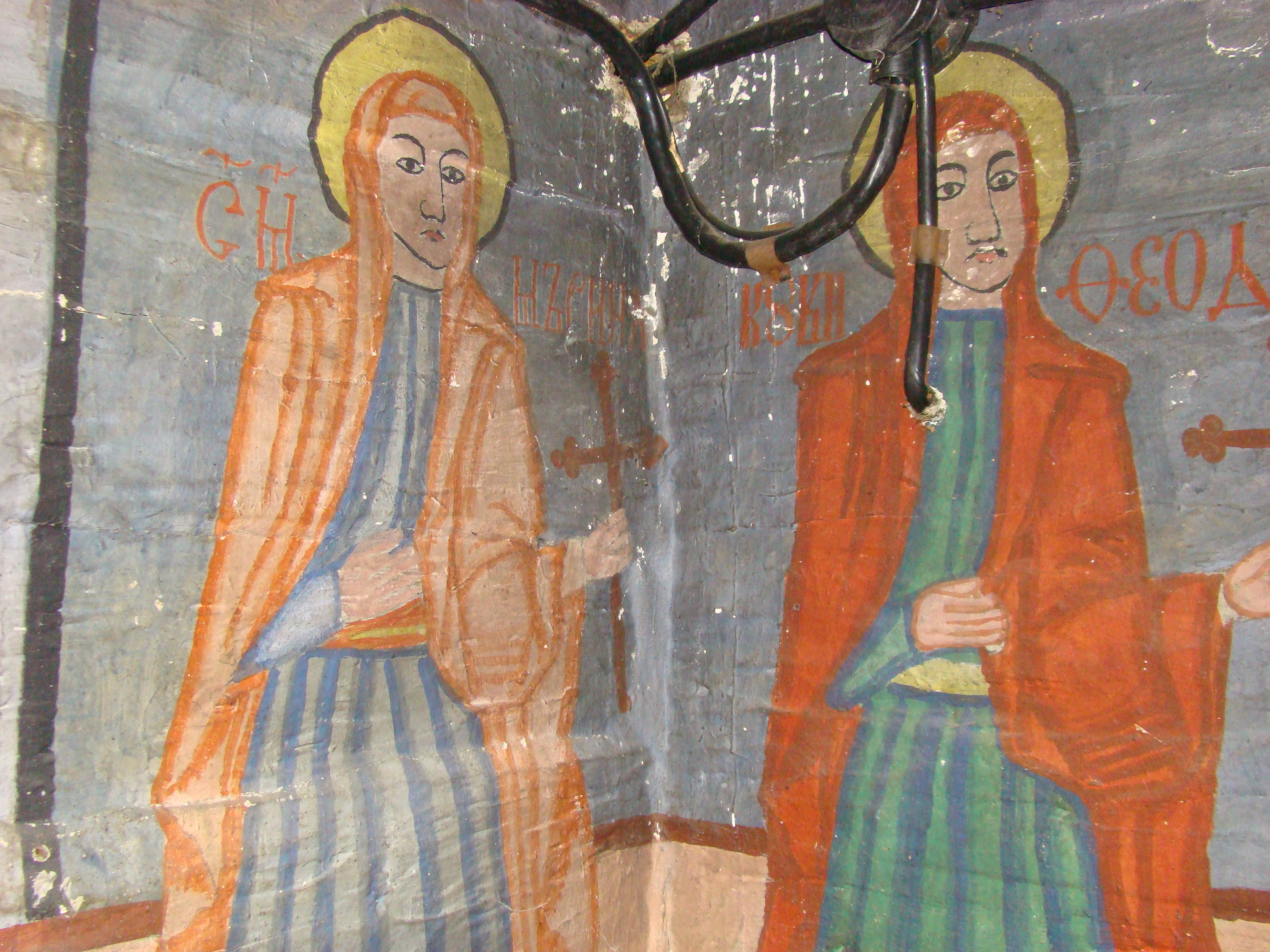